# ベンジャミン・ディズレーリ
初代ビーコンズフィールド伯爵ベンジャミン・ディズレーリ（英語: Benjamin Disraeli, 1st Earl of Beaconsfield, KG, PC, FRS、1804年12月21日 - 1881年4月19日）は、イギリスの政治家、小説家、貴族。
ユダヤ人でありながら保守党内で上層部に上り詰めることに成功し、ダービー伯爵退任後に代わって保守党首となり、2期にわたって首相（在任：1868年、1874年 - 1880年）を務めた。庶民院の過半数を得られていなかった第一次内閣は、短命の選挙管理内閣に終わったが、庶民院の過半数を制していた第二次内閣は「トーリー・デモクラシー（Tory democracy）」と呼ばれる一連の社会政策の内政と帝国主義の外交を行って活躍した。自由党のウィリアム・グラッドストンと並んでヴィクトリア朝の政党政治を代表する人物である。また、小説家としても活躍した。野党期の1881年に死去し、以降ソールズベリー侯爵が代わって保守党を指導していく。

## 概要
作家の息子としてロンドンに生まれる。イタリアからの移民のセファルディム系ユダヤ人の家系だった。13歳の時にイングランド国教会に改宗した。15歳の時に学校を退学になり、17歳の頃から弁護士事務所で働くようになった。しかし事務所の業務に関心が持てず、南米鉱山株の投機や新聞発行に手を出すも失敗して破産した。さらに処女作の小説『ヴィヴィアン・グレイ』を出版して評判になるも激しい批判を集めた。
その後しばらく南欧や近東を旅行したが、1832年にイギリスへ帰国。帰国後も小説を執筆する一方でしばしば庶民院議員選挙に出馬するようになり、四度の落選を経て、1837年の解散総選挙で初当選を果たす。保守党に所属していたが、サー・ロバート・ピール准男爵内閣に入閣できなかったことに反発して、党内反執行部小グループ「ヤング・イングランド」を結成・主導、また小説『カニングスビー』や『シビル』を執筆してピール批判を行った。1846年にピールが穀物法を廃止して穀物自由貿易を行おうとすると、その反対運動を主導してピール内閣倒閣と保守党分裂をもたらした。
党分裂で党幹部が軒並みピール派へ移ったことで党内の有力者として台頭するようになり、1849年からは実質的な保守党庶民院院内総務となり（1851年に正式に就任）。1852年2月に保守党党首ダービー伯爵の内閣が誕生すると、その大蔵大臣に任じられた。その後も1858年（第二次ダービー伯爵内閣）、1866年～1868年（第三次ダービー伯爵内閣）とダービー伯爵内閣が誕生するたびに大蔵大臣に任じられた。いずれも少数与党政権なので、出来たことは多くなかったが、第三次ダービー伯爵内閣では庶民院院内総務として選挙法改正を主導し、自由党急進派に譲歩に譲歩を重ねた結果、第二次選挙法改正を達成した。
1868年にダービー伯爵が病気で退任すると、保守党ナンバー・ツーのディズレーリが継承する形で保守党党首、首相に就任した。第一次ディズレーリ内閣は少数与党政権だったので、腐敗行為防止法案や公開死刑廃止法案など、超党派的法案のみを可決させた。同年の総選挙で保守党が敗れた結果、自由党党首ウィリアム・グラッドストンに首相職を譲って退任することとなった。これは総選挙の敗北を直接の事由として首相が退任した最初の事例であり、議会制民主主義の確立のうえで重要な先例となった。
以降5年ほどは野党党首に甘んじ、グラッドストン政権の弱腰外交政策を批判した。その間、小説『ロゼアー』を出版してベストセラーになっている。
1874年の解散総選挙で保守党が半数を超える議席を獲得した結果、首相職に返り咲いた。安定多数政権だった第二次ディズレーリ内閣は強力な政権運営が可能だった。そのため、労働者住宅改善法制定による労働者の住宅事情の改善、公衆衛生法制定による都市の衛生、強制立ち退きされた小作人への補償制度の制定、労働組合の強化など「トーリー・デモクラシー」と呼ばれる多くの改革を行う事が出来た。外交面では積極的な帝国主義政策を推進し、1875年にはスエズ運河を買収してエジプトの半植民地化に先鞭をつけた。また1876年には"Empress"(女帝、皇后)の称号を欲するヴィクトリア女王の意を汲んで、彼女をインド女帝に即位させた。また1877年から翌年にかけての露土戦争ではロシア帝国の地中海進出を防ぐため、国内の反オスマン＝トルコ帝国世論を抑えて親トルコ的中立の立場をとった。同戦争の戦後処理会議ベルリン会議においてロシア衛星国ブルガリア公国を分割させてロシアの同海進出を防ぎ、かつトルコからキプロス島の割譲を受け、地中海におけるイギリスの覇権を確固たるものとした。南部アフリカでは1877年にトランスヴァール共和国を併合し、ついで1879年にはズールー族との戦争に勝利した。1879年には中央アジアへの侵攻を強めるロシアの先手を打って第二次アフガニスタン戦争を開始して勝利した。
グラッドストンとは対照的にヴィクトリア女王と非常に親密な関係にあり、1876年には女王からビーコンズフィールド伯爵の爵位を与えられた。
1880年の総選挙で自由党が勝利した結果、グラッドストンが首相に返り咲き、ディズレーリは退任。退任後に小説『エンディミオン』を出版したが、1881年3月から体調を悪化させ、4月19日にロンドンで病死した。

ディズレーリの死後、保守党は貴族院をソールズベリー侯爵が、庶民院をサー・スタッフォード・ノースコート准男爵が指導していく。

## 生涯

### 出生と出自
1804年12月21日、イギリス首都ロンドンに生まれた。祖父の名前と同じ「ベンジャミン」と名付けられた。

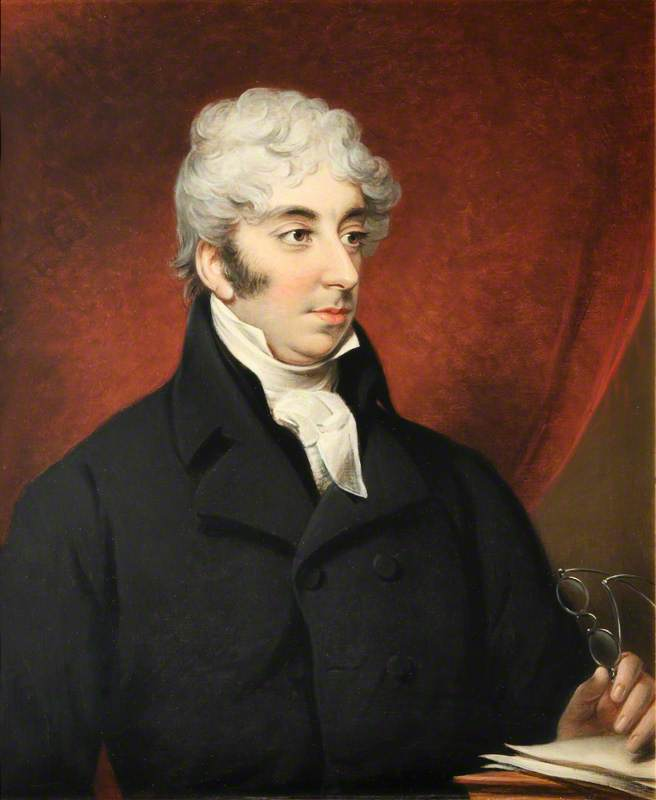
父 アイザック

父はイタリア系セファルディム・ユダヤ人の作家アイザック・デ・イズレーリ。母は同じくセファルディム系ユダヤ人のマリア（旧姓バーセイビー）。父母ともに裕福であり、貴公子的な生活環境の中で育った。姉にサラがいる。また後に弟としてナフタライ、ラルフ、ジェームズが生まれている。
祖父ベンジャミンは1730年に教皇領フェラーラ近郊のチェントに生まれたが、1748年にイギリスへ移住し、結婚を通じて株式仲買人として成功し、1816年に死去した際には3万5000ポンドという遺産を残した。
ディズレーリ本人によるとディズレーリ家の先祖はもともとスペインのユダヤ人だったが、1492年にカスティーリャ女王イサベル1世とアラゴン王フェルナンド2世による異端審問・ユダヤ人追放の勅令によって国を追われ、イタリアのヴェネツィアに移住し、のちディズレーリと改名し、商人として成功した。そして18世紀中頃にディズレーリの曾祖父アイザックが長男をヴェネツィアに残して銀行業を継がせ、次男ベンジャミン（祖父）をイギリスへ移住させた。しかしこの話は疑わしく、スペイン出自家系やディズレーリの大伯父がヴェネツィアで銀行業をしていたという記録は見つけられない。また、祖父ベンジャミンがデ・イズレーリ( D'Israeli）を名乗るまで姓はイズレーリ (Israeli）であった。イズレーリとは「イスラエル」のことだが、これはスペイン語系ではなくアラビア語系である。そのためセシル・ロスは、イズレーリ家はレバント（地中海東岸地域）からイタリアへ移住した家系であろうと推測している。「デ(D)」というのは恐らくセファルディム系ユダヤ人の洗礼名によく使われたアラム語のDiの略だと考えられる。またディズレーリは、祖父ベンジャミンの最初の妻レベッカの旧姓がラーラだったことからスペインの名門ラーラ家と縁続きだと主張していたが、レベッカの実家ラーラ家はポルトガル系であり、スペイン系の名門ラーラ家とは特に関係はない。
セファルディム系ユダヤ人社会でスペイン系やポルトガル系のユダヤ人を最も「貴種」と看做すことが多いのも、ディズレーリがスペイン系出自にこだわっていた理由であると考えられる。
一方母方の祖母の実家カードソ家はまさにそのスペイン系ユダヤ人であり、1492年以降の異端審問でスペインを追われイタリアへ逃れ、17世紀末にイギリスへ移住した家柄であった。しかしディズレーリは母親を嫌っていたため母の家系にほとんど関心を持たず、この事実を知らなかった。いずれにしてもディズレーリは強い「貴種」意識を持っていた。

### 少年期
ディズレーリはイズリントンにあったデームスクール（私塾）に通い、その後、非国教徒が校長を務めるブラックヒースの学校に通い、13歳まで在学した。この学校での同級生によるとディズレーリはサージェスというもう1人のユダヤ教徒の生徒とともに礼拝に参加しなかったという。またユダヤ教のラビが週に一度、ディズレーリにヘブライ語を教えていた。子供の頃から気位が高かったディズレーリは、しばしばユダヤ人ということで教師や学友から滑稽な目で見られていることに傷付いていた。またディズレーリは、学校内で唯一同じユダヤ教徒であるサージェスを自分より劣っているとして、非ユダヤ教徒の生徒たちと付き合うことを好んだ。

#### イングランド国教会に改宗

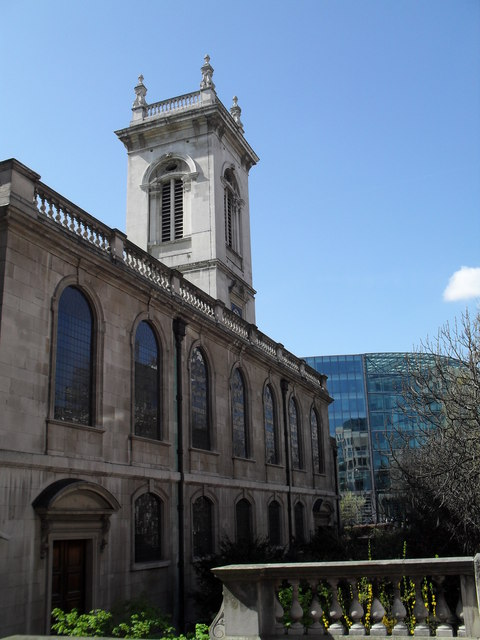
ディズレーリが洗礼を受けたロンドン・ホルボーン地区のセント・アンドリューズ教会

19世紀初頭のイギリスにおける反ユダヤ主義派の勢力は大陸ヨーロッパ諸国と比べると比較的弱かったが、1829年まではイングランド国教会の信徒でなければ公職に就けなかった。
ディズレーリの父アイザックはヴォルテール主義者であり、ユダヤ教会にお布施を納めていたが、ユダヤ教の儀式にもほとんど出席しなかった。それでもアイザックがユダヤ教会に籍を置いていたのは父親ベンジャミンを喜ばせるためであった。アイザックは1813年にユダヤ教のベービス・マークス集会の長に選出されるも拒否し、ユダヤ教の掟により40ポンドの罰金が科された。しかしアイザックはこれに反発し、役職を務めることも罰金を支払うことも拒否した。その後も3年ほど父に配慮してユダヤ教会に籍を置いていたが、1816年の父の死去を機に、1817年3月にディズレーリ家はユダヤ教会の籍を離れた。
アイザックはユダヤ教会離籍後は宗教に入信しなかったが、親友である弁護士・考古学者シャロン・ターナーは子供たちの将来のためにイングランド国教会への入籍を勧め、ディズレーリは13歳でホルボーン地区のセント・アンドリューズ教会において洗礼を受けて改宗した。
アイザックはディズレーリを名門イートン校に通わせたがったが、改宗したばかりのユダヤ人が歓迎されるとは思えず、結局非国教徒ユニテリアン派の牧師エリーザー・コーガンが運営していたハイアム・ヒルの学校に入学した。この学校には裕福な中産階級の子息が多く、ディズレーリはラテン語やギリシア語で他の生徒におくれを取っていたが、文章力にかけてはディズレーリの右に出る者はいなかったという。スポーツにも熱心に打ち込み、学友たちのリーダー的存在となっていった。しかしこのことでディズレーリが来る前から学校を仕切っていた復習監督生たちは、ディズレーリにユダヤ臭を嗅ぎつけて馬鹿にした。ある時、ディズレーリとすれ違った復習監督生のグループがディズレーリを嘲って口笛を吹いたという。それに対してディズレーリは振り返って彼らに「今、口笛を吹いた者は前に出たまえ」と述べたという。復習監督生の一番年長の者が前に出てきて「外国人に引きずり回されるのは、もううんざりなんだよ」と言い放つと、ディズレーリはその男の顔を殴り、殴り合いとなった。ディズレーリは小柄で力も貧弱だったが、軽やかな足さばきで合理的に戦い、年長の復習監督生を血まみれにした。校長コーガン牧師はディズレーリを煙たがるようになり、アイザックになるべく早く御子息を引き取ってほしいと依頼した。こうしてディズレーリは1819年か1820年（15歳）にはハイアム・ヒルを退学した。この後1年ほど自宅の父の書斎や書庫で古典を読み漁って過ごした。

### 青年期
ヴォルテール主義者である父アイザックは息子が文学の世界に浸って神秘主義的になっていくのを懸念し、弁護士事務所で働くようディズレーリを説得した。ディズレーリは弁護士を「法文と駄洒落で過ごし、うまくいけば晩年に痛風と准男爵の称号がもらえるという程度の職業」と看做しており、こんな仕事に就いたら偉人にはなれないと拒否したが、父は「慌てて偉人になろうとしてはいけない」「弁護士事務所という、人間を知るうえで最適な観察場所を経ることは、何の道も閉ざすものではない」と説得した。1821年、17歳の時にオールド・ジェリー街のフレデリック広場にあった4人の弁護士の共同事務所で勤務したが、すぐに飽きた。1824年7月末にはベルギーとライン地方を旅行し、ライン川下りをしている時に弁護士業を止める決意をした。1824年11月にリンカーン法曹院の入学許可が下りたが、すでに法曹家になる意思を無くしていた。後年ディズレーリは弁護士事務所時代について、弁護士の仕事自体は何の役にも立たなかったが、この仕事を通じて執筆力が高まり、また多くの人間と知り合って人間の様々な本性を知ることができたのは財産になったと評している。

#### 投機、事業の失敗

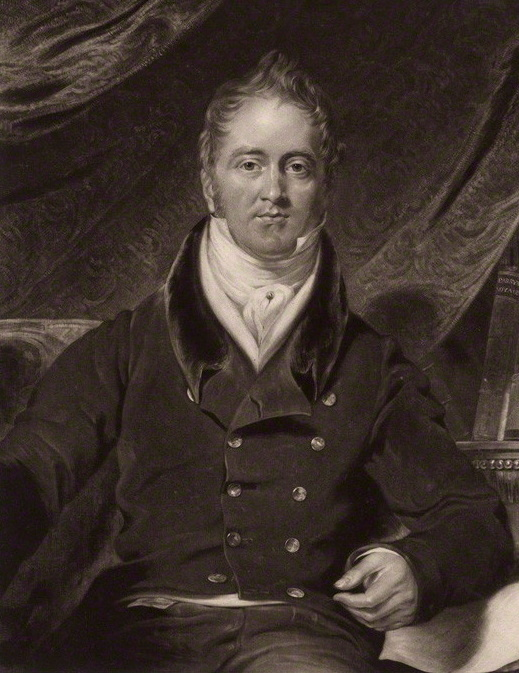
出版業者ジョン・マレー

弁護士事務所を辞めた後は定職をもたず、父の友人である出版業者ジョン・マレーの手伝いをしたり、書評を書いたりした。「上流階級の人間になるには血筋か金か才能が必要」と考えていたディズレーリは、弁護士事務所の顧客が利益を得ていた南米鉱山投機に弁護士事務所の書記仲間とともに手を出した。しかし、ディズレーリは大損し、6月には7,000ポンドもの借金を抱えた。この間ジョン・ディストン・ポウルズという投機家が南米鉱山に対する信用を取り戻そうとパンフレットの出版を計画し、その執筆をディズレーリに依頼してきた。ディズレーリはこれを引き受け、南米鉱山株投機に疑問を投げかける政治家を批判しつつ、鉱山会社の宣伝を行った。しかし結局同年10月末に南米鉱山株が暴落し、12月までにシティは大混乱に陥った。ディズレーリも破産した。
一方、『クオタリーレビュー』誌で成功を収めたジョン・マレーは日刊紙を出版しようと考えていた。破産する前のディズレーリもこの計画に参加した。新聞の名称はディズレーリが『リプレゼンタティブ』と名付けた。しかし破産したディズレーリに出資金を出せる見込みがなくなり、計画から外された。

#### 処女作『ヴィヴィアン・グレイ』

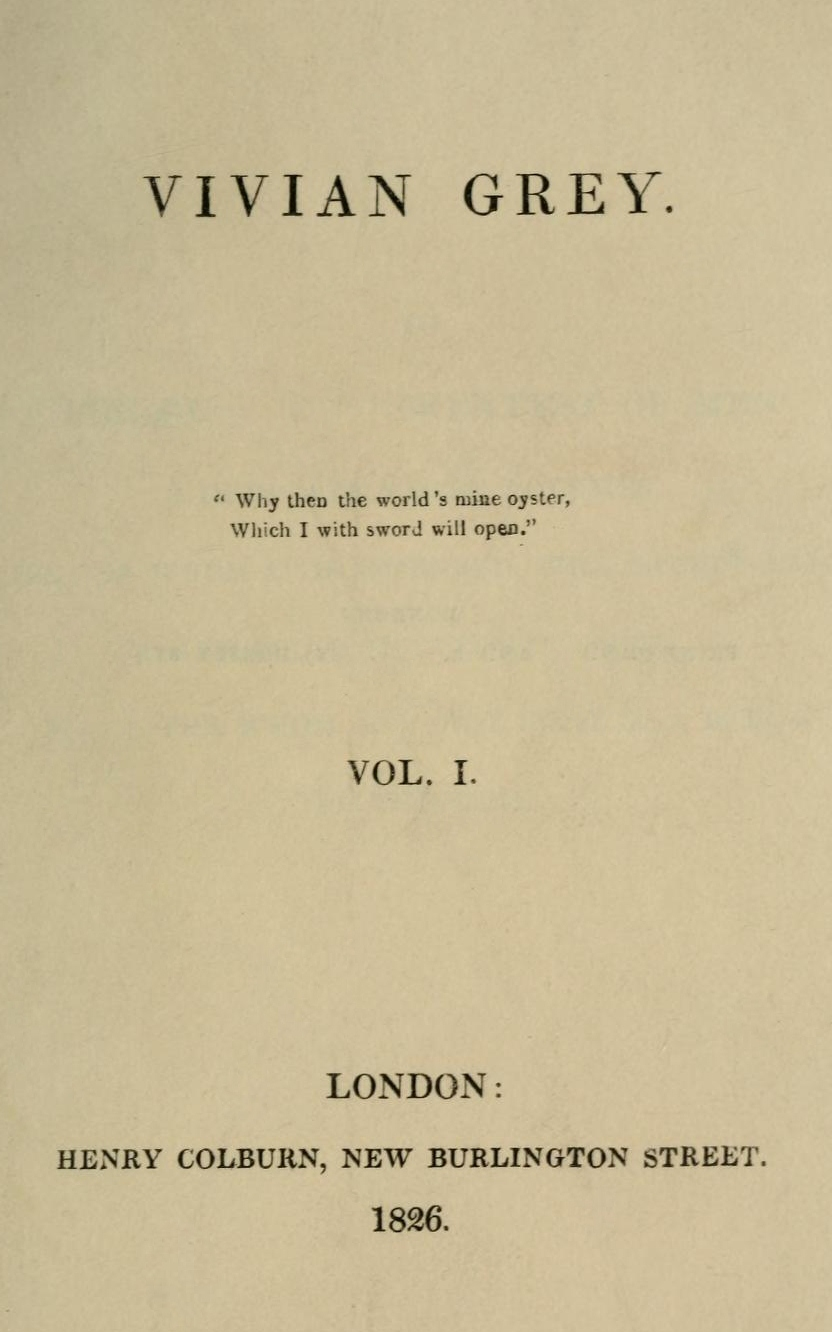
ディズレーリの処女作の小説『ヴィヴィアン・グレイ』の初版

破産したディズレーリは文筆で生計を立てる決意をし、1826年前半頃に『ヴィヴィアン・グレイ』を著した。この小説は1826年4月に出版業者ヘンリー・コルバーンによって匿名で出版された。野望に燃える主人公ヴィヴィアンが、ジャーナリストから庶民院議員となり政界で中枢の地位を得る物語である。これは賛否両論ながら評判となり、社交界でも話題になったが、やがて作者が社交界に入ったこともない21歳の若者だと判明した時、嘲笑に晒された。「貴族でもない癖に貴族であるかのように滑稽に気取っている」、「（ディズレーリは）急いで世の中から消え、忘れ去られた方が幸せである」 などという厳しい批評がなされた。
またマレーは作中登場するカラバス侯爵（高い地位にあるが、頭の悪い飲んだくれで、ヴィヴィアンはこの男を操って政党を作らせ首相になろうとする）が自分をモデルにしていると感じ、ディズレーリへの怒りを露わにした。この頃のマレーはディズレーリに騙されて『リプレゼンタティブ』紙の事業をやらされたと思っていたので、怒りは尚更であった。マレーは保守党の政治家たちに強い影響力を持っていたので、マレーとの不和はディズレーリの保守党の政治家としての活動の障壁となった。また保守党所属議員からもディズレーリが保守主義者ではない証拠としてこの小説の様々な部分が引用されることになる。
ディズレーリも後年『ヴィヴィアン・グレイ』を大いに恥じ、「若気の至り」「青臭い失敗作」と語り、1853年の全集に載せることにも強く反発したが、結局大幅に書き換えることを条件に掲載を許している。
非難の嵐から逃げるようにディズレーリはフランス・イタリアの諸都市の旅に出た。2か月ほどの旅だったが、イギリス国内ではいまだに『ヴィヴィアン・グレイ』批判の余韻が残っていた。しかし経済的に窮していたディズレーリは、1826年秋に『ヴィヴィアン・グレイ』第二部を執筆し、再びコルバーンが出版した。

#### 神経衰弱

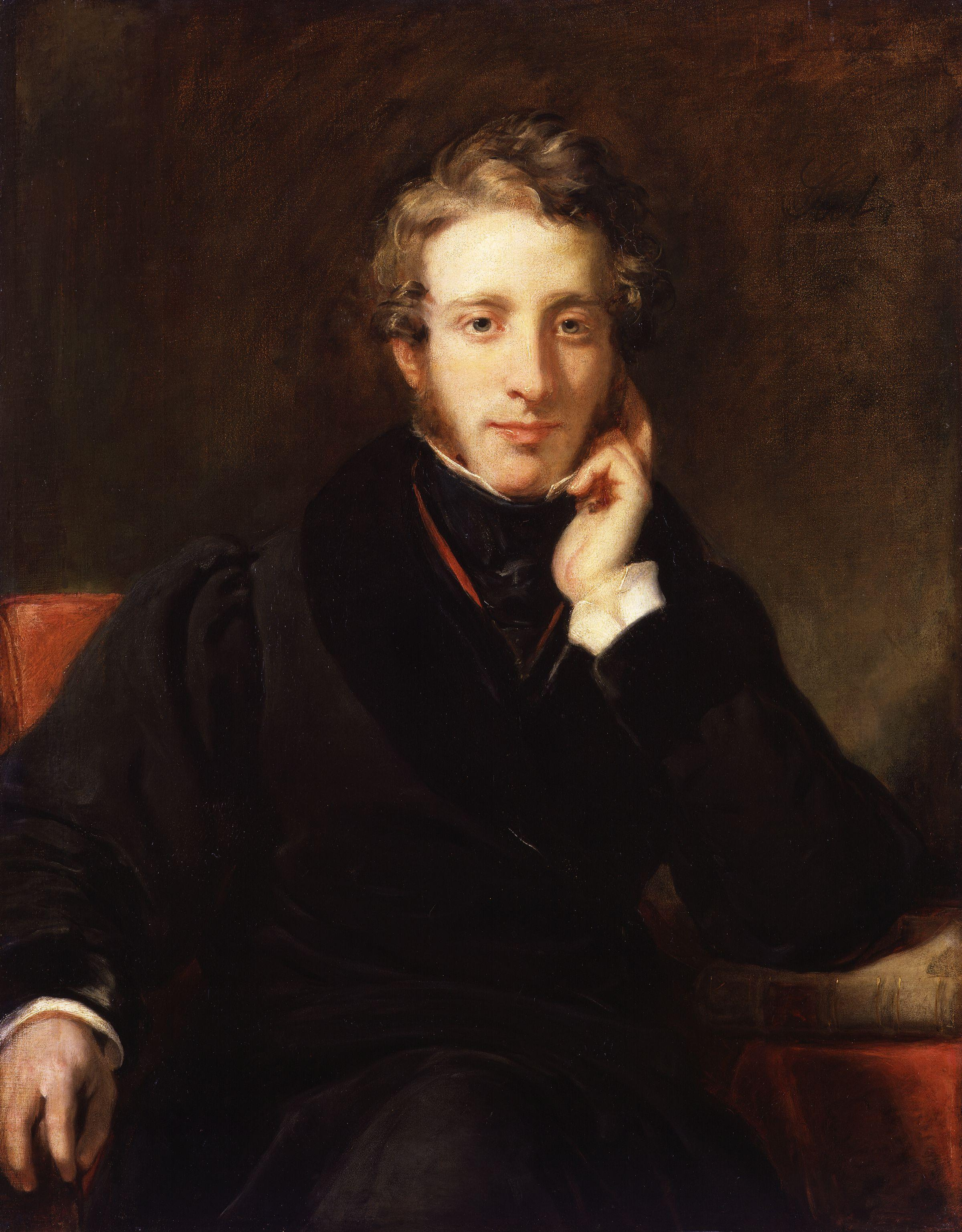
ディズレーリの友人エドワード・ブルワー＝リットン。ディズレーリと同じく小説家から政治家となる。

『ヴィヴィアン・グレイ』第二部を執筆後、ディズレーリは神経衰弱を起こして倒れた。この後3年間は体調が優れぬままに法律の勉強に戻った。1828年には1825年春季学期以来、ほとんど通っていなかったリンカーン法曹院に通うようになったが、1831年に退学した。
1828年に『ポパニラ(Popanilla)』という小説を公刊し、功利主義者や穀物法、植民地支配を批判した。しかしこの小説はほとんど評判にならなかった。
1829年末頃に健康を回復し始めたディズレーリは再び長期旅行の計画を立てた。その資金を稼ぐために『若き公爵(The Young Duke)』の執筆を開始し、1830年3月までには完成させて原稿をコルバーンに送った。この本はディズレーリが近東旅行中の1831年4月に出版された。相変わらず貴族の言葉遣いや作法に誤りや現実離れした部分があったものの、『ヴィヴィアン・グレイ』よりは出来が良く、大衆受けする内容であったので、批評家もまずまずの評価を下した。
この頃ディズレーリの父アイザックを尊敬する小説家エドワード・ブルワー＝リットンと知り合い、親しく付き合うようになりお互いに影響しあった。

#### 南欧・近東旅行
1830年5月末、姉サラの婚約者メラディスとともにロンドンから船出して英領ジブラルタルへ向かい、南欧・近東を旅行した。特にエルサレム訪問はユダヤ人としてのアイデンティティを再認識するきっかけとなった。また、この旅行中からディズレーリは「デ・イズレーリ」という外国人風の姓を「ディズレーリ」と綴るようになった。カイロ滞在中の1831年7月、同行者メラディスが天然痘により病死したため、ディズレーリも急遽帰国の途に付き、12月末に帰国した。この帰路の船中でディズレーリは2本の小説（ユダヤ人について描いた『アルロイ(Alroy)』と文学の道へ進むか政治の道を進むか悩む若い詩人を描いた『コンタリーニ・フレミング (Contarini Fleming)』）を書いている。

### 政界進出：4回の選挙落選
1830年代初頭のイギリスでは産業革命による工業化した社会に対応した政治変革を行うことが喫緊の課題となっていた。1830年には保守政党トーリー党の政権が倒れ、自由主義政党ホイッグ党の政権であるグレイ伯爵内閣が誕生した。
ディズレーリの友人ブルワー＝リットンも1831年の総選挙で当選を果たして急進派に所属する庶民院議員になった。リットンの縁故でディズレーリも社交界に出席できるようになった。ディズレーリは自分も庶民院議員になりたいと思うようになった。ディズレーリの父アイザックはトーリー党支持者であり、ディズレーリ本人もトーリー党に好感を持っていたが、当時トーリー党は世論から激しく嫌われており、選挙に勝利できる見込みはなかった。そのため友人リットンと同じく急進派に接近した。
グレイ伯爵政権によって1832年6月7日に「腐敗選挙区」の削減や選挙権の中産階級への拡大を柱とする第一次選挙法改正が行われると、ディズレーリは庶民院議員選挙への出馬を決意し、ハイ・ウィカムで選挙活動を開始した。ディズレーリはリットンの伝手でジョゼフ・ヒュームや合同法廃止によるアイルランド独立を目指す廃止組合指導者ダニエル・オコンネルら進歩派の推薦状をもらった。
ウィカム選挙区補欠選挙
この頃ウィカム選挙区選出の議員が別の選挙区に立候補するため議員辞職し、それに伴う補欠選挙がウィカム選挙区で行われることとなったため、ディズレーリは旧選挙法のもとで出馬した。リットンはディズレーリの対立候補が立たないよう骨折りしてくれたが、結局ホイッグ党が首相グレイ伯爵の息子グレイ大佐を対立候補として擁立した。一方この選挙区で勝つ見込みがなかったトーリー党は、父親が熱心なトーリー党員であるディズレーリの出馬を歓迎していた。ディズレーリはこの補欠選挙で「私は1ペニーも公金を受けたことがない。また1滴たりともプランタジネット朝の血は流れていない。自分は庶民の中から湧き出た存在であり、それゆえに少数の者の幸福より大多数の幸福を選ぶ」と急進派らしい演説をした。しかしウィカム選挙区は典型的な「腐敗選挙区」であり、有権者は32名のみで このうち20票をグレイ大佐が獲得し、対するディズレーリは12票しかとれず落選した。
1832年総選挙
1832年12月に庶民院が解散され、新選挙法のもとでの総選挙が行われた。新選挙法のもとでのウィカム選挙区の有権者数は298名だった。ディズレーリは引き続き急進派の立場をとって「イギリス国民は、比類なき大帝国の中に生きている。この帝国は父祖の努力によって築き上げられたものだ。しかし今、この帝国が危機を迎えようとしている事を英国民は自覚せねばならない。ホイッグだのトーリーだの党派争いをしてる時ではない。この二つの党は名前と主張こそ違えど、国民を欺いているという点では同類だ。今こそ国家を破滅から救う大国民政党を創るために結束しよう」と演説し、公約として秘密投票や議員任期3年制の導入、「知識税」(紙税)反対、均衡財政、低所得者の生活改善などを掲げた。この選挙でもトーリー党はウィカム選挙区には候補を立てず、ディズレーリに好意的な中立の立場をとった。そのためディズレーリはホイッグ党支持者から「似非急進派」「偽装トーリー」として批判されたが、彼は「私は我が国の良い制度を全て残すという面においては保守派であり、悪い制度は全て改廃するという面においては急進派なのだ」「偽装トーリーとは政権についている時のホイッグ党のことである」と反論した。しかし結局ディズレーリは最下位の得票で落選した。
1835年総選挙とグラッドストンとの出会い

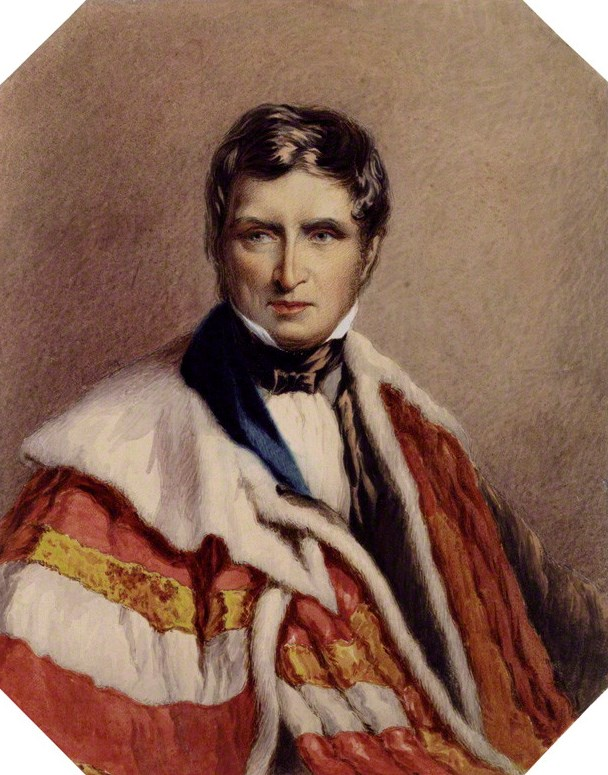
ディズレーリの保守党入りを支援したリンドハースト男爵

1834年秋にホイッグ党の政権が倒れ、12月に庶民院が解散されて1835年1月に総選挙となった。ディズレーリはこの選挙に保守党（トーリー党が改名）での出馬を考え、保守党幹部と接触したが、結局保守党からの出馬はならず、再び急進派の無所属候補としてウィカム選挙区から出馬した。リンドハースト男爵の骨折りで保守党から500ポンドの資金援助受けての出馬となったが、結局前回と同様に三人の候補の中で最低の得票しか得られず、落選した。
この選挙後の1835年1月17日にリンドハースト男爵主催の晩餐に出席し、そこで後のライバルであるウィリアム・グラッドストンと初めて出会った。グラッドストンはすでに1832年の総選挙で当選を果たしており、この頃には25歳にして第一大蔵卿（首相）を補佐してあらゆる政府の事務に参与する下級大蔵卿の職位に就いていた。ディズレーリはその日の日記の中でグラッドストンへの嫉妬を露わにしている。一方グラッドストンのその日の日記にはディズレーリについて何も書かれておらず、後世にディズレーリとの初めての出会いを質問された時にグラッドストンは「異様な服装以外には何の印象も受けなかった」と語っている。
トーントン選挙区補欠選挙
三度の落選を経てディズレーリは無所属には限界があると悟った。1835年1月に保守党党首ウェリントン公爵に手紙を送り、「今の私は取るに足らない者です。しかし私は貴方の党のために全てを差し出すつもりです。どうか私を戦列にお加えください」と懇願した。公爵の計らいでディズレーリは保守党の紳士クラブカールトンクラブに名を連ねることを許された。
さらに同年トーントン選挙区選出の議員の辞職に伴う補欠選挙に保守党はディズレーリを党公認候補として出馬させることにした。これまで党派に所属しないと言いながら結局保守党の候補になったディズレーリは変節者として激しい批判を受けた。この選挙戦中、ディズレーリがオコンネルを扇動者・反逆者として批判したという報道がなされ、オコンネルはかつて推薦状を書いてやった若造の裏切りに激怒し、激しく批判した。これに対してディズレーリは名誉を傷つけられたとして決闘を申し込んだが、オコンネルは昔決闘で人を殺めたことがあり、二度と決闘しないという誓いを立てていたため躊躇った。結局そうこうしてるうちに警察が介入してディズレーリは果たし状を取り下げる羽目になった。ただこの件はディズレーリにとって売名にはなった。この頃のディズレーリの日記にも「オコンネルとの喧嘩のおかげで名前を売ることができた」と書かれている。しかし結果は落選であった。

### 借金と小説執筆
選挙活動と並行してディズレーリは小説家としても活発に活動した。近東旅行からの帰国の船の中で書いた『コンタリーニ・フレミング』を1832年5月、『アルロイ』を1833年3月に出版した。さらにその後『イスカンダーの興隆(The Rise of Iskander)』、『天国のイクシオン(Ixion in Heaven)』、『地獄の結婚(The Infernal Marriage)』などを続々と出版した。また、メルバーン子爵やホイッグ党政権を批判した『ランニミード書簡』、イギリス憲政について論じた『イギリス憲政擁護論』『ホイッグ主義の精神』など政治論文も多数著した。
だがいずれも大した儲けにはならなかった。しかもこの頃ディズレーリは社交界の女性ヘンリエッタと交際するようになっており、その交際費、また選挙活動の費用で支出が増えていた。生活費に困るようになり、友人オースチンから借金をしている。
さらにオースチンが止めるのも聞かず、スウェーデン公債の販売に関する事業に携わって失敗し、多額の借金を背負った。1836年から1837年はとりわけディズレーリが自堕落な生活を送っていた時期である。債権者から追われる日々を送り、何度も金の無心に来るディズレーリにオースチンも我慢の限界に達した。オースチンは繰り返し返済の催促をし、一度も返済しないなら法的手段に訴えると脅しさえした。
1836年夏から秋にかけて恋愛小説『ヘンリエッタ・テンプル(Henrietta Temple)』を書きあげ、10月に出版され、『ヴィヴィアン・グレイ』に並ぶ金銭的成功を収めた。しかしこれだけでは借金を完済できなかったので、1837年5月にさらに『ヴェネチア (Venetia) 』を出版したが、これは『ヘンリエッタ・テンプル』ほど売れなかった。

### ヴィクトリア女王即位

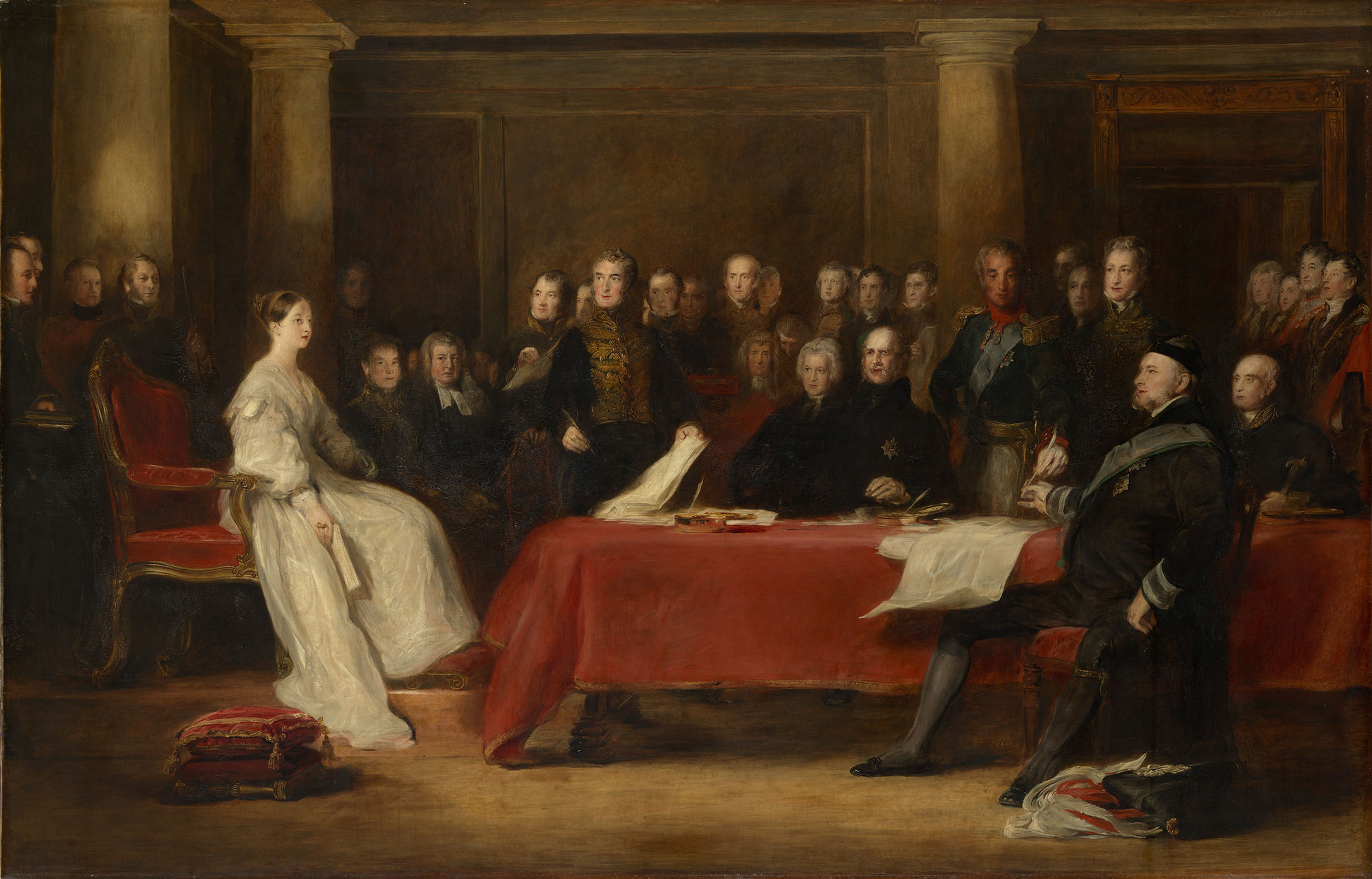
ヴィクトリア女王が即位の日に初めて開いた枢密院会議

1837年6月に国王ウィリアム4世が崩御し、18歳の姪ヴィクトリアが女王に即位した。彼女が開催した最初の枢密院会議に出席すべくケンジントン宮殿を訪問した枢密顧問官リンドハースト男爵にディズレーリはお伴として随行した。
枢密院会議を終えたリンドハースト男爵は、一人の少女が聖職者・将官・政治家たちの群衆の真ん中を悠然と歩いていき玉座に座る光景、イギリス中で最も権威ある男たちが一人の少女に騎士の誓いを捧げる光景をディズレーリに話してやった。ディズレーリはその光景を思い描いて憧れを抱き、今の自分では望むべくもないが、いつの日か自分も女王の前に跪いてその手にキスをして騎士の忠誠を捧げたいと願ったという。

### 一介の保守党代議士として

#### 当選
当時の慣例で新女王の即位に伴って議会が解散され、1837年7月に総選挙が行われることとなった。この選挙でディズレーリは保守党候補の当選が比較的容易なメイドストン選挙区からの出馬を許された。
この選挙区は2議席を選出し、しかもホイッグ党は候補者を立てていなかった。急進派の候補が出馬していたが、保守党は2議席とも取れると踏んでおり、ウィンダム・ルイスとディズレーリの両名を候補として擁立したのだった。
7月27日の選挙の結果、メイドストン選挙区はディズレーリとルイスが当選を果たした。ディズレーリは5年間に5度選挙に出馬したすえに、ようやく庶民院議員の地位を得たのであった。

#### 処女演説
選挙後、ホイッグ党の首相メルバーン子爵はアイルランド選出議員の支持を取り付けて政権を維持しようとするだろうと予想された。
そのため、1837年12月7日、アイルランド選出議員の代表者オコンネルの演説後に議場の演壇に立ったディズレーリは、オコンネル批判の処女演説を行った。これにはアイルランド選出議員が激しく反発し、ディズレーリの演説は嘲笑と野次にさらされた。ディズレーリが何か話すたびに議場から笑いが起こる有様だった。保守党党首ロバート・ピールさえも声援を送りながらも笑いをこらえていたという。ディズレーリは怒りを抑えきれず、「いつの日か、皆さんが私の言葉に耳を傾ける日が来るでしょう」と大声で叫んで演壇を去った。
しかしこれを見たアイルランド選出議員シェイルは「ディズレーリがアイルランド選出議員から妨害を受けずに演説していたら、あの演説は失敗だっただろう。ディズレーリの演説は失敗したのではなく押しつぶされたのだ。私の初演説はみんなが静聴してくれたがゆえに失敗だったと言える。つまり私は軽蔑をもって、ディズレーリは悪意をもって迎えられたという事だ。」と語ってディズレーリ演説を評価している。

#### 結婚

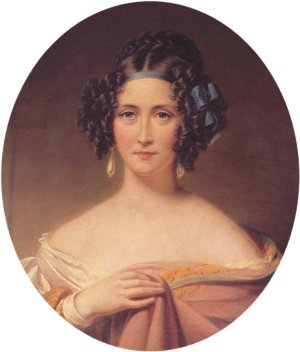
ディズレーリの妻となったメアリー

1838年3月14日、ディズレーリと同じ選挙区選出のウィンダム・ルイス議員が突然死した。ディズレーリは悲しみの淵に沈む彼の妻メアリー・アン・ルイス（旧姓エヴァンズ）のところへ通って彼女を励ました。
メアリーは、デボンシャーで農業を営む中産階級のエヴァンズ家に生まれ、1815年にウェールズの旧家出身で製鉄所の経営者であるウィンダム・ルイス（1820年から庶民院議員）との結婚を通じて上流階級に顔を出すようになった女性である。しかし彼女は子供が出来ないまま夫と死別し、夫の遺した終身年金を受けるようになった。
当時メアリーは45歳でディズレーリより12歳年上だった。ディズレーリは彼女との関係を深めて7月末には結婚を申し込んでいるが、メアリーは夫の一周忌が過ぎるまで返事は待ってほしいと回答した。
ディズレーリは当時借金で首が回らなかったため、この結婚は彼女の終身年金目当てだと噂されたが、定かではない。ディズレーリが熱心に彼女に送った手紙は強い愛を感じさせるものであり、一周忌が過ぎると彼女も結婚に応じた。二人は8月28日にハノーヴァー・スクエアのセント・ジョージ教会で挙式した。
ディズレーリもメアリーも配偶者に対して献身的であり、夫婦仲は非常によかった。後の政敵ウィリアム・グラッドストンもディズレーリ夫妻の仲を「模範的」と評している。ディズレーリが後に書く小説『シビル(Sybil)』は、妻に捧げるという形式をとっているが、その中の献辞で、「優しい声でいつも私を励まし、また執筆にあたって最も厳しい批評家として様々な教示をしてくれた、完璧な妻に」と書いている。
デール・カーネギーは著書「人を動かす」において、幸福な結婚についてのエピソードとしてディズレーリ夫妻の「私がおまえと一緒になったのは、結局、財産が目当てだったのだ」「そうね。でも、もう一度結婚をやり直すとしたら、今度は愛を目当てにやはりわたしと結婚なさるでしょう」というやりとりを紹介している。

#### チャーティズム運動支援

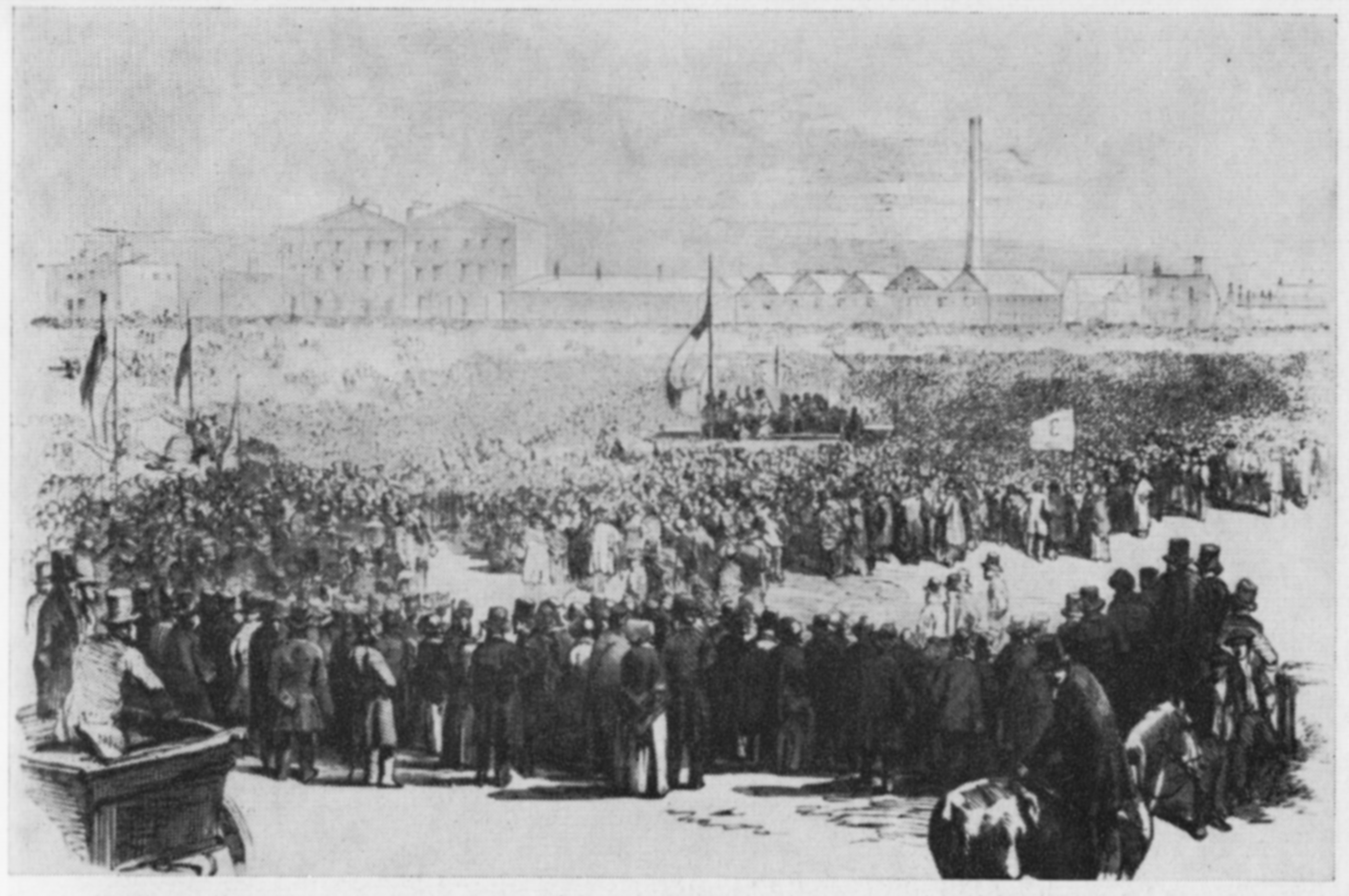
1840年のチャーティズムの集会を描いた絵

ディズレーリの初期の議員活動は注目される物が少なく、不明な点も多いが、チャーティズム運動を支援していた議員の1人だったことは判明している。
イギリスでは、産業革命による工業化・都市化の進展によって1820年代から1830年代にかけて労働者階級が形成されるようになった。しかし当時のイギリスには労働者のナショナル・ミニマムを保障するような制度がほとんど何も存在しなかった。
そのため労働者運動が盛んになり、「劣等処遇の原則」を盛り込もうとする救貧法改正に反対する運動と工場法改正による10時間労働の法令化を求める運動が拡大してイングランド北部を中心にチャーティズム運動が形成されるようになった。1838年5月にはウィリアム・ラベットによって「人民憲章」が提唱され、チャーティズム運動の旗印となった。チャーティズム運動は、国民から人民憲章支持の署名を集めて、1839年7月に議会に請願するという形で進展していった。
しかし保守党とホイッグ党の二大政党はそろって12万人の署名が入ったこの請願を拒否した。「改革の父」と呼ばれたジョン・ラッセル卿さえもがチャーティストを法廷で告発した。一方ディズレーリはチャーティズム運動を支援していた。庶民院の議員の中ではほとんど彼のみがチャーティストに理解を示していたといってよい。
チャーティスト達の議会への請願があるとディズレーリは自党の救貧法改正賛成の立場を批判し、またチャーティズム運動を取り締まるためのバーミンガム警察への予算増額にも反対した。この予算増額に反対したのはディズレーリを含めて3議員だけであり、下手をすると保守党からの公認を取り消されかねない危険を冒しての行動だった。1839年11月にウェールズ・ニューポートで炭鉱夫の反乱が発生するとチャーティスト指導者が続々と官憲に逮捕されたが、これに対してもディズレーリは4人の議員とともにチャーティスト指導者弾圧に反対する運動を行った。
ディズレーリは決してチャーティストの主義主張に賛同していたわけではない。しかしジョン・ラッセル卿のような改革者までがチャーティストを攻撃している姿を奇異に感じており、それに反発したのである。ディズレーリは庶民院の演説で「イギリスのような貴族主義の国では反逆者さえも成功するには貴族的でなければならないことをチャーティスト達は思い知ることになるでしょう。(略) イギリスでは同じ改革者でもジャック・某の場合は絞首刑に処せられ、ジョン・某卿の場合は国務大臣になるのです」と皮肉っている。
チャーティズムに理解を示した態度からもわかるように、ディズレーリはこの時点もこの後も保守党正統派というわけではなかった。保守党急進派、もしくは中道左派ともいうべき保守党内では特殊な政治的立場にいたのである。

#### ピール内閣に入閣できず

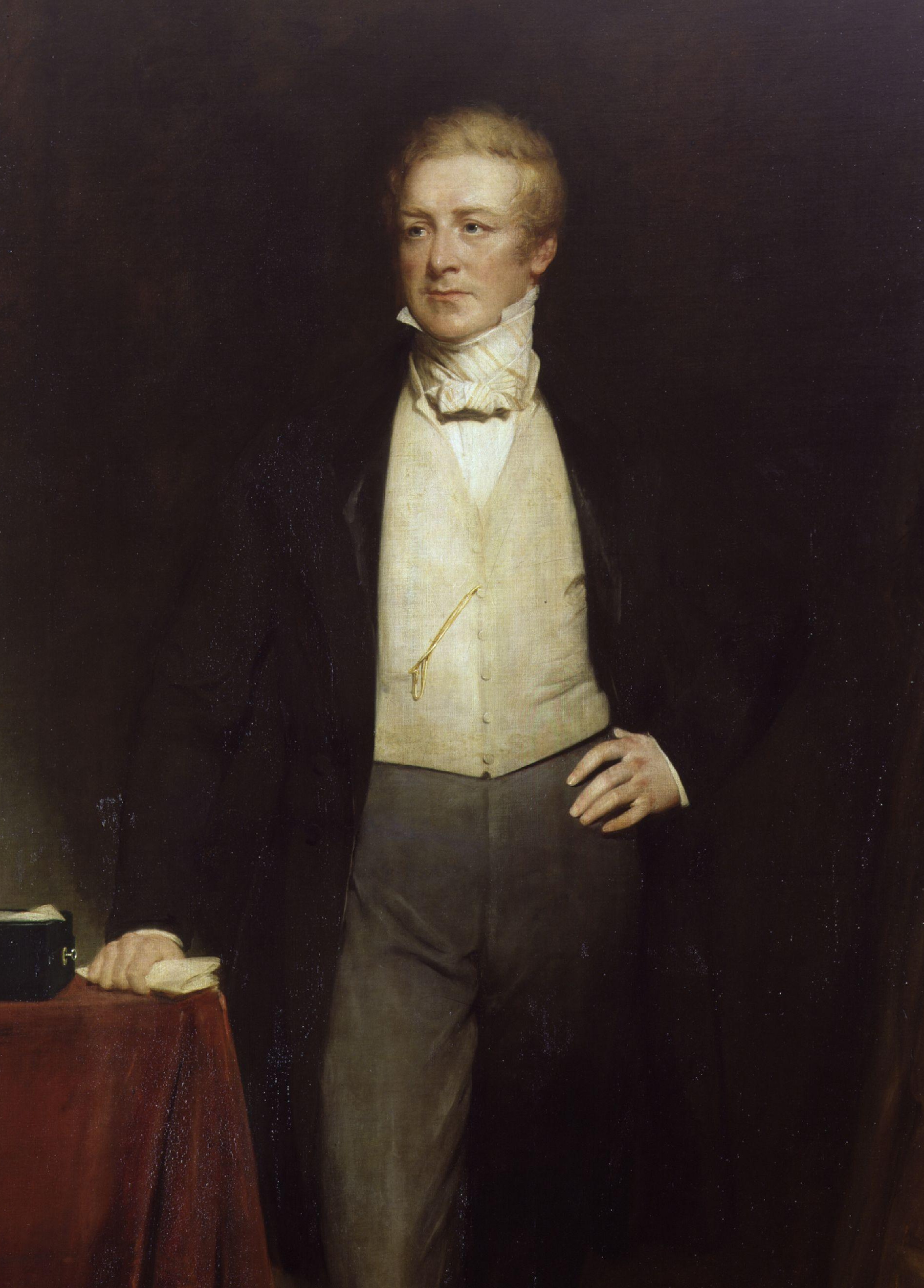
保守党党首・首相サー・ロバート・ピール

一方でディズレーリは保守党党首サー・ロバート・ピールに追従し、タイムズ紙にピールを称える寄稿文を寄せた。メルバーン子爵を寵愛するヴィクトリア女王がピールの案による寝室女官の新人事に文句をつけてピールの組閣を阻止した寝室女官事件でも、ディズレーリは「マダム、それはなりません」という文を書いて女王を批判し、ピールの対応を称賛している。
ホイッグ党の首相メルバーン子爵はヴィクトリア女王の寵愛のみで政権を維持していたが、すでに死に体であった。1841年5月に内閣不信任案が1票差で可決され、解散総選挙となった。この選挙でディズレーリはシュルズベリー選挙区に鞍替えした。選挙戦中にディズレーリは買収容疑をかけられたため、苦しい選挙戦となったが、なんとか再選を果たした。しかし買収容疑の追及は選挙後もしばらく続いた。
選挙の結果、保守党がホイッグ党から第一党の座を奪い取ったが、メルバーン子爵はなおも政権を維持するつもりだった。それを阻止すべく、保守党内では庶民院議長再選に反対すべきとの意見が出されたが、ピールら党執行部はその意見を退けた（これによって庶民院議長の不偏不党性が確立された）。だが党内にはなおもそれを主張し続ける者があり、彼らは『タイムズ』紙に「ピシータカス」という偽名でその意見を掲載し始めた。この「ピシータカス」がディズレーリだという疑惑が広まった。ディズレーリはその噂を否定しているが、この件で保守党執行部から忠誠を疑われるようになった。
ヴィクトリア女王はピールを毛嫌いしていたが、彼女の夫アルバートはピールを高く評価しており、彼がヴィクトリアを説得した結果、1841年8月30日にピールに大命降下があった。
ディズレーリはピール内閣に入閣できるものと思っていたが、お呼びはかからなかった。次々と閣僚ポストが埋まっていくのに焦ったディズレーリは、ピールに自分を見捨てないよう懇願する手紙を送ったが、ピールからの返事はそっけなかった。そもそもピールも有力議員の顔を立てなければならないのであるから、全ての閣僚人事を自由にできるわけではなかった。
結局ピールの組閣は閣僚のほとんどが第1次ピール内閣（1834年～1835年）と同じ顔触れとなり、新規閣僚は4人だけだった。ディズレーリは入閣できなかった。ピールから嫌われているわけではなかったが、保守党上層部の中には彼を胡散臭がる者は多かった。もっともディズレーリが入閣できなかったのはこの当時の保守党内政治力学を考えれば順当なことであり、入閣はディズレーリの高望みであった。

#### 「ヤング・イングランド」

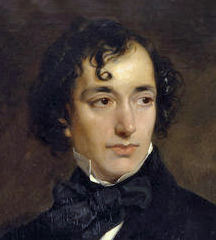
若き日のベンジャミン・ディズレーリ

入閣できなかったディズレーリは徐々にピールに批判的になっていった。とはいってもすぐにそうなったわけではない。院内幹事長トーマス・フレマントルからも「採決において政府法案に賛成しそうな与党議員」と見られていた。
この立場をとり続けていれば、いつか閣僚になれたかもしれないが、ディズレーリはそんな悠長に待つ気にはなれなかった。党内反ピール派の若手議員ジョン・マナーズ卿、ジョージ・スマイズ、アレクサンダー・バイリー＝コックランの3人とともに党内反執行部グループ「ヤング・イングランド」を結成した。
ディズレーリを除く3人はケンブリッジ大学出身者であり、オックスフォード運動に影響を受けていた。オックスフォード運動とは自由主義化の風潮に抵抗して宗教改革以前の「純粋で腐敗のない宗教」を復活させることを目的とする運動である。これを宗教から政治に転用しようとしたものが「ヤング・イングランド」であり、一口にいえば封建主義時代に戻ろうという復古主義運動であった。
こうした思想の者には紋切り型なピールよりディズレーリの機知にとんだ演説の方が魅力的に感じられた。とりわけ少年時代から顔見知りだったスマイズとの相性が良かったが、コックランはディズレーリの下心を警戒していたという。
またディズレーリはカトリックに対して同情的であったものの、イングランド国教会の歴史的偉大さを確信しており、オックスフォード運動が主張するようなイングランド国教会をカトリック化するという案には慎重であった。そのため宗教に一家言あるマナーズ卿としばしば宗教論争となり、皮肉屋のスマイズを面白がらせていたという。スマイズは「ディズレーリの穏健なオックスフォード主義は、ナポレオンが若干イスラム教に傾斜していたのに似ている」と評している。
マナーズ卿（第5代ラトランド公爵の次男）とスマイズ（第6代ストラングフォード子爵の長男）は貴族出身者であった。ディズレーリはコンプレックスがあったのか、2人に「イギリス貴族などというものは存在しない」と語りだしたことがあった。ディズレーリ曰く「今残っているイギリス貴族は5家を除いて、すべて最近になって称号を手に入れた者たち」であり、「真に長い歴史を持つ唯一の血筋はディズレーリ家」だという。スマイズはこれを笑って聞き、マナーズ卿は生来の真面目さで傾聴していたという。
「ヤング・イングランド」は1843年には公然の存在となり、4人は議場でも固まって座っていた。彼らは自分たちの所属する保守党の方針に反してでも「復古主義」「民衆的保守主義」の信念を貫く投票を行った。
内務大臣サー・ジェームズ・グラハム准男爵は1843年8月に「ヤング・イングランドについていえば、その人形を操っているのはディズレーリである。彼が一番有能だ。」と書いている。

#### ピール内閣倒閣をめざして
自由貿易論者であるピール首相は1844年6月、外国産砂糖を植民地産砂糖と同じレベルの関税に引き下げる法案を通そうとした。これに公然と反対意見を表明したのは「ヤング・イングランド」など一握りだけであったが、保守党内にも植民地親派が多く、彼らも「ヤング・イングランド」に同調するようになった。ディズレーリが「私は某大臣から48時間以内に態度を変えろと脅迫されたが、そのつもりはない」と演説すると議場から大きな拍手が起こっている。しかし、結局スタンリー卿（後のダービー伯爵）の巧みな演説がピール政権側に有利に作用し、20票差で法案は可決された。
この頃にはピールに深い信頼を寄せるようになっていたヴィクトリア女王も「ヤング・イングランド」に激しい怒りを感じ、叔父ベルギー王レオポルドに宛てた手紙の中で「若い狂人の群れ」として批判している。またラトランド公爵とストラングフォード子爵に対しては子息の監督強化を強く求めた。

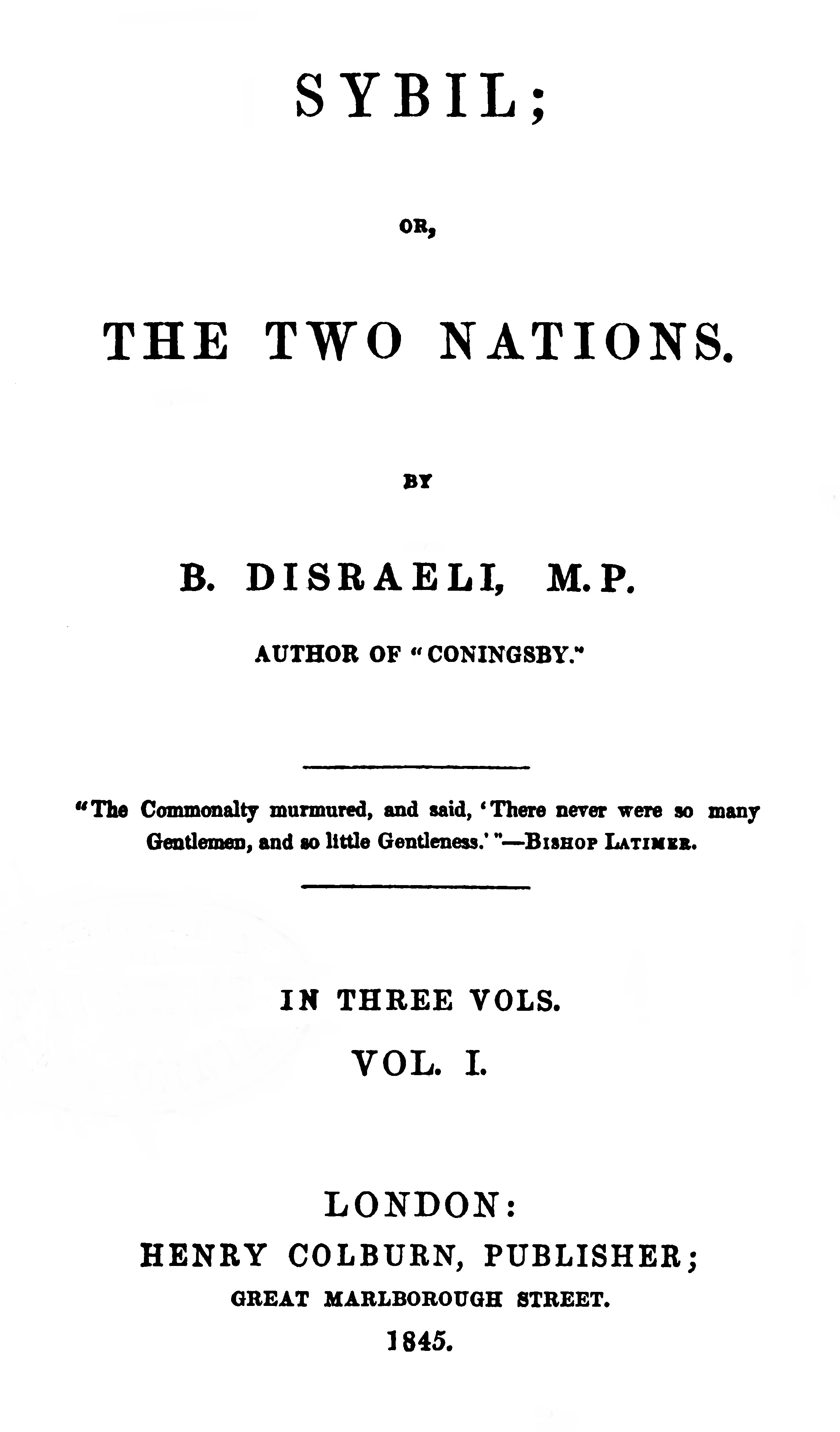
ピールを批判したディズレーリの小説『シビル』の初版

しかし、ディズレーリはそれにお構いなしに1844年5月にピールを批判した政治風刺小説『カニングスビー』を出版し、その翌年5月には続編『シビル』を出版した。
『カニングスビー』は公爵の孫カニングスビーの政治生活や社交界生活を描くことで、政府の方針や政党の主義主張、王権や貴族の衰微の原因などについて分析・批評した小説である。この小説が出版されてから、イギリスで政治小説が流行するようになった。『シビル』では労働者やチャーティストの悲惨な生活を描き出し、富裕層と貧困層は階級の上下というよりも、もはや二つの国民に分断されている状態であると皮肉り、格差社会の弊害を説いた。この『シビル』の執筆によってディズレーリは自分の本来の世界観に立ち返ったといい、それがきっかけで1845年代にピール批判を一層強めることになったという。
さらに1847年にはこの2作の続編として『タンクレッド (Tancred)』を出版しているが（これ以降20年以上小説を出版しなかった）、これはピール失脚後に書かれた物であり、ユダヤ教について語った小説である。キリスト教国の改造にはユダヤ教の教えを導入すべきであることを暗示した小説だった。
1845年夏にアイルランドでジャガイモ飢饉が発生した。当時の一般的なアイルランド家庭はパンを買う余裕がなく、ジャガイモを主食にしており、アイルランドの食糧事情は危機的状態となった。ピール首相はただちに穀物法に定められている穀物関税を廃し、安い小麦を国外から買い入れられるようにしてパンの値段を下げなければならないと考えた。しかし地主が多く所属する保守党内の反対勢力から激しい反発を受けた。閣内も分裂状態となり、ピール首相は保護貿易主義者のスタンリー卿やバクルー公爵を説得できず、一度総辞職したが、ヴィクトリア女王が後任を見つけられなかったので、再度ピールに大命降下があり、保護貿易主義者のみを除いた以前と同じ顔触れの内閣を発足させた。
ピールは再び穀物法を廃止しようとしたが、やはり保守党内の反対勢力の激しい反発に遭った。ディズレーリはこの保守党内の空気を利用してピール批判の急先鋒に立った。彼は「穀物の自由貿易はイギリス農家を壊滅させる。また自由貿易にしたところで穀物の価格は下がりはしない」という持論を展開した。さらに議会の礼節を無視した罵倒さえ行い、これにピールの弟ジョナサン・ピールが激怒し、ディズレーリに決闘を申し込み、またピール本人もかつてディズレーリが閣僚ポストを懇願した手紙を公開してやろうかと考えたほどだった。ディズレーリが全精力を注いで行ったピール批判演説によって、ピールは保守党内からイギリス農業を壊滅させようとする党の裏切り者というレッテルを貼られるようになっていった。

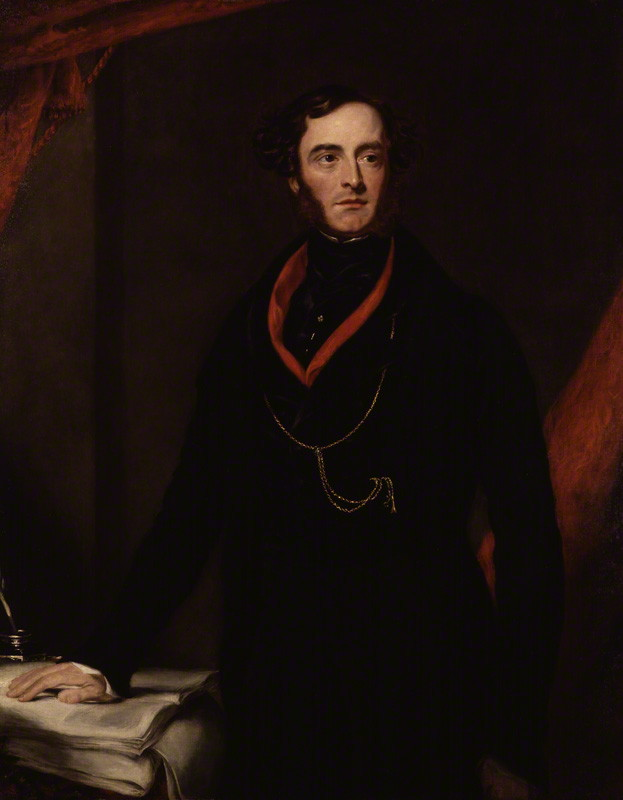
保守党庶民院院内総務ジョージ・ベンティンク卿。ディズレーリのピール内閣倒閣に協力した。

さらに保護貿易主義派の保守党庶民院院内総務ジョージ・ベンティンク卿（ポートランド公爵の次男）と連携して保守党内の造反議員を増やしていった。結局ピールは保守党庶民院議員の3分の2以上の造反に遭いながらも野党であるホイッグ党と急進派の支持のおかげで穀物法を廃止することができた。
ディズレーリとベンティンク卿はピールを追い詰めるため、アイルランド強圧法案を否決させることにした。当時、政府がこのような治安法案で敗北した場合、総辞職か解散総選挙しか道はなかったが、党執行部は議席を失うことを恐れているので解散総選挙はできないとベンティンク卿は見ていた。ちなみにベンティンク卿はこの法案について第一読会で賛成票を投じていたが、適当な理由をでっちあげて反対に回ることにした。2人にとってはもはや政策よりピールを潰すという政局の方が大事だった。この法案には穀物法の時ほど党内造反者を作ることは期待できなかったが、それでも70名ほどの造反者を出させることに成功した。そしてこの法案に反対するホイッグ党や急進派と協力して、1846年6月25日の採決で73票差でこの法案を潰す事に成功した。
これを受けてピール内閣は6月29日に総辞職を余儀なくされた。

#### 保守党分裂
ピール元首相以下、保守党内の自由貿易派議員112名は保守党を離党してピール派を結成した。閣僚や政務次官経験者など党の実務経験者はすべてこちらへ流れていった（後のディズレーリの宿敵ウィリアム・グラッドストンもその一人）。
そもそも当時の保守党は貴族や地主の倅ばかりであり、家の力で議員になった者が多く、そこから実務経験者が抜けてしまうと、残るのは無能な者ばかりであった。そこにディズレーリが自由貿易批判、保護貿易万歳論を煽ったことで、保守党が単なる復古的農本主義団体と化していくことは避けられなかった。
国民は保守党の統治能力を疑い始め、この政党を政権につけたら革命を誘発しかねないという不安を抱くようになった。保守党はこの後30年にわたって国民から倦厭され続け、少数党の立場から抜け出せなかった（その間もしばしば保守党が政権に付くことがあったのは野党が分裂していたからである）。これについてディズレーリの伝記作家ブレイク男爵は「ディズレーリとベンティンクはピールを攻撃してるつもりで保守党を破滅させた」と評した。
ピール内閣総辞職後、ヴィクトリア女王は新たな保守党党首スタンリー卿に首相の大命を与えようとしたが、彼は党の実務経験者がすべてピール派に移っていたことから組閣は不可能と判断してホイッグ党とピール派に連立政権を作らせるよう奏上した。
こうしてホイッグ党のジョン・ラッセル卿に大命降下があり、ラッセル卿内閣が成立した。発足当初のラッセル卿内閣はホイッグ党とピール派の連立を基盤としていたが、この両勢力は自由貿易以外に共通点がなく、政権はすぐに行き詰まり、1847年6月には解散総選挙となった。
すでに知名度の高い議員になっていたディズレーリは、この選挙でバッキンガムシャー選挙区に鞍替えしたが、圧勝して再選を果たしている。しかし総選挙全体の結果は改選前とほとんど変わらないものだった。結局ラッセル内閣は議会の支持基盤が不安定でも、保守党が分裂しているために政権を維持している状態で政権運営を続けることになった。

### 保守党庶民院院内総務、大蔵大臣として

#### 党の指導的地位をめざして

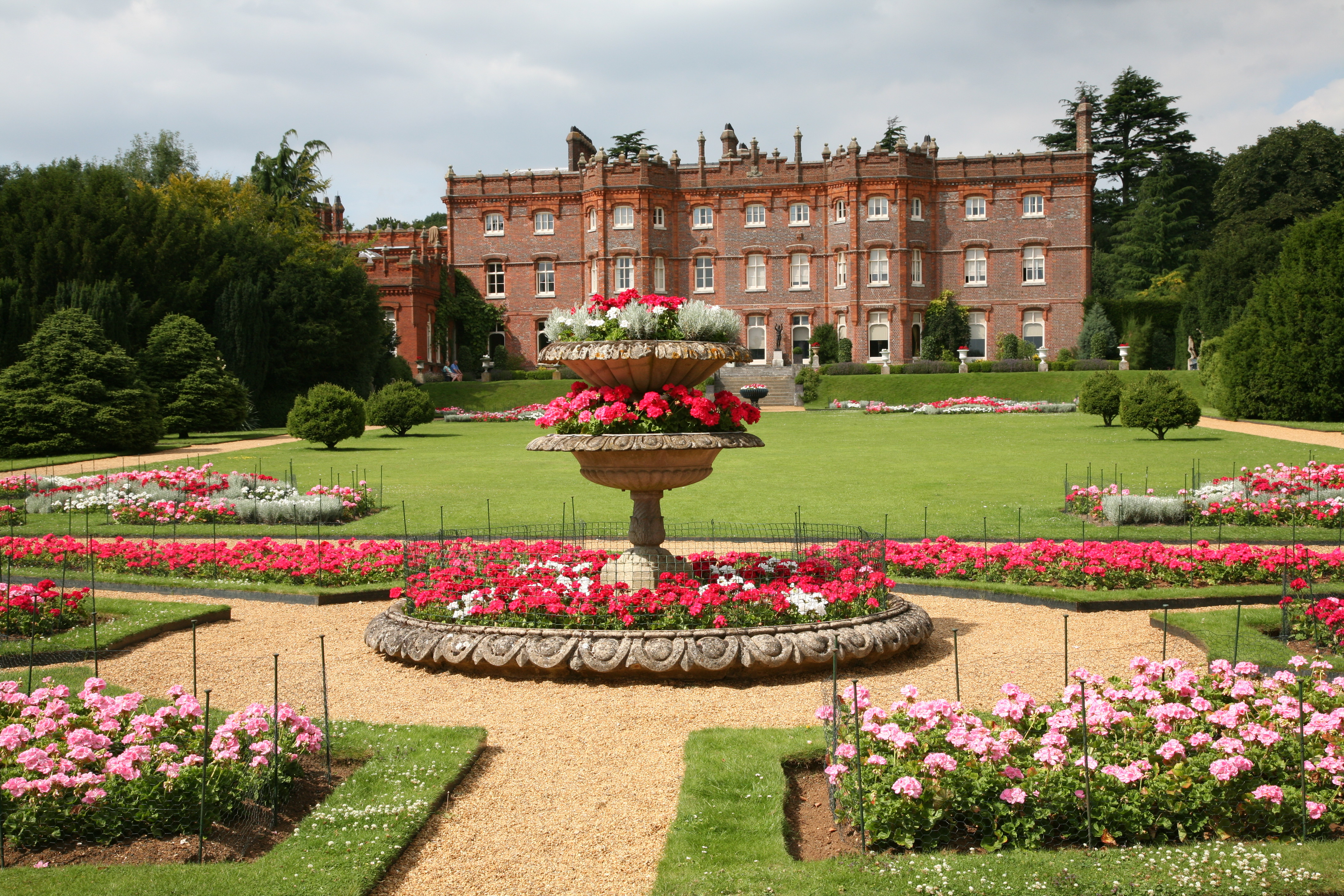
ディズレーリが購入したヒューエンデン邸

保守党の分裂で党有力者が軒並みピール派へ移ったことはディズレーリにとっては党内で枢要な地位を固めるチャンスであった。ディズレーリが保守党指導者に上り詰めるためには「反抗期の青年議員」を卒業して「威厳ある保守政治家」にならねばならなかった。
まず変化したのは服装だった。これまでのディズレーリの悪趣味でカラフルな服装は、落ち着いた雰囲気の紳士的な服装に変わった。また保守党内で出世するためには、どうしても大邸宅に住む地主になる必要があったので、大富豪ポートランド公爵の息子であるベンティンク卿とその弟ヘンリー・ベンティンク卿から資金援助を受けて、1846年にヒューエンデンに屋敷を購入した。

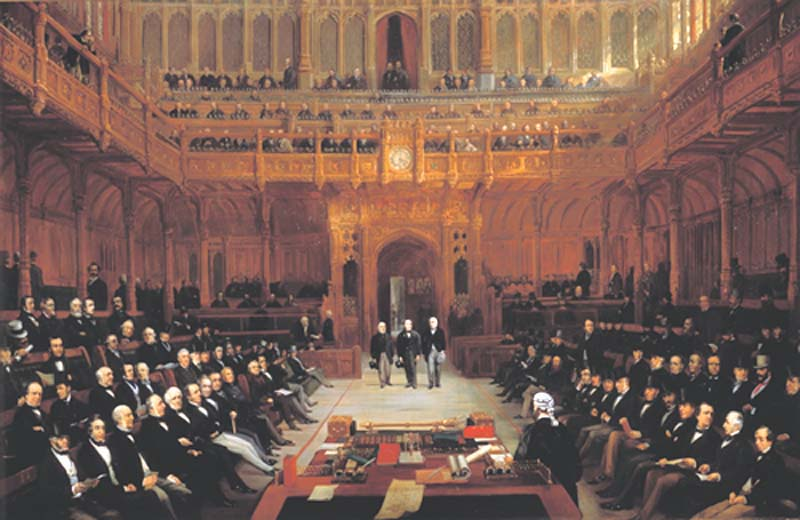
ユダヤ教徒公民権停止が解かれた1858年に庶民院に初登院するライオネル・ド・ロスチャイルド議員を描いた絵画。彼は1847年に初当選したが、結局この時まで議会に登院できなかった。右下にディズレーリが座っているのが見える。

しかし厄介な問題も発生していた。先の総選挙でユダヤ教徒の銀行家ライオネル・ド・ロスチャイルドがホイッグ党の議員として当選していたが、彼はキリスト教徒としての宣誓を行えないため、議員にはなれなかった。これについて首相ラッセル卿がユダヤ教徒の公民権停止の撤廃を審議すべきとする動議を議会に提出した。これに対してディズレーリとベンティンク卿をのぞくピールを失脚させた保守党議員らがいっせいに反発したのである。ちなみにベンティンク卿は動議賛成に回ってくれたが、彼もユダヤ人に好意を持っていたわけではなく、ディズレーリとの友情からそうしただけであった。
ディズレーリがただひたすらに保守党指導者を目指そうと思うなら、批判と孤立を避けるためにこの動議の採決に欠席するという手段もあった（どちらにしてもホイッグ党や急進派、保守党内穏健派の賛成で動議は可決される見通しだった）。だがディズレーリにとってはアイデンティティに関わる問題であり、ユダヤ人同胞が不当な扱いを受けている時に隠れて見て見ぬふりをすることはできなかった。ディズレーリは演壇に立ち、『タンクレッド』の中で示した「ユダヤ教とキリスト教は兄弟である」という信念を改めて開示し、また「ユダヤ人は本来保守的な民族なのにこんな扱いばかり受けるからいつも革命政党の方に追いやられ、その高い知能でそうした政党の指導者になるのだ。これは保守党にとって大変な損失だ」と演説し、動議に賛成票を投じた。ディズレーリに従ってピールを失脚させた議員らは誰もこの演説に拍手しようとしなかった。評価したのはむしろホイッグ党であり、首相ラッセル卿は「仲間が嫌う理論をあんなふうに擁護するのは大変勇気がいることだ」と感心している。
病を患っていたベンティンク卿は上記動議に反発する者たちを抑えるため、党庶民院院内総務を辞職した。1848年2月10日、その後任にグランビー卿（ディズレーリの盟友ジョン・マナーズ卿の兄）が就任したが、彼は自分がその器ではないと感じており、3月4日には辞職した。その後しばらく保守党庶民院院内総務職は空席になっていたが、ベンティンク卿の健康が回復したら彼が再任されることを希望する保守党議員が多かった。
一方で8月末のディズレーリの社会風刺の演説で彼の保守党内での人気も高まっていた。さらに1848年9月にはベンティンク卿が死去した。
ベンティンク卿亡き今、人材不足の保守党の中にはディズレーリ以外に党庶民院院内総務が務まりそうな者はいなかったが、ディズレーリの毒舌や外国人風の風貌、『クオタリーレビュー』誌のマリーとの不和、『ビビアン・グレイ』の主人公はディズレーリの若いころの実話であるとの噂などから保守党内にはなおもディズレーリを胡散臭いユダヤの山師と看做す者が多かった。
党首スタンリー卿のディズレーリ不信も強かった。そのため1851年末までディズレーリは正式な庶民院院内総務には任命されなかった。だがそれでも実質的にはその数年前からディズレーリが庶民院院内総務の役割を果たしていた。
つまりディズレーリは250人の保守党庶民院議員を率い、保守党党首スタンリー卿を「副官」として支える立場になったのである。

#### 保護貿易主義の限界
ピールの置き土産である穀物の自由主義化は、イギリス農業に大きな繁栄をもたらしていた。ディズレーリらが必死に吹聴したイギリス農業の衰退は起こらず、貿易の拡大によりイギリス農家の利益は増え、農業労働者の賃金も上がっていった。穀物価格の低下は国民の福祉に貢献した。この素晴らしい成果に自由貿易は神聖化していった。もし今保護貿易主義を復古しようなどとすれば国民の暴動が起こるのは確実だった。
保守党もこれ以上保護貿易主義を掲げ続けるのは難しい情勢だった。現実主義者のディズレーリは真っ先にそれを受け入れた。彼はすでにベンティンク卿死去以前に保護貿易主義は実行可能な政策ではなくなったと考えるようになっており、1849年秋には党の保護貿易の方針は破棄するか、少なくとも前面には出さず、他の政策の後ろに隠す必要があると考えるようになった。だが党首スタンリー卿は保護貿易主義にこだわっていた。今の繁栄は一時的な物で終わるかもしれないので、保護貿易主義の撤回は時期尚早と考えていた。それに結局ピール派と同じ路線をとるなら党分裂に至る歩みは全部無駄だったことになる。党首としてそんな簡単に党の看板を下ろすわけにはいかなかったのである。ディズレーリの方も解散総選挙の兆しがない以上、急いで党の看板を変える必要もないと考えていたため、1850年中には貿易の問題は一切取り上げなかった。
1850年7月に元首相ピールが死去した。ラッセル卿内閣が弱体でありながら長期政権になっているのはピールが保守党に戻ることも、ホイッグ党と連立することも、単独で政権を担う事も拒否しているからだった。したがって保守党にとってこれはピール派との和解のチャンスに思われた。ディズレーリも「ピール派重鎮に党庶民院院内総務の地位を渡してもよい」と語って、彼らの取り込みを図ろうとしたが、ピール派のピールへの思慕は強く、結局戻ってこなかった。
1850年秋、ローマ教皇がウェストミンスター大司教職を新設したことに対して首相ラッセル卿がイングランド国教会を害するものと激しく反発し、これによりラッセル卿政権とカトリックのアイルランド議員との連携が断ち切られた。ラッセル卿は1851年2月20日の庶民院の投票で敗北を喫し、女王に総辞職を申し出た。女王はスタンリー卿を召集して大命降下を与えたが、この際にラッセル卿は女王から直接聞いた話をもとにその一部始終を庶民院で報告し、「スタンリー卿は組閣できそうにないと女王に返答した」と発表した（＝自分が政権を担い続けるしかない）。これに対してディズレーリはスタンリー卿が断るはずがないと非難の声をあげ、保守党議員たちが拍手した。これを知った女王は自分を嘘つき扱いしているに等しいディズレーリへの反感を強めたという。
しかし実際にスタンリー卿は人材不足により組閣できなかった。スタンリーとディズレーリはウィリアム・グラッドストンら実務経験のあるピール派幹部に入閣を呼びかけたが、彼らは保護貿易主義を放棄しない限りその下で働くつもりはないと断った。無名・無能議員ばかりの保守党だけで組閣するしかなかったが、混乱状態の中の組閣だったので保守党内にも個々様々な理由で入閣を拒否する者が続出し、結局スタンリー卿は組閣を断念した。
ディズレーリは「一つ確かなことは、経験と影響力がある有力議員は、保護貿易主義放棄を明確にしないと協力を拒むということだ」と書いている。いよいよ保護貿易主義を放棄しなければならない時が来ていたが、保守党内には相変わらず保護貿易強硬派は少なくないので難航した。

#### 第一次ダービー伯爵内閣蔵相

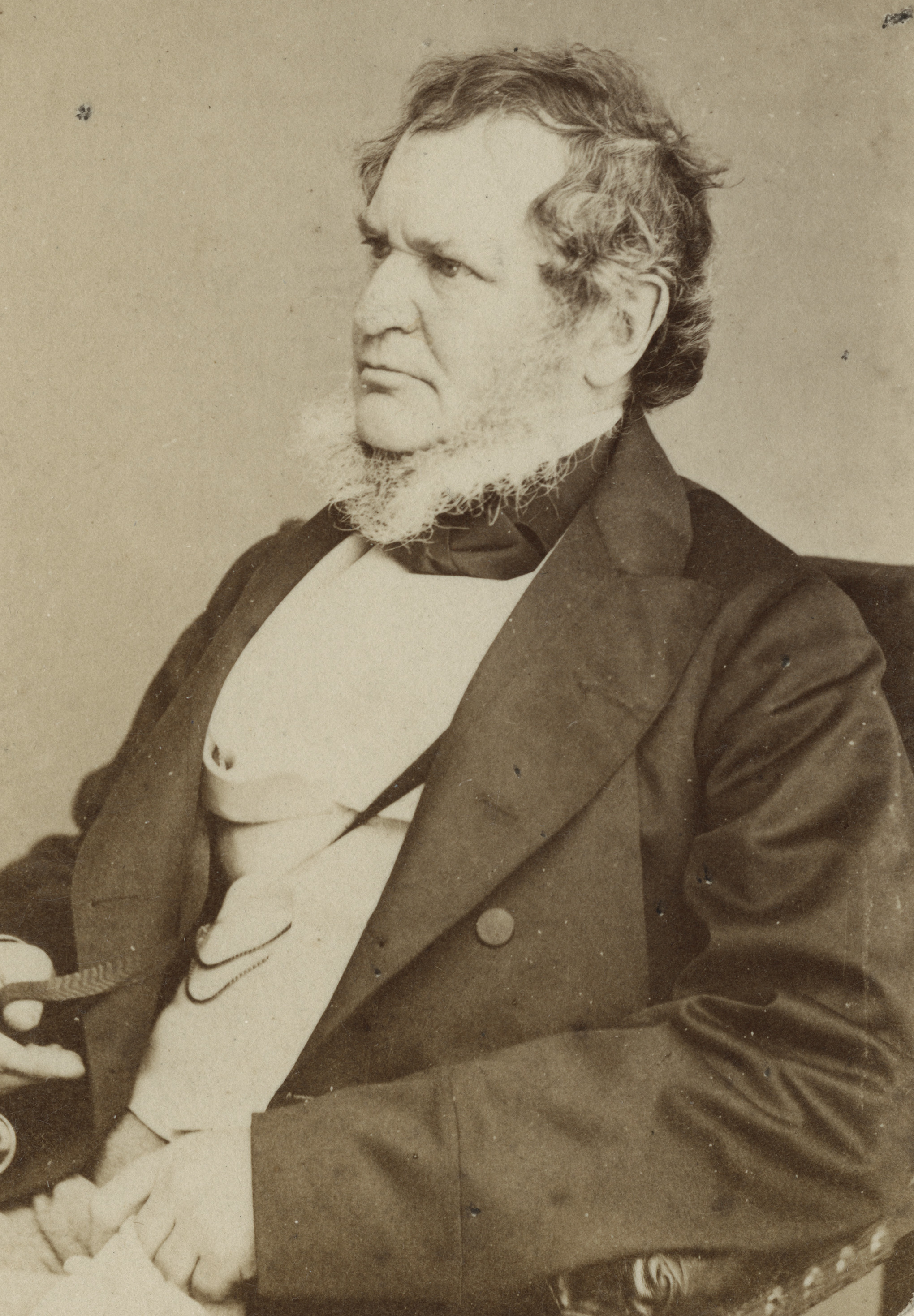
1865年のダービー伯爵

ラッセル卿内閣外相だったパーマストン子爵は、1851年末にナポレオン3世のクーデタを独断で支持表明した廉で辞任に追いやられ、1852年2月に議会が招集されると庶民院におけるラッセル卿内閣攻撃の急先鋒になった。以降ホイッグ党はラッセル卿派とパーマストン子爵派という二大派閥に引き裂かれる。ディズレーリはパーマストン子爵派と連携して在郷軍人法案でラッセル卿内閣を敗北に追い込んで倒閣した。
再びダービー伯爵（スタンリー卿。この前年に父第13代ダービー伯爵が死去して第14代ダービー伯爵位を継承した）に大命があった。相変わらず保守党は人材不足の少数党だったが、ダービー伯爵は今回はなんとしても組閣するつもりだった。
ピール派に持ちかけることなく、ただちに保守党議員たちだけで組閣が行われた。ディズレーリには大蔵大臣への就任要請が来た。ディズレーリは財政は門外漢として辞退しようとしたが、ダービー伯爵は「カニングぐらいの知識は君にもあるだろう。数字は官僚が出してくれる」と説得して引き受けさせたという。ディズレーリは外務大臣として入閣するという噂があっただけにこれは意外な人事だった。ヴィクトリア女王がディズレーリを嫌っていたため、頻繁に引見する外務大臣は嫌がり、単独で引見することはほとんどない大蔵大臣に就任させたのではないかといわれる。
第一次ダービー伯爵内閣は大臣・枢密顧問官経験者がわずか三人の内閣で後は全員新顔だった。そのため「誰?誰?内閣」と呼ばれた。ディズレーリにとっても初めての入閣である。初めて大臣の礼服を袖に通した際、事務官から「重いでしょう」と聞かれるとディズレーリは「信じられないくらい軽いね」と答えたという。
蔵相となったディズレーリは、ヴィクトリア女王に報告書を送るようになったが、その報告書はどこか小説的でヴィクトリア女王を楽しませた。これによってヴィクトリア女王の彼への心象は随分良くなった。
ホイッグ党党首ラッセル卿としてはただちにダービー伯爵内閣を議会で敗北に追い込んで政権を奪還するつもりだった。だがピール派は夏に議会を解散することと11月に議会を招集して会計制度改革問題を取り上げることを条件として当面ダービー伯爵が政権を運営することを承認していたため、内閣はそれまでは安泰だった。

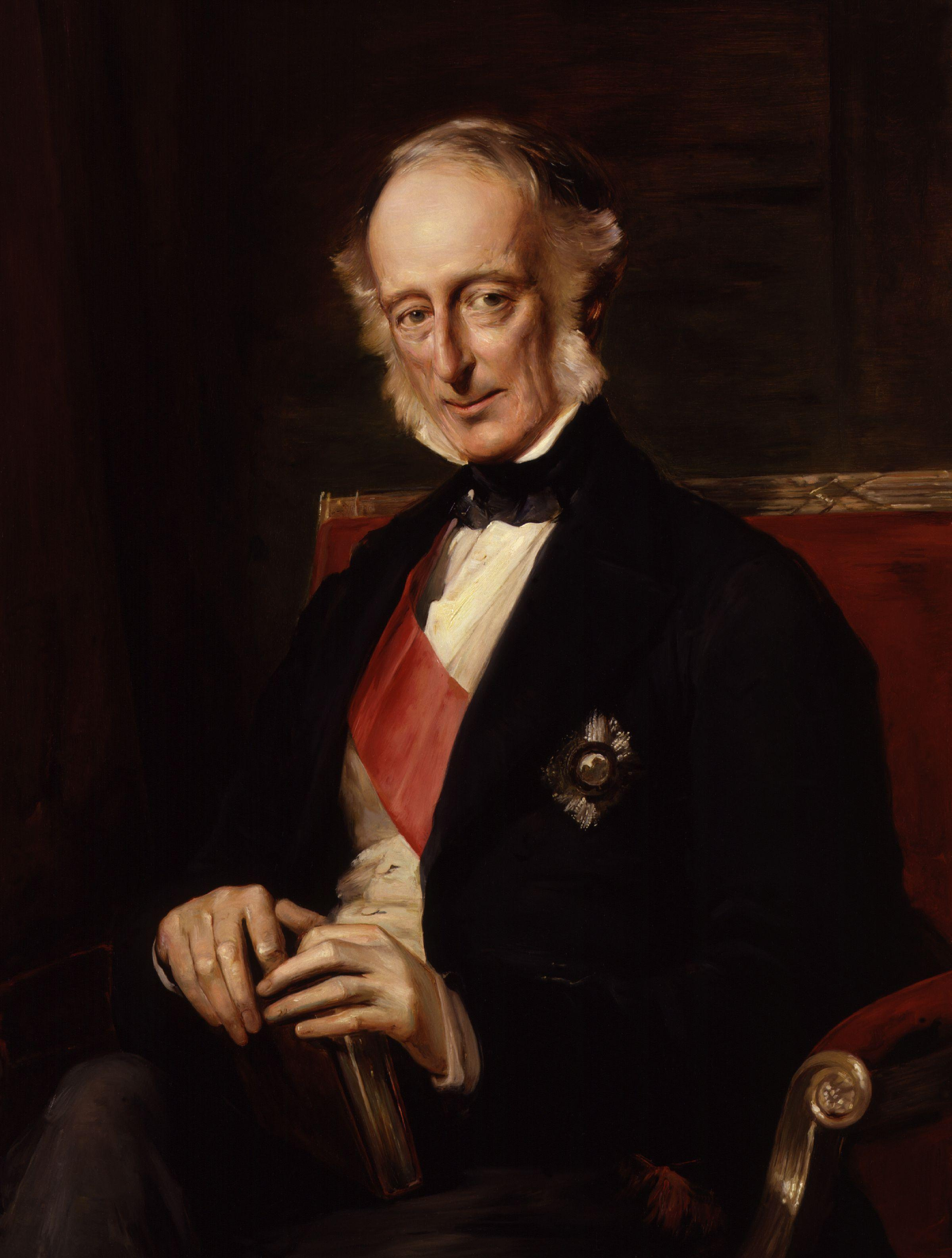
チャールズ・ウッド

政権発足後、ダービー伯爵内閣は保護貿易について曖昧な態度をとった。ダービー伯爵自身もこれ以上保護貿易にこだわると来る総選挙において安定議席は取れないであろうと認めていたが、公然と保護貿易破棄することは躊躇っていた。だがディズレーリは一歩進めて、4月の予算演説において前内閣の大蔵大臣サー・チャールズ・ウッドの作成した自由貿易主義の予算案を適切な物と評価する演説を行った。びっくりしたダービー伯爵はディズレーリに勝手な真似をしないよう警告の手紙を発している。
ピール派との公約通り、7月に議会が解散され、総選挙となった。保守党はいまだ公式な保護貿易主義撤廃を宣言しておらず（ダービー伯爵がヴィクトリア女王に「穀物に関税をかけるのはもはや論外です」と確約するなど事実上保守党も自由貿易主義に移行していたが）、貿易について曖昧な態度をとったまま選挙戦に突入した。保守党執行部が明確な方針を示さないので、保守党各候補の見解もばらばらだった。概して地方の候補は保護貿易主義的に、大都市の候補は自由貿易主義的にふるまっていた。選挙の結果、保守党は若干議席を上積みしたが、過半数を制することはできなかった。
選挙後、ピール派との公約により蔵相ディズレーリは予算編成にあたることとなった。しかしまだ年度半ばで財政状況が明らかでないこの時期に予算編成に当たらねばならないのは大変なことだった。ディズレーリは毎日夜中の3時まで仕事して慣れない予算編成の仕事にあたった。そうしてできた予算案は12月3日に議会に提出された。自由貿易によって損失をこうむった（と思っている）「利害関係人」に税法上の優遇措置を与え、その減収分は所得税と家屋税の免税点を下げることによって賄う内容だった。保護貿易主義と自由貿易主義の折衷をとって党内地主層の反発を抑えつつ、ピール派にもすり寄る意図の予算案だったが、結局ホイッグ党とピール派から激しい批判にさらされた。ピール派のグラッドストンがディズレーリ批判の先頭に立ち、彼の予算案を徹底的に論破した。12月17日の採決の結果、ディズレーリの予算案は否決された。
これによってダービー伯爵内閣は総辞職することとなり、ピール派のアバディーン伯爵がホイッグ党や急進派と連立して組閣した。ディズレーリの大蔵大臣職はグラッドストンが継承した。

#### 野党としての戦術
第一次ダービー伯爵内閣は短命に終わったが、閣僚職を務めたことでディズレーリの知名度は上がった。
ディズレーリはアバディーン伯爵政権はすぐにも倒閣できる存在であると見て、政権に徹底的な闘争を挑むことにした。野党第一党の使命は政府の法案に何でも反対することというのは、現代の議会制民主主義の国ならばどこでも見られる現象だが、これを世界で最初に確立した者はこの頃のディズレーリであるといわれている（それまでのイギリスの野党はすべて是々非々で対応していた）。
しかし党首ダービー伯爵は徹底闘争路線は拒否した。彼は先の内閣で閣僚経験のない者ばかり集めたために政権運営に苦労する羽目になったと考えており、同じことは二度とお断りという心情だった。実務経験のあるピール派も内閣に参加させるべきであり、そのため現政権を徹底攻撃することには反対というわけである。
ディズレーリはダービー伯爵に相談することなく独断で行動することが増えていった。

#### クリミア戦争をめぐって

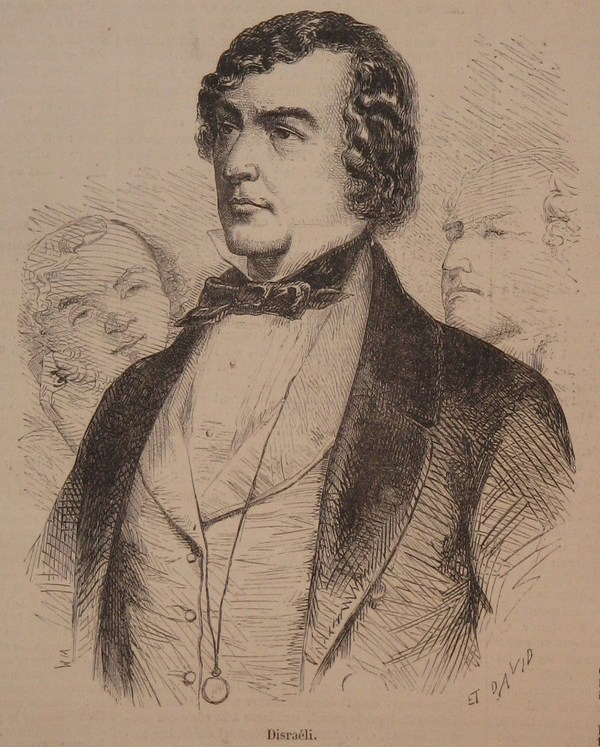
1857年のディズレーリ

1853年10月にはロシア帝国とオスマン＝トルコ帝国の間でクリミア戦争が勃発。首相アバディーン伯爵は平和外交家として知られていたが、閣内には対外強硬派の内相パーマストン子爵と外相ジョン・ラッセル卿がいたので、イギリスはナポレオン3世のフランス帝国の誘いに乗って1854年3月から対ロシアで参戦することとなった。
ディズレーリはクリミア戦争について不要な戦争に参加させられたと思っており、「連合の戦争（Coalition War）」と呼んで皮肉った。公式な立場としては野党の愛国者として政府の戦争遂行を支持する一方、戦争遂行中の失敗については批判するという立場をとった。クリミア戦争が泥沼化し、ジョン・ラッセル卿が責任をとって外相を辞職すると、ディズレーリはチャンス到来と見てダービー伯爵を説得して政府への大々的攻撃を開始した。ディズレーリの反政府演説の結果、1855年1月29日にジョン・アーサー・ローバック議員提出の戦争状況を調査するための秘密委員会設置の動議が大差で可決され、アバディーン伯爵内閣は倒閣された。
女王からダービー伯爵に再び大命降下があったが、ダービー伯爵はパーマストン子爵に外相就任を求め、これをパーマストン子爵が断ったため首相職を辞退した。女王はランズダウン侯爵を召して相談し、ランズダウン侯爵の助言に従ってラッセル卿に大命降下を与えたが、ラッセル卿が辞退したため、結局パーマストン子爵に大命降下を与えた。ディズレーリはこの一連の動きを知ると、政権を取り戻すチャンスを棒に振ったダービー伯爵を非難した。
1855年9月にロシア軍のセヴァストポリ要塞が陥落し、戦況は英仏に傾き始めた。パーマストン子爵はロシアの無条件降伏まで戦争を継続するつもりだったが、これに対してディズレーリは今こそ和平交渉の時と訴えた。フランスのナポレオン3世も和平に入ることを提案してきたため、パーマストン子爵も折れるしかなくなり、最終的に1856年3月30日にパリ条約が締結されて終戦した。保守党内にはイギリスが得た国益が少ないと不平を述べる者が多かったが、ディズレーリは「そもそも戦況が良くなかったのだからイギリスの面子が潰れない和平なら歓迎すべき」と評価した。
1856年11月には盟邦フランスのパリを訪問し、皇帝ナポレオン3世の引見を受けた。彼とは彼がイギリスに亡命していた頃から14年ぶりの再会だったが、特に政治的に得る物はなかった。ナポレオン3世のディズレーリ評は芳しくなく、この会見の後「全ての小説家にありがちな独り善がりと多弁が目立つ。でありながら行動すべき時には臆病になる」と評している。

#### パーマストン子爵内閣倒閣をめざして

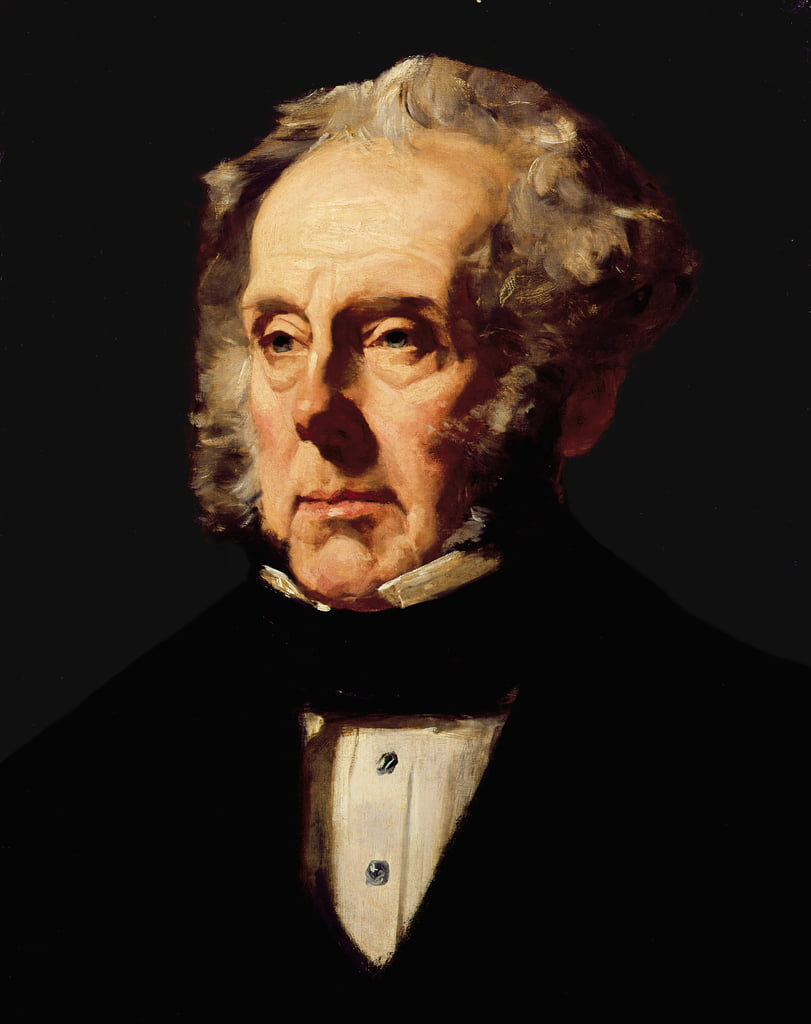
ホイッグ党党首・首相パーマストン子爵

クリミア戦争後もパーマストン子爵のナポレオン3世と連携しての強硬外交は続いた。英仏は再び同盟を組んで清に対してアロー戦争を開始した。パーマストン子爵は容赦なき戦争を遂行し、清を徹底的に叩きのめした。それに対して保守党、ピール派、急進派は人道的見地から政府批判を行った。ディズレーリはこの問題で政府を攻撃しても恐らく国民の支持を得られないだろうと正しく分析していたが、党首ダービー伯爵がこの問題で徹底的に政府を攻撃することを決定した。
パーマストン子爵批判決議は僅差で可決され、パーマストン子爵は1857年4月に解散総選挙に踏み切った。広東の清の高官を「無礼な野蛮人」と呼ぶなどのパーマストン子爵の攻撃的なパフォーマンスは、英国民の愛国心を刺激して共感を呼び、選挙は党派を超えてパーマストン子爵とアロー戦争を支持する議員たちが大勝し、強硬な戦争反対派議員はほぼ全員落選した。保守党全体としては20議席ほど減らす結果となった。
続くインド大反乱ではパーマストン子爵ははじめ鎮圧に手間取り、反乱が拡大する気配を見せた。世論はインド人の残虐行為を批判し、反乱の徹底的な鎮圧を支持していたが、ディズレーリは調査もしないで残虐行為の話を信じこむべきではないとして無差別報復を支持しないよう世論に訴えかけた（ただし残虐行為の話は誇張されている物もあったが、概ね事実であった）。そしてイギリス東インド会社を解体して、ヴィクトリア女王とイギリス政府による直接統治でインド臣民に権利を保障しなければならないという持論を展開した。しかし結局1857年暮れ以降には英軍の攻勢が強まり、反乱は鎮圧・収束へと向かっていった。

パーマストン子爵はなかなか失点を見せず、ディズレーリとしても手詰まりな状況であった。そんな中の1858年1月14日、フランスにおいてイタリア愛国者フェリーチェ・オルシーニ伯爵によるナポレオン3世爆弾暗殺未遂事件が発生した。ナポレオン3世は無事だったが、市民に多数の死傷者が出た。オルシーニ伯爵はイギリス亡命中だった人物で爆弾もイギリスのバーミンガムで入手しており、フランス国内からイギリスは暗殺犯の温床になっているという批判が強まった。フランス外相アレクサンドル・ヴァレフスキからの要求を受け入れてパーマストン子爵は殺人共謀取締法案を議会に提出したが、これを「フランスへの媚び売り法案」とする批判が世論から噴出した。ディズレーリはこの愛国ムードを利用すればパーマストン子爵内閣を倒閣できると確信し、慎重姿勢を示すダービー伯爵を無視して、殺人共謀取締法案反対運動を起こし、2月19日に同法案を第二読会で否決に追い込んだ。これを受けてパーマストン子爵内閣は総辞職した。

#### 第二次ダービー伯爵内閣蔵相
1858年2月、女王はダービー伯爵に再度大命を降下した。ダービー伯爵はこれを引き受け、保守党のみで組閣した。ディズレーリは再び蔵相として入閣した。ただし保守党は先の総選挙で議席を落としているから、第二次ダービー伯爵内閣は第一次内閣の時よりも更に議会の基盤が弱い状態である。結局第二次ダービー伯爵内閣も短命で終わったため、予算編成を行う事がなく、ディズレーリが大蔵大臣らしい仕事をすることもほとんどなかった。
代わりにディズレーリが力を入れたのが庶民院院内総務としての仕事であった。まずユダヤ人が議員になれない状態の解除に取り組んだ。1848年のライオネル・ド・ロスチャイルドの登院問題の時の動議もそうだが、庶民院ではしばしばユダヤ人議員を認める動議が通過するのだが、貴族院ではねられるのが常だった。しかしこの第二次ダービー伯爵内閣の時の1858年、ディズレーリとダービー伯爵の仲介で庶民院と貴族院がそれぞれの宣誓の形を定めて妥協し、ついにユダヤ人も議員になれるようになった。
ついで選挙法改正に取り組んだ。ディズレーリは以前から、ホイッグ党政権が1832年に改正した現行の選挙法を保守党を不利にするための選挙制度と疑っており、保守党の手で新たな選挙法改正を行うべきと主張していた。ディズレーリによって作成された選挙法改正案は地主に従順な州(カウンティ)選挙区の有権者資格に都市(バラ)選挙区の有権者資格と同じ賃料価値10ポンド以上の不動産所持者を加えるという内容だった。本来ディズレーリは賃料価値に関わらず一戸ごとに一票を与える戸主選挙権制度を欲していたが、保守党内にも様々な意見があったので意見の統一はこの程度が限界だった。法案は1859年2月に議会に提出されたが、保守党有利の選挙法改正法案と看做されて野党の激しい批判を受け、否決に追い込まれた。
これを受けて1859年4月、ダービー伯爵は解散総選挙に踏み切った。選挙の結果、保守党が30議席を増やし、いまだ少数党ながら野党との差を大幅に縮めた。
あと少し議席があれば保守党が多数派になるという状況の中、ディズレーリは、ホイッグ党のパーマストン子爵（ホイッグ党内でジョン・ラッセル卿と争っていた）に打診し、20人から30人の議員を引き連れて保守党へ来てくれるならダービー伯爵退任後の保守党党首に貴方を据えたいと持ちかけたが、パーマストン子爵はこれを拒否した。ついでディズレーリはアイルランド議員やホイッグ党系無所属議員と折衝を図り、またダービー伯爵もグラッドストンの引き込みを図ったが、いずれの多数派工作も成功しなかった。

#### イタリア統一戦争と自由党の結成
この頃、フランス帝国・サルデーニャ王国の連合軍（イタリア・ナショナリズム派）とオーストリア帝国（イタリア・ナショナリズムを抑圧してイタリア内のオーストリア領保全を狙う）の間でイタリア統一戦争が勃発した。
イギリスでは、ジョン・ラッセル卿やパーマストン子爵などホイッグ党の政治家が自由主義の立場からナショナリズムに共感を寄せ、一方保守党の政治家は親オーストリア的な立場をとる者が多かった（そのためナポレオン3世はイギリスの政権について保守党政権よりホイッグ党政権を望んでいた）。ダービー伯爵や外務大臣マームズベリー伯爵も親オーストリア的な立場をとり、サルデーニャ王国を平和撹乱者として批判し、またフランスに対してもすぐにオーストリアと休戦してオーストリアと共同で教皇領改革にあたるよう求めた。だがイギリス世論はイタリア・ナショナリズムへの共感が強かった。ディズレーリはこれを敏感に感じ取っており、女王とダービー伯爵を説得して、女王演説（クイーンズスピーチ）から親オーストリア的な表現を取り除いた。
イタリア問題をめぐって自由主義が活気づく中、ホイッグ党の二大派閥（ラッセル卿派とパーマストン子爵派）、ジョン・ブライト率いる急進派、ピール派が合同して自由党が結成された。
女王演説では外相マームズベリー伯爵のイタリア問題についての外交文書を公開するという約束がされていたが、ディズレーリがこれを公表しないミスを犯したことが影響し、自由党の提出した内閣不信任案は可決されて第二次ダービー伯爵内閣は総辞職することとなった。

#### 再び野党
1859年6月、パーマストン子爵が再び大命降下を受けて自由党政権が発足した。以降6年にわたって自由党政権が続く。つまりディズレーリら保守党にとっては6年間の野党生活だった。
1861年末にヴィクトリア女王の王配アルバートが薨去した。ディズレーリがアルバート顕彰の先頭に立ち、またアルバートの人格を褒め称えた演説を行い、ヴィクトリア女王から高く評価された。
ディズレーリはこれまで借金に追いまわされる生活だったが、この頃ようやく家計が改善した。1862年末にヨークシャー在住の大地主アンドリュー・モンタギュが保守党への寄付のつもりでディズレーリの高利貸の借金を肩代わりしてくれた。さらに1863年11月には友人ブリジス・ウィリアムズ夫人が死去し、相続人の一人に指定されていたディズレーリは彼女の巨額の財産を相続したからである。この女性はディズレーリと遠い縁戚関係のあるユダヤ人老婆で、ディズレーリと同じく自分がラーラ家の子孫だと思い込んでおり、その縁でディズレーリと親しい間柄だった（彼女はディズレーリにラーラと改名してほしがっていたが、相続の条件には加えられていなかったので結局ディズレーリは改名しなかった）。

#### グラッドストンの選挙法改正法案を阻止
1860年代から選挙権拡大を求める世論が強まっていたが、パーマストン子爵が選挙法改正に反対していたため、政界での動きにはならなかった。しかしそのパーマストン子爵が1865年10月に死去し、選挙法改正に前向きなラッセル伯爵（ジョン・ラッセル卿。1861年にラッセル伯爵に叙される）が首相となったことで選挙法改正が動き出すことになった。
ラッセル伯爵は選挙法改正法案の作成を大蔵大臣兼庶民院院内総務ウィリアム・グラッドストンに任せた。グラッドストンは年価値50ポンドの土地保有という州選挙区の有権者資格を14ポンドに、また都市選挙区も年価値10ポンドの家屋保有という条件を7ポンドに引き下げることで労働者階級の上部である熟練工に選挙権を広げようという選挙法改正法案を提出した。
熟練工はすでに自助を確立している体制的存在となっていたので、彼らに選挙権を認めること自体には自由党にも保守党にもそれほど反対はなかった。ただ安易に数字を引き下げていくやり方は、何度も切り下げが繰り返されるきっかけとなり、やがて「無知蒙昧」な貧しい労働者にまで選挙権を与えることになるのではないか、という不安が議会の中では強かった。「普通選挙→デマゴーグ・衆愚政治→ナポレオン3世の独裁」という議会政治崩壊の直近の事例もあるだけに尚更だった。
ディズレーリもグラッドストンが「イギリスの平和と秩序維持に関心を持つ人が450万人おり、そのうち40万人に選挙権を付与しようというに過ぎない」と自らの法案を弁護したのを捉えて「グラッドストンは450万人もの非有権者に有権者資格があると考えている」と批判して、その不安を煽った。
結局、自由党内からもロバート・ロウなど法案に反対する議員が出たことで1866年6月にグラッドストンの選挙法改正は挫折することとなった。
これを受けてラッセル伯爵内閣は自由党分裂を避けるために解散総選挙を断念して総辞職した。
選挙法改正挫折に対する国民の反発は大きく、トラファルガー広場やハイド・パークで大規模抗議デモが行われる事態となった。

#### 第三次ダービー伯爵内閣蔵相、第二次選挙法改正

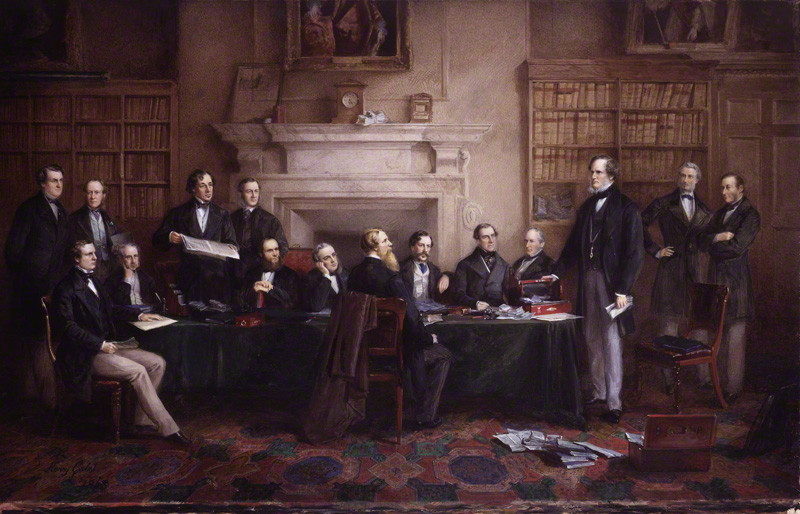
第三次ダービー伯爵内閣。新聞を手に取っている人物が大蔵大臣ディズレーリ

1866年6月27日に再びダービー伯爵に大命があった。第三次ダービー伯爵内閣が成立し、ディズレーリも三たび大蔵大臣兼庶民院院内総務として入閣した。もっとも自由党内紛による政権奪還でしかなく、保守党は依然少数党なので第一次、第二次ダービー伯爵内閣と同様に選挙管理内閣の性格が強かった。ディズレーリも大蔵大臣としてより庶民院院内総務として主に活動することとなった。
怒れる世論を背景にジョン・ブライトは国民の武装蜂起をちらつかせて政府に選挙法改正を迫ってきた。保守党内にも暴動への恐怖が広がり、早急な選挙法改正を求める声が強まった。ディズレーリも政権を維持するためには選挙法改正が不可避と考えていた。ダービー伯爵も前向きだったし、ヴィクトリア女王も自由党による急速な改正よりも保守党による緩やかな改正を望んでいた。
法案作成は庶民院院内総務ディズレーリが主導し、1867年2月に選挙法改正法案を議会に提出した。法案は、都市選挙区については基本的に男子戸主に選挙権を認めるが、そこに様々な条件（地方税直接納税者に限る、2年以上の居住制限、借家人の選挙権は認められない、有産者は二重投票可能など）を加えることで実質的に選挙権を制限する内容だった。先のグラッドストン案と違い、切り下げが繰り返されるのではという議会の不安を払拭した点では優れたものであった。

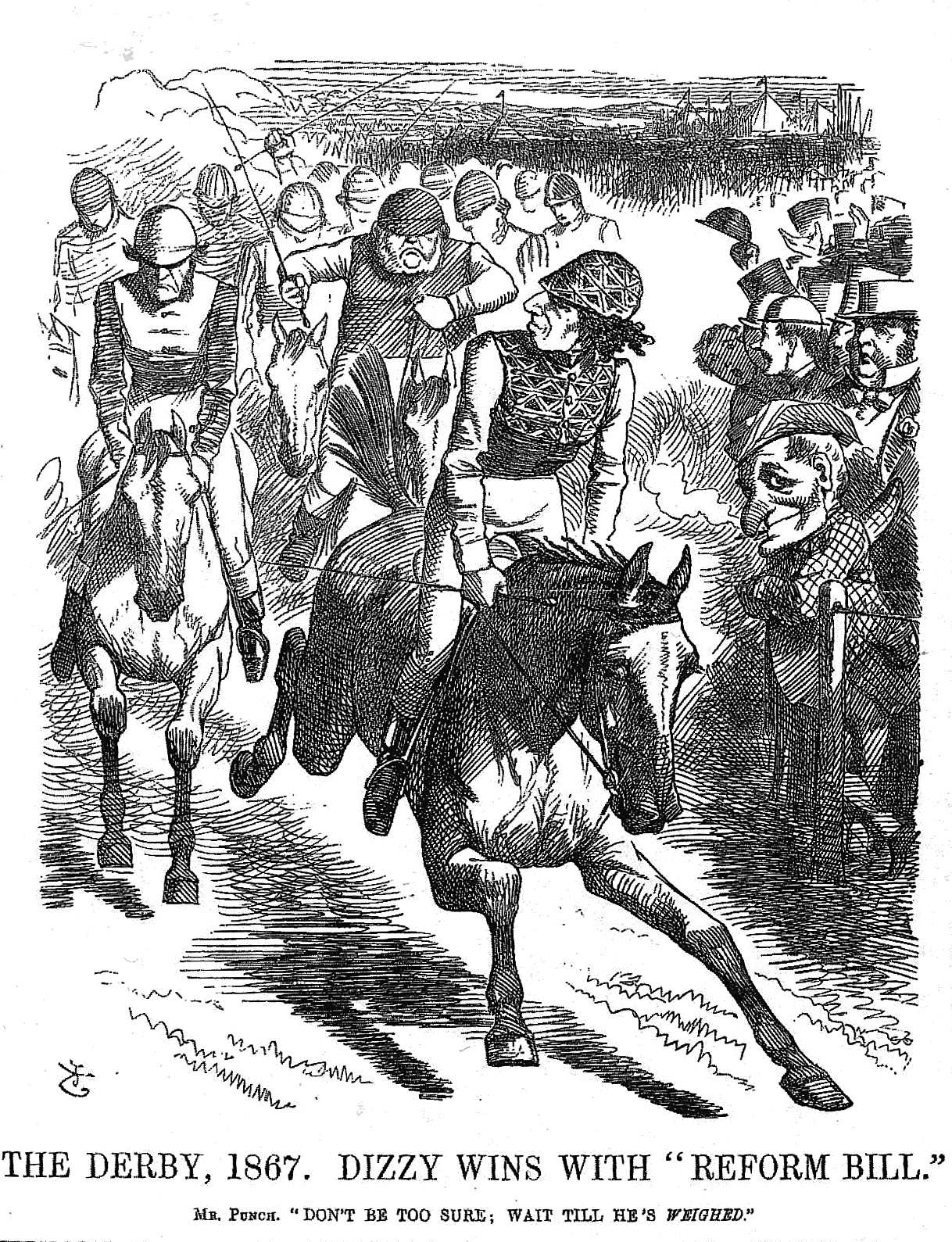
選挙法改正を急ぐように達成したディズレーリの風刺画（『パンチ』誌）

しかし閣内からは造反者が出た。保守的なインド担当相クランボーン子爵（後のソールズベリー侯爵）、陸相ジョナサン・ピール将軍、植民相カーナーヴォン伯爵らが反対して辞職したのである。
また野党のグラッドストンもこの法案では有権者数は14万人しか増えないし、それ以前に恐らく委員会における審議の中で法案の中で付けられている条件は急進派への譲歩でほとんど撤廃されてしまい、結果的に「無知蒙昧」な下層労働者にまで選挙権が広がると懸念した。そこでグラッドストンはこの法案に付けられているような条件はいらないが、代わりに地方税納税額が5ポンド以上という条件を付けるべきと主張した。だがディズレーリは「（グラッドストンは）一方では法案の資格制限の撤廃を主張しながら、一方では5ポンド地方税納税という別の資格制限を加えようとしている」と彼の根本的な矛盾を指摘してやり込めることで巧みにグラッドストンと急進派の離間を図った。
結果、法案は3月26日の第二読会を採決なしで通過した。これに対抗してグラッドストンは地方税納税額5ポンド条件を盛り込んだ修正案を提出したが、自由党議員の造反に遭って否決された（このためグラッドストンはこれ以降の法案審議への参加は見合わせることとなった）。
一方ディズレーリは、庶民院における主導権を自らが握るため、何としても選挙法改正法案を通す決意を固めていた。そのためジョン・ブライトら急進派に譲歩を重ね、条件を次々に廃した結果、法案は6月15日に第三読会を通過した。貴族院では激しい反発があったものの、ダービー伯爵が辞職をちらつかせて不満を抑え込んだ結果、貴族院もなんとか通過し、8月15日にヴィクトリア女王の裁可を得て法律となった。ここに第二次選挙法改正が達成された。
可決された法案は、都市選挙区については男子戸主であれば選挙権を認めていた。地方税直接納税の条件は地方税の納税方式を直接納税のみにすることによって単に地方税納税だけの条件と化しており、2年の居住制限の条件も1年に減らされていた。また年価値10ポンド以上の住居の借家人にも選挙権が認められた。州選挙区については年価値12ポンド以上の土地所有者に選挙権を認めることになった。
この選挙法改正によって有権者数は100万人から200万人に増えた。法案が提案された当初は誰も予想していなかった選挙権の大幅拡大となった。ディズレーリにとってもダービー伯爵にとっても予想外の大盤振る舞いになったが、彼らは政権維持のための代価と考えて割り切ったという。このおかげで自由党を分裂状態のままにしておくことに成功し、保守党政権が今しばらく延命できることとなったのである。そしてディズレーリはこの業績をもってダービー伯爵の後継者たる地位を確固たるものとしたのである。

ただしディズレーリは選挙法改正によって保守党が不利にならぬよう選挙区割り是正法案も提出していた。新有権者の中の自由党支持層らしき者たちをもともと自由党が強い選挙区、あるいは保守党が圧倒的に強い選挙区に組み込もうという内容だった。野党の批判を受けて多少修正に応じることにはなったが、基本的な部分は残したまま法案を可決させることができた。

### 首相、保守党党首として

#### 第一次ディズレーリ内閣成立

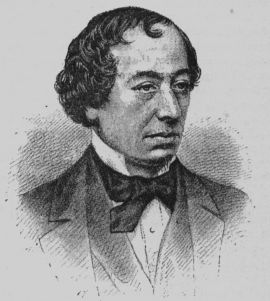
ディズレーリ首相

首相ダービー伯爵はかねてから持病の痛風に苦しんでいた。彼は今しばらく在任したがっていたが、結局医者の勧めに従って辞任を決意した。1868年2月21日、ダービー伯爵はヴィクトリア女王に辞表を捧呈した。その際にディズレーリ以外に党内をまとめられる者はいないとして彼に大命降下するよう助言した。保守党内では、クランボーン子爵など一部の者の反対論もあったものの、大半の者は後任はディズレーリ以外には考えられないという認識だった。
2月27日にディズレーリはヴィクトリア女王の召集を受け、ワイト島にある女王の離宮オズボーン・ハウスを参内した。そこで組閣を命じられたディズレーリは承諾し、女王の前に膝まづくと彼女の手にキスをし、「忠誠と信頼の心に愛をこめて」と述べた。この頃にはすっかりディズレーリに好感を持っていたヴィクトリアは娘ヴィッキー宛ての手紙の中で「彼には一風変わったところもあるが、非常に聡明で、思慮深く、懐柔的な面を持つ」「彼は詩心、創造性、騎士道精神を兼ね備えている」と書いている。
ディズレーリはダービー伯爵内閣の時の顔ぶれをほぼそのまま留任させたが、大法官チェルムスフォード男爵は嫌っていたので彼だけは内閣から外した。
第一次ディズレーリ内閣は、トップの顔が変わっただけで第三次ダービー伯爵内閣の延長でしかないから、少数与党の状況は変わっていない。総選挙に勝利して多数派を得るしか政権を安定させる道はなかった。結局その総選挙に敗れて短命政権におわる第一次ディズレーリ内閣だが、その短い間にも様々な法律を通している。選挙における買収禁止に初めて拘束力を与える罰則を設けた腐敗行為防止法（Parliamentary Elections Act 1868）、パブリックスクールに関する法律（1868年パブリック・スクール法）、鉄道に関する法律（1868年鉄道規制法）、スコットランドの法制度を定めた法律、公開処刑を廃止する法律（Capital Punishment Amendment Act 1868）、郵便局に電報会社を買収する権限を与える法律（1868年電信法）などである。これらは官僚が作成した超党派的な法律だったため、少数与党のディズレーリ政権でも議会の激しい抵抗を起こさずに通すことができたのである。
外交では前政権から続くイギリス人を拉致したエチオピア帝国への攻撃を続行し、マグダラを陥落させて、皇帝テオドロス2世を自害に追いこんだ。拉致されたイギリス人を救出すると、エチオピアを占領しようという野心を見せることもなく早々に軍を撤収させた。ディズレーリは議会に「ラセラス(サミュエル・ジョンソンの著作『アビシニアの王子』の主人公)の山々に聖ジョージの旗を掲げた。」と報告して、笑いをとった。
一方ラッセル伯爵の引退を受けて自由党党首になったばかりのウィリアム・グラッドストンは、1868年3月23日にアイルランド国教会廃止の今会期での準備と次会期での立法化を求める決議案を提出した。この法案は5月1日に65票差で可決された。
本来ならここで解散総選挙か総辞職すべきだが、この時点で解散総選挙をしてしまうと旧選挙法の下での選挙となり、世論の反発を買う恐れが高かった。そのためディズレーリとしてはしばらくは解散なしで政権を延命させる必要があった。ヴィクトリア女王から「アイルランド問題は重要であるから、国民の意思を問うために解散を裁可するのにためらいはない」という回答を得たディズレーリは、解散権を盾にして、閣内からの総辞職の要求や自由党の内閣不信任案提出を牽制した。これに対してグラッドストンは「議会で可決された決議案の実行を解散で脅して阻止しようとするとは言語道断だ」と批判した。またディズレーリは政権延命のためにはヴィクトリア女王の大御心を利用しようとさえし、「政治が重大な局面にある時は国民も君主に備わる威厳を感じ取るべきであり、政府もそのような時局における内閣の存立は女王陛下の大御心次第だということを了解するのが賢明です」と立憲主義に抵触しかねない発言まで行った。
だがそのような努力のおかげで閣内からの総辞職要求も野党の内閣不信任案も阻止し、7月31日の議会閉会を迎えることができた。
11月に新選挙法の下での総選挙が行われた。新有権者となった労働者階級上層の熟練労働者はグラッドストンを支持していた。選挙戦中にディズレーリが新有権者に向かって「私が貴方達に選挙権を与えたのだ」と述べると、彼らは「サンキュー、ミスター・グラッドストン」という声をあげたといわれる。自由党がアイルランド、スコットランド、ウェールズで議席を伸ばし、379議席を獲得したのに対して、保守党は279議席しか取れなかった。
この結果を受けてディズレーリは新議会招集の前に総辞職した。これは総選挙の敗北を直接の原因として首相が辞任した最初の事例であり、以降イギリス政治において慣例化する。これ以前は総選挙で敗北しても議会内で内閣不信任決議がなされるか、あるいは内閣信任決議相当の法案が否決されるかしない限り、首相が辞職することはなかった。

退任にあたってヴィクトリア女王はディズレーリに爵位を与えようとしたが、ディズレーリは拝辞し代わりに妻メアリー・アンのビーコンズフィールド女子爵への叙爵を求めた。メアリー・アンはこの4年後に死去している。

#### グラッドストン内閣倒閣を目指して

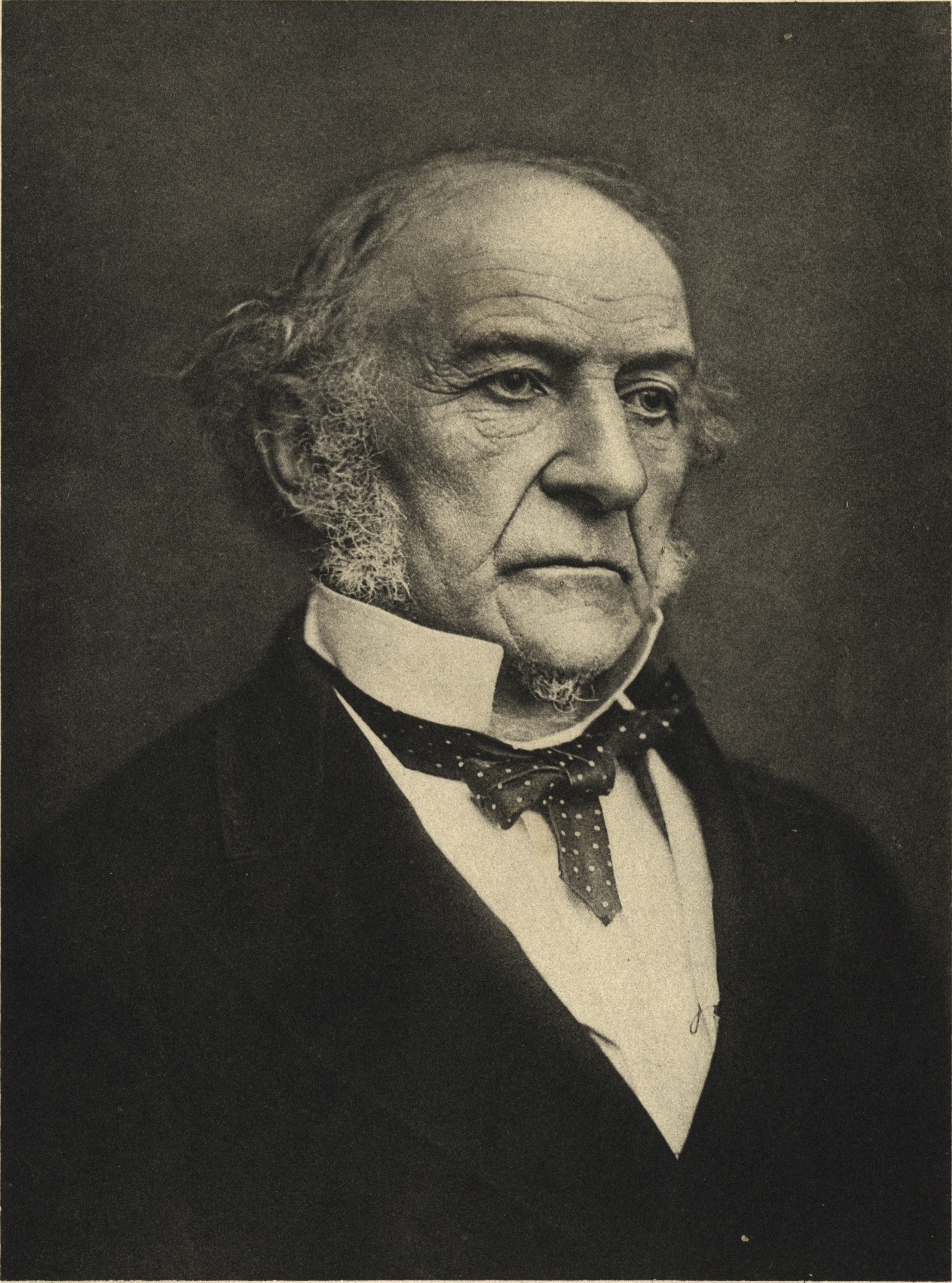
自由党党首・首相ウィリアム・グラッドストン

1868年12月9日にウィリアム・グラッドストンに大命降下があり、自由党政権が誕生した（第1次グラッドストン内閣）。この政権は5年以上続く長期政権となり、ディズレーリの長い野党党首時代が始まった。
ディズレーリはこの野党時代にも引き続き保守党党首を務め続けたが、保守党内における彼の立場は微妙だった。もともとディズレーリは貴族院に対する影響力が弱く、ソールズベリー侯爵（クランボーン子爵、1868年に父第2代ソールズベリー侯爵が死去し、第3代ソールズベリー侯爵位を継ぐ）をはじめとする反ディズレーリ派が貴族院議員に多かった。総選挙後にマームズベリー伯爵が保守党貴族院院内総務を辞職した際にもディズレーリの権威が微妙なために後任がなかなか決まらなかった（結局はリッチモンド公爵が就任する）。
しかも党勢は1832年以来最低水準であったから庶民院議員たちにも不満が高まっていた。次の選挙に勝つために党首をダービー伯爵（元首相ダービー伯爵の息子）に代えるべきという声も少なくなかった。
首相を退任して時間に余裕ができたディズレーリは小説『ロゼアー』の執筆を開始し、1869年5月にこれを出版した。カトリックに改宗したビュート侯爵をモデルにしたと思われるロゼアーを主人公にして、社交界の人々の野心や陰謀、虚栄を描きだし、世の中の若い貴公子たちに教訓を与えようという小説である。元首相の小説として評判になり、ベストセラーとなった。とりわけ社交界では『ロゼアー』を読まなければ入れてもらえないという状況にさえなった。
グラッドストン政権はアイルランド国教会廃止、アイルランド農地改革、小学校教育の充実、秘密投票制度の確立、労働組合法制定など内政で着実に改革を推し進めたが、外交には弱かった。プロイセン王国宰相オットー・フォン・ビスマルクによる普仏戦争とドイツ帝国樹立の動きを阻止できず、ヨーロッパにおける発言力をドイツに奪われ始めた。ロシア帝国外相アレクサンドル・ゴルチャコフもドイツの後ろ盾を得て「ゴルチャコフ回状」を出し、パリ条約の黒海艦隊保有禁止条項の破棄を一方的に通告してきた。これによりロシアがバルカン半島に進出を強めてくるのは確実な情勢となり、イギリスの地中海の覇権がロシアに脅かされる恐れが出てきた。さらにアメリカ合衆国に対してもアラバマ号事件で譲歩していた。イギリスの威信を下げていると言わざるをえない状況だった。
これに対してディズレーリは、1872年6月24日に水晶宮で開催された保守党全国大会において「40年前に自由主義が登場してきて以来のイギリスの歴史を調べたなら、大英帝国を解体しようとする自由主義者の企みほど、絶え間なく巧妙に行われた努力はないと分かる。」「自由党は"大陸的"、"コスモポリタン的"な政党であり、保守党こそが真の国民政党である。」「諸君らはイギリスを帝国としなければならない。諸君らの子孫の代まで優越的地位を維持し続け、世界から尊敬される国家にしなければならない。諸君らが選挙区に戻ったら、一人でも多くの選挙区民にそのことを伝えてほしい」と演説した。帝国主義や強硬外交を選挙の目玉争点にしたディズレーリの戦術は功を奏した。これがイギリス国民の愛国心を大いに刺激し、次の総選挙での保守党の大勝に繋がるのである。
またディズレーリは1872年4月にマンチェスターで開かれた保守党大会以降、保守党の機構改革にもあたっていた。ホワイトホールに保守党中央事務局(Central Conservative Office)を設置し、党内でも特に有能な者を参謀としてここに集め、選挙運動全体を指揮させた。この組織と1867年にジョン・エルドン・ゴーストの主導で創設された保守党協会全国同盟が保守党議会外活動の中心的存在となっていく（この体制は現在の保守党まで維持されている）。この選挙運動の組織化も総選挙大勝の要因になったといえる。
1873年の議会でグラッドストンはアイルランドに信仰を侵さない大学を創ろうとしたが、アイルランド議員からも保守党議員からも批判され、法案が否決された。
グラッドストンが総辞職を表明したのを受けて、ヴィクトリア女王はディズレーリに大命降下したが、ディズレーリは拝辞した。ディズレーリとしては総選挙を経ず少数党のまま政権に付きたくなかった。組閣後に解散総選挙するとしても二か月はかかるので、それまでの間は自由党に媚を打って政権を存続させなければならなくなり、それによって保守党に対する信頼は揺らぎ、選挙に大勝できなくなると考えていた。これに対してグラッドストンは内閣への信任決議相当の政府法案が否決された場合には、野党は後継として組閣するのが義務であると述べてディズレーリの態度を批判した。
結局グラッドストンが引き続き首相を務めることとなったが、予算をめぐる閣内分裂が原因で1874年2月に解散総選挙となった。選挙の結果、保守党が350議席(改選前279議席)、自由党が245議席(改選前379議席)、アイルランド国民党が57議席を獲得した。これを受けてグラッドストンはディズレーリの先例に倣って新議会招集を待たず、ただちに総辞職した。
グラッドストン夫人キャサリンは息子に宛てた手紙の中で「お父さんの勤勉と愛国心、多年にわたる仕事の結晶を、あのユダヤ人に手渡すことになるなど考えただけでも腹立たしいではありませんか」と苛立ちを露わにしている。

#### 第二次ディズレーリ内閣

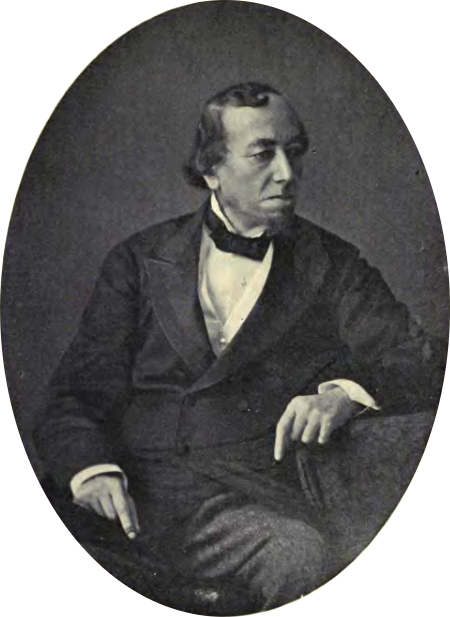
1878年のディズレーリ首相

1874年2月28日にヴィクトリア女王から召集され、大命を受けた。今度はディズレーリも了承し第2次ディズレーリ内閣の組閣を開始した。
両院の過半数を制する大議席、大敗を喫した野党自由党の混乱状態、ヴィクトリア女王のディズレーリへの寵愛、不安要素が皆無の第2次ディズレーリ内閣が長期安定政権になるのは誰の目にも明らかだった。党内反ディズレーリ派さえも内閣への参加を希望し、反ディズレーリ派の筆頭ソールズベリー侯爵もインド担当大臣としての入閣を了承した。同じく反ディズレーリ派だったカーナーヴォン伯爵も植民地大臣として入閣した。彼らは高教会派の右派であり、その彼らを取り込めたことは党内右派の不満を減らして内閣に安定をもたらした。保守党の主要政治家をそれぞれの専門分野に応じて適材適所に配置した内閣でもあり、内閣の能力も著しく高かった。保守党政権としては30年前のピール内閣以来の安定政権であるといえる。

##### 内政
ディズレーリは「政治家がまず考えるべきことは国民の健康」「政治改革より社会改革の方が重要」と主張して、社会政策に力を入れた。30年前の小説『シビル』で示した労働者階級の貧困への同情は、この時にも変わってはいなかった。ディズレーリの社会政策を「トーリー・デモクラシー」と呼ぶことがある。ただし「トーリー・デモクラシー」は自由放任主義から国家介入主義への転換を意味しない。イギリスでは強制は嫌われる風潮があるため、ディズレーリが行った社会立法の多くも強制することにならないよう配慮がされている。ディズレーリは「任意に委ねる法律こそが自由な人間が持ち得る特質」と語っている。
政権奪還後、ただちに工場法改正に取り組んだ。これまで工場法により一週間の最大労働時間は60時間と定められていたが、繊維業労働組合などから最大労働時間を54時間に短縮すべしとの声が上がっていた。グラッドストン前政権は自由放任主義の立場からこの要請を拒否していたが、ディズレーリは労働組合に歩み寄りの姿勢を示し、57時間労働制を定め、また最低雇用年齢も10歳に引き上げる改革を行った。
1875年には労働者住宅改善法を制定して「都市の住宅状況の公共の責任」を初めて明記し、地方自治体にスラムの撤去や都市再開発の権限を与えて、都市改造を促した。しかしこの法律は補償の点について問題があったため、1879年になってその問題点を解消するために改正があり、スラムを整理した後に労働者が家を建てられるよう国庫から金を貸し付けることとした。当時は家の価格が安く、賃料はもっと安かったので、この制度は一定の労働者保護になったといえる。この法律を使ってのスラム整理で有名なのが、バーミンガム市長ジョゼフ・チェンバレンの都市改造である。
同じく1875年、主人及び召使法を近代的な使用者及び被使用者法に改正し、これによって雇用契約における使用者と被使用者の間の通常の債務不履行は刑事訴追の対象外とした。雇用契約は基本的に民事上だけの関係となったのである。
さらに100くらいあった既存の公衆衛生に関する地方特別法を一つにまとめた公衆衛生法を制定した（1875年公衆衛生法）。水道、河川の汚染、掃除、道路、新築建物、死体埋葬、市場規制などについて規定し、都市の衛生化を促進した。この法律は途中二回の改正をはさみながらも1937年までイギリスの公衆衛生に関する基本法として君臨した。
農地法によって強制立ち退きされた小作人に対する補償制度も定めた。しかしこの問題は地主の多い保守党内では慎重に扱わねばならない問題であった。ディズレーリの「ヨーロッパでは騒動を企む勢力が小作人の権利問題を利用します。わが国でも同様の勢力が君主制・貴族制の根幹をなす土地所有形態を破壊しようと企んでいます。我が国では強制されることを嫌う風潮があります。そして残念ながら地主と小作人の関係は変則的な強制関係が存在します。それが小作人の権利要求に結び付いています。陛下の内閣が行う施策の目的は、平穏な今のうちに変則的状況を解除することにあります。」というヴィクトリア女王への報告にもそれがよく現れている。
労働組合にも強い関心を持ち、労働組合のピケッティング（スト破り防止）を禁じた1871年刑法修正法を廃止し、代わって共謀罪及び財産保護法を制定し、個人で行った場合に犯罪ではない行為は集団で行っても犯罪ではないと明記したことで、平和的ピケッティングを解禁した。このおかげで労働組合の圧力組織としての力は大きく向上した。
労働者階級出身の初めての庶民議員アレグザンダー・マクドナルドは「保守党は5年の政権の間に50年政権にあった自由党よりも労働者階級のために多くのことをした」と評した。

ディズレーリの一連の社会政策はジョゼフ・チェンバレンの「社会帝国主義」の萌芽に位置付けられることもある。

##### 外交

###### 三帝同盟の切り崩し

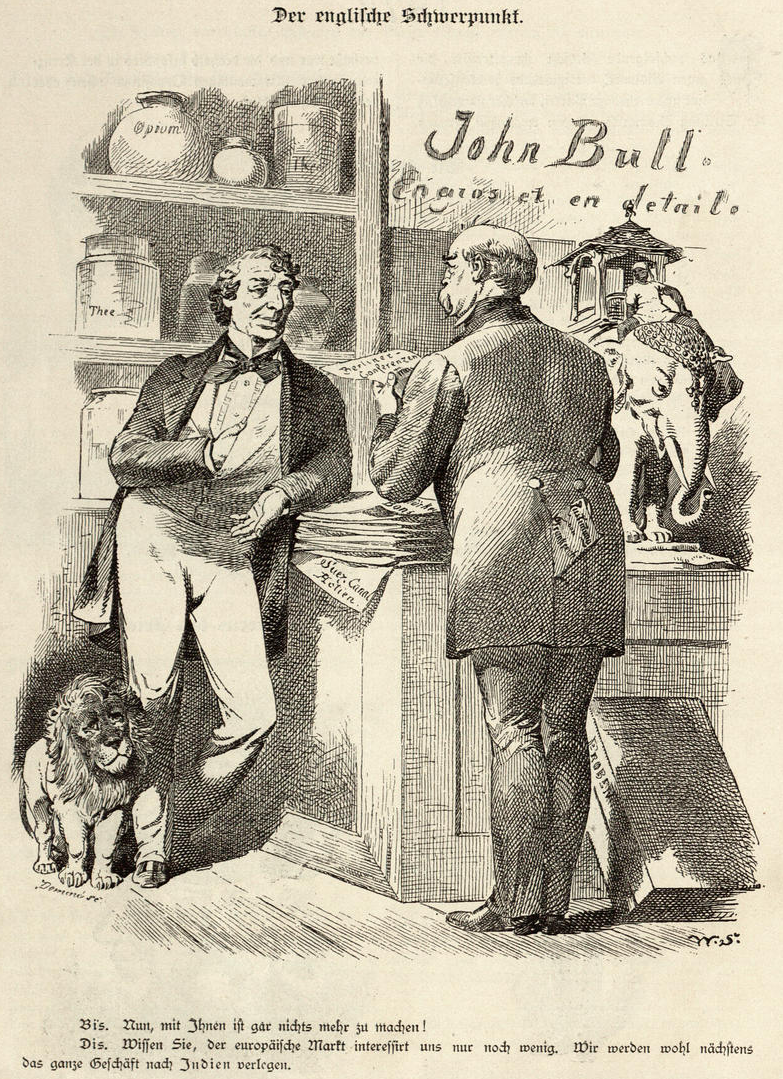
ディズレーリとビスマルクを描いた風刺画

第2次ディズレーリ内閣が発足した頃、大陸では普仏戦争に敗北したフランス共和国が凋落し、ドイツ帝国が大陸の覇権的地位を確立していた。更にドイツはロシア帝国やオーストリア＝ハンガリー帝国と結託して保守的な三帝同盟をつくっていた。これはかつての神聖同盟に類似していた。ディズレーリは尊敬するカニング外相が神聖同盟とは距離を置いた外交を行ったのに倣った。つまり三帝同盟弱体化をイギリス外交の目標に据えたのである。
三帝同盟は決して盤石ではなかった。ロシアは、普仏戦争でドイツを支持したが、戦後のドイツの増大化とフランスの弱体化を懸念していた。また、この頃のロシアは汎スラブ主義が高揚しきっており、バルカン半島の覇権をめぐってオーストリアとの対立が絶えなかった。それをドイツ宰相ビスマルクが強引に結び付けている状況だった。そのため三帝同盟を切り崩すチャンスはすぐにも訪れた。
1875年4月の『ポスト』紙事件で独仏戦争の危機が高まるとロシア外相アレクサンドル・ゴルチャコフが介入してドイツのフランスに対する予防戦争を阻止しようと図ったのである。ディズレーリは孤立主義者である外相ダービー伯爵にイギリスもこの問題にもっと積極的に介入するよう指示を与え、ロシアと共同歩調をとらせて、ドイツに圧力をかけて予防戦争を阻止した。

###### バルカン半島の蜂起をめぐって
1875年夏、オスマン＝トルコ帝国領ボスニアとヘルツェゴビナでキリスト教徒スラブ人農民が蜂起した。イスラム教国であるオスマン＝トルコ帝国はキリスト教徒スラブ農民に対して苛酷な税を取り立て、また何ら権利を認めようとしない圧政を敷いていたからである。この反乱は拡大し、1876年4月にはブルガリアのスラブ人もオスマン＝トルコの支配に対して蜂起、さらに7月にはトルコの宗主権下にあるスラブ人自治国セルビア公国とモンテネグロ公国が、オスマン＝トルコに対して宣戦布告した。ロシア帝国でも汎スラブ主義がどんどん高揚し、バルカン半島のスラブ人蜂起を積極的に支援した。多くのロシア人が蜂起軍支援のため義勇兵や篤志看護婦に志願してバルカン半島へ赴いていった。
オスマン＝トルコは、かつての繁栄の残滓でバルカン半島、小アジア、中近東、北アフリカにまたがる巨大な領土を領有していたが、この時代にはすっかり衰退し、常にロシアから圧迫され、国内では内乱が多発していた。すでにギリシャには独立され（ギリシャ独立戦争）、エジプトも事実上独立していた（エジプト・トルコ戦争）。イギリスの庇護で何とか生きながらえている状態だった。イギリスにとってもオスマン＝トルコを生きながらえさせることは死活問題だった。インドへの通商路は陸路の場合はオスマン＝トルコ領を通らずにはすまなかったし、海路もスエズ運河が大きな役割を果たすようになっていたから、もしオスマン＝トルコ領がロシアの手に墜ちるなら、イギリスの「インドの道」は陸路も海路もロシアの脅威に晒されることになる。ディズレーリとしてはオスマン＝トルコを支援するしかなかった。
ロシアがドイツとオーストリア＝ハンガリーの支持を取り付けて三国連名でオスマン＝トルコ批判声明を出した時、ロシアは同じキリスト教国としてイギリスも名前を連ねるよう呼びかけてきたが、当然ディズレーリはこれを断った。
しかし1876年6月23日付けの『デイリー・ニューズ』が「オスマン＝トルコ軍はブルガリアで2万5000人に及ぶ老若男女の虐殺、少女奴隷売買などの残虐行為を行っている」と報道したことでイギリスの世論は急速にオスマン＝トルコに対して硬化した。ディズレーリは記事の信ぴょう性に疑問を呈したが、彼のそのような態度は世論の激しい反発を招いた。ディズレーリを寵愛するヴィクトリア女王さえもがディズレーリに対して「なぜトルコのキリスト教徒虐殺に抗議しないのか」と詰め寄っている。グラッドストンに至っては「ディズレーリは全てを嘘で塗り固めた男であり、ユダヤ人としての感情だけが本物だ。彼の親トルコ政策は、ユダヤ人の本性をむき出しにしたキリスト教徒への復讐である」とユダヤ陰謀論的な主張までし始めた。
ディズレーリは8月11日の議会における演説で「この重大な時局における我々の義務は大英帝国の維持である。トルコの生存はその最低条件なのである」と述べ、反トルコ感情の高まりの火消しに努めた。だが全く功を奏しなかった。庶民院ではディズレーリがトルコの残虐行為を軽視したとする問責決議がなされた。またイギリス各地でトルコ批判の国民集会が開かれ、十字軍を結成するための署名活動も開始された。グラッドストンの地元であるリヴァプールでは特に反トルコ機運が盛り上がり、シェークスピアの『オセロ』の上演で「トルコ人は溺死した」というセリフが出るや、観客が総立ちになり、拍手喝采に包まれたという。
一方トルコ政府はイギリスは国益上自分たちを庇護せざるを得ないので、どれだけキリスト教徒虐殺を続けても結局は目をつぶるしかないと思っていたため、ディズレーリが自重するよう説得しても聞く耳を持たなかった。

###### 露土戦争

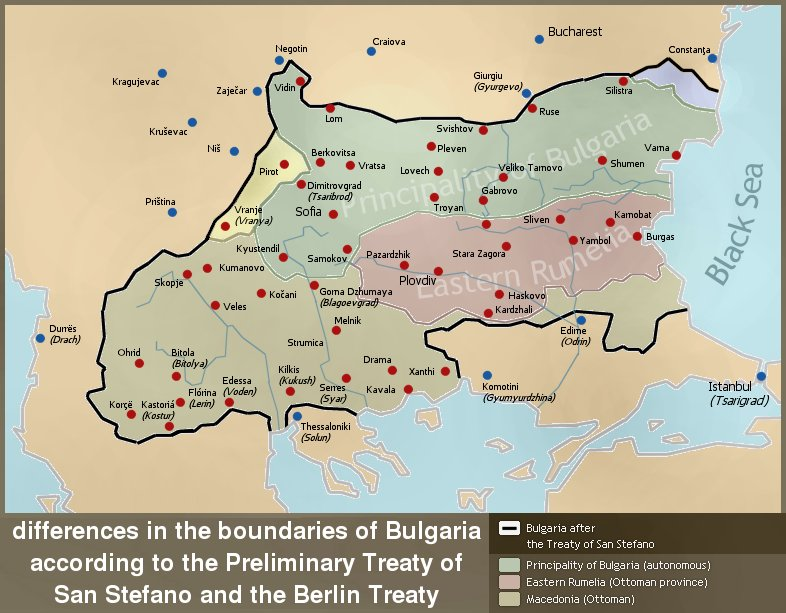
太い線で囲まれた範囲がサン・ステファノ条約によるブルガリア公国の領土。しかしベルリン会議の結果、ブルガリアの領土は北半分に限定され、南半分はトルコ領に留まることとなった。

1877年4月、ついにロシアがオスマン＝トルコに宣戦布告し、露土戦争が勃発した。ロシア外相アレクサンドル・ゴルチャコフはイギリスに中立を要求してきた。これに対してディズレーリはスエズ運河、ダーダネルス海峡、コンスタンティノープルを侵さないとの確約を求め、ゴルチャコフもこれを了承した。
もっともロシアはイギリス国内の世論状況をよく調べており、イギリスがオスマン＝トルコ側で参戦するなど到底できないことを知っていた。そのため約束を守る気などなく、ロシア皇帝アレクサンドル2世は軍司令官に「目標コンスタンティノープル」という命令を下している。
ヴィクトリア女王はロシアの膨張を恐れるようになり、ディズレーリに退位をちらつかせて対ロシア参戦を要求するようになった。女王の寵愛を自らの内閣の重要な要素と考えているディズレーリとしては、女王の意思をないがしろには出来ず、彼も8月頃から参戦の必要性を考えるようになった。しかしこの頃のディズレーリは喘息と痛風に苦しんでおり、参戦するか否かの議論は閣僚たちに任せて、ヒューエンデンに引っ込んでいた。またロシア軍の侵攻はプレヴェンのオスマン＝トルコ軍によって阻まれており、イギリスが援軍を送るまでもなくオスマン＝トルコが自力でロシアを返り討ちにできそうにも見えた（当代一の名将と呼び声の高いドイツ参謀総長モルトケ元帥もそう予想していた）。
ロシアがバルカン半島に侵攻を開始してからイギリス国内世論もだんだんオスマン＝トルコに対する同情の声が強くなっていき、イギリスの対ロシア参戦も不可能ではなくなってきた。
12月にプレヴェンの防衛線を守っていたオスマン＝トルコ軍がロシア軍によって壊滅させられると、ディズレーリはいよいよ危険水域に達したと判断した。どうすべきか結論を出せない閣僚たちを無視して、ヴィクトリア女王に上奏してイギリス陸軍に戦闘態勢に入らせた。この際にディズレーリはヴィクトリア女王に「イングランドは何があってもロシアの傘下には入りません。そうなれば本来の高みから二流国に転落してしまいます。」と述べている。これを受けて対露開戦に反対する植民地相カーナーヴォン伯爵が辞職した。1878年2月にイギリス海軍にコンスタンティノープルへの出動命令を下したが、目標が定まらず、命令を取り消した。
そうこうしてる間にもオスマン＝トルコ軍は敗走を続けていた。オスマン＝トルコ政府はもはや限界と判断してイギリスに独断でロシアとの間にサン・ステファノ条約を締結して休戦した。この条約によりエーゲ海にまで届く範囲でバルカン半島にロシア衛星国ブルガリア公国（形式的にオスマン＝トルコの宗主権下）が置かれることとなり、地中海におけるイギリスの覇権が危機に晒された。またアルメニア地方のカルスやバトゥミもロシアが領有することになり、そこがロシアの中近東・インド侵略の足場にされる危険も出てきた。イギリスの権益など形だけしか守られていないサン・ステファノ条約に英国世論は激高した。

###### ベルリン会議

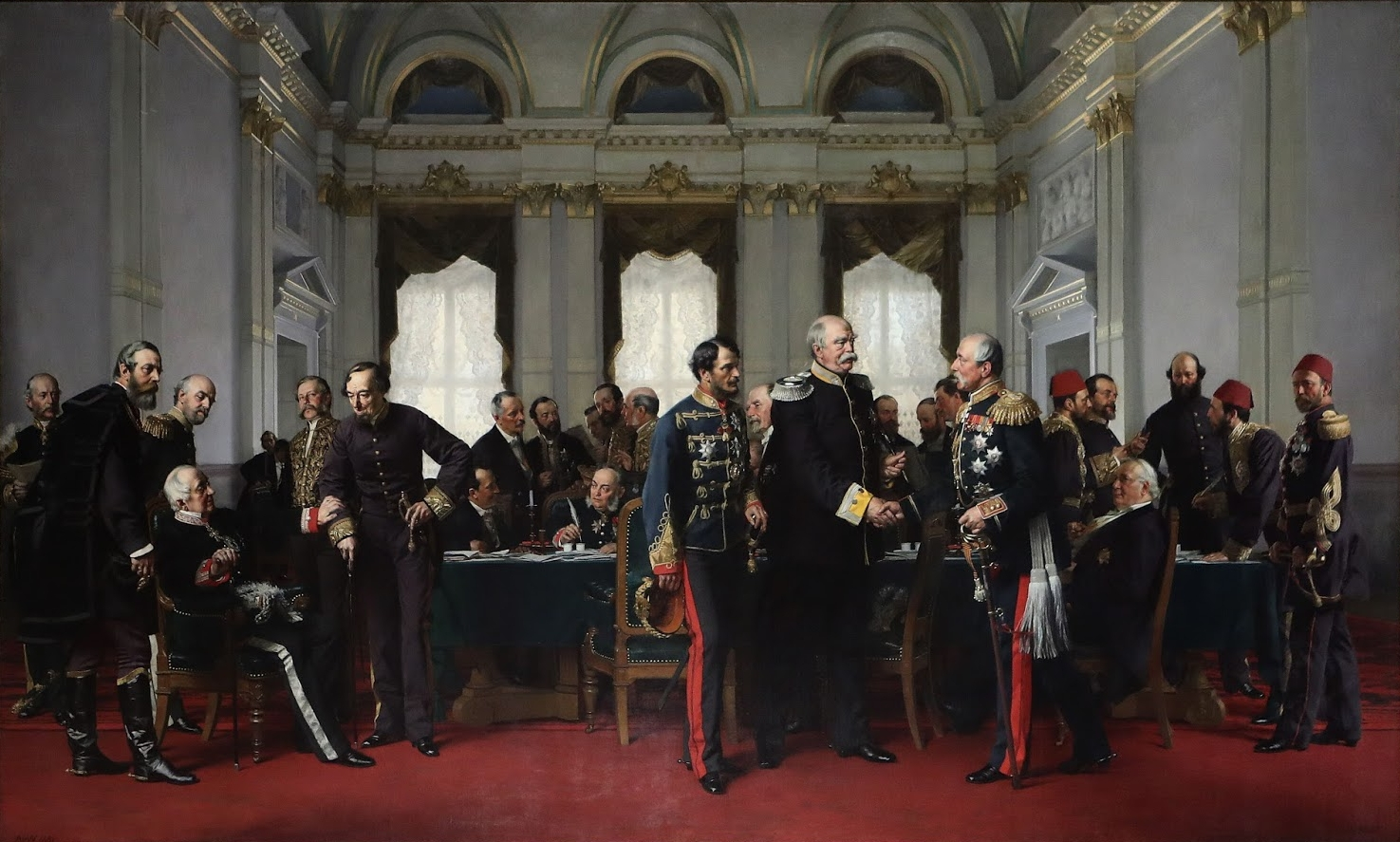
ベルリン会議（アントン・フォン・ヴェルナー画）。左側に腰掛けているゴルチャコフに手を掴まれている人物がディズレーリ。中央で握手しているのはビスマルクとシュヴァロフ

ディズレーリは駐英ロシア大使ピョートル・シュヴァロフ伯爵に対してこのような条約は認められないとして、ブルガリア公国の建国中止、アルメニア地域で得たロシア領土の放棄を要求した。シュヴァロフ大使は「それではロシアの戦果がなくなってしまうではありませんか」と答えたが、ディズレーリは「そうかもしれないが、それを認めないならイギリスは武力をもってそれらの地からロシアを追いだすことになる」と通告した。
ディズレーリは3月27日の閣議でインド駐留軍の地中海結集と予備役召集、キプロスとアレクサンドリア占領を決定した。この方針に反対した対ロシア開戦慎重派の外相ダービー伯爵が辞職した。彼の辞職はディズレーリには残念なことだったが、シュヴァロフ大使にプレッシャーを与えることができた。
「公正な仲介人」としてドイツ帝国宰相オットー・フォン・ビスマルクが仲裁に乗り出してきて、1878年6月から7月にかけてベルリン会議が開催されることとなった。会議にはイギリスからは首相ディズレーリと新外相ソールズベリー侯爵が出席することとなった。ヴィクトリア女王はディズレーリの健康を心配してベルリン行きに反対していたが、ディズレーリは鉄血宰相と対決できる者は自分しかいないと女王を説得し、出席することになった。
ディズレーリには会議で強硬姿勢をとれるだけの条件が整っていた。指を鳴らして対ロシア開戦を待ちわびている好戦的な女王と国民世論を背負い（その国民世論は対ロシア開戦に反対するグラッドストンの家に投石があったことにもよく現れていた）、さらにコンスタンティノープル沖ではイギリス海軍が臨戦態勢に入っていたからである。会議前の外相ソールズベリー侯爵とシュヴァロフ大使の交渉・秘密協定の段階ですでにブルガリア公国南部のトルコへの返還などロシアから譲歩を引き出すことに成功していた。
ディズレーリは会議において、会議前の英露協定で懸案事項のまま残されていた諸問題、たとえばトルコ皇帝の南部ブルガリア軍事権の確保、トルコ通行路の確保、東ルーマニアの統一運動の鎮圧権の確保などの問題に取り組んだ。会議でディズレーリは徹底的な強硬路線を貫き、ロシアが反対するなら会議が決裂するだけであると脅迫して、イギリスの主張をほとんど認めさせた。会議の途中にビスマルクとシュヴァロフが譲歩を拒否した時、ディズレーリは帰国の準備を命じ、それを聞いたビスマルクはただの脅しだと思っていたが、本当に英国代表団が荷造りをしているので、やむなく譲歩したという逸話まであるが、この逸話は疑う説もある。
ただディズレーリが一歩も引かなかったことは事実で、その姿を見たビスマルクは「あのユダヤの老人はまさに人物だ (Der alte Jude, das ist der Mann) 」と舌を巻いたといわれる。
ベルリン会議の結果、ブルガリア公国は分割された。その南部は東ルメリア自治州としてオスマン＝トルコに戻され、ロシアのエーゲ海への道は閉ざされた。さらにイギリスはオスマン＝トルコからキプロスを割譲され、東地中海の覇権を確固たるものとした。一方でカルスとバトゥミについてはイギリスが譲歩することになり、ロシアが領有することとなった。しかし全体的に見ればイギリス外交の大勝利であった。
またこの会議でロシアがビスマルクに不満を抱くようになったこともディズレーリにとってはおいしかった。ディズレーリは会議から2年後に「我々の目標は三帝同盟を打破し、その復活を長期にわたって阻止することだったが、この目標がこんなに完璧に達成されたことはかつてなかった」と満足げに語っている。

イギリスに帰国したディズレーリは国民から歓声で迎えられた。ヴィクトリア女王は恩賞としてディズレーリにガーター勲章と公爵 (Duke) 位を与えようとしたが、公爵位についてはディズレーリの方から辞退している。またガーター勲章についても外相ソールズベリー侯爵にも同じ名誉が与えられるのでしたら、という条件付きで授与を受けた。

###### エジプト半植民地化に先鞭

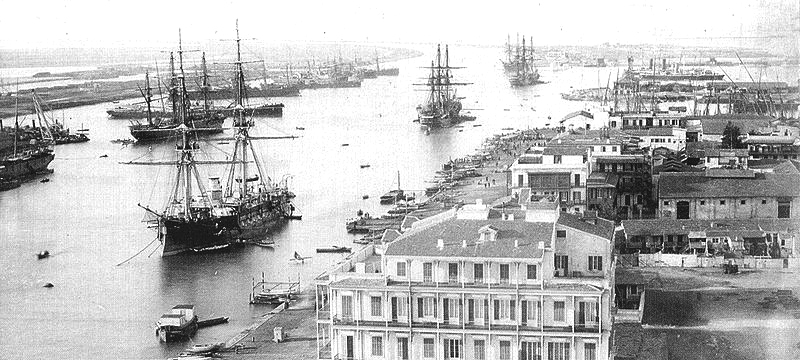
1880年のスエズ運河

ちょうどバルカン半島蜂起が発生した頃の1875年夏、ロシアのバルカン半島への野心を確信したディズレーリは喜望峰ルートに代わって増えていくエジプトからインドへ向かうイギリス船籍の航路の安全を早急に確保しなければならないと考え、フランス資本で作られ、株をフランスが多く握るスエズ運河に注目するようになった。
フランス資本家が破産しかけだったエジプト副王イスマーイール・パシャが所持するスエズ運河の株（全株式40万株中17万7000株）を買収するという情報をつかんだディズレーリは友人のライオネル・ド・ロスチャイルドに協力を依頼して400万ポンドの資金を借り受けて、先手を打ってその17万7000株を買収した。これによりイギリス政府がスエズ運河の最大株主となった。ディズレーリはヴィクトリア女王に「陛下、これでスエズ運河は貴女の物です。フランスに作戦勝ちしました」と報告した。
1876年、運河を買収されたエジプト政府は財政破綻し、債権者のイギリスとフランスを中心としたヨーロッパ諸国によりエジプト財政が管理されることとなった。1878年にはイギリス人とフランス人が財政関係の閣僚としてエジプトの内閣に入閣することになった。英仏はエジプト人から過酷な税取り立てを行い、エジプトで反英・反仏感情が高まっていった。

この反発はやがてエジプト人の反乱「ウラービー革命」へと繋がっていくが、ディズレーリの後任の第2次グラッドストン内閣が鎮圧軍をエジプトに送りこんで占領し、フランスの影響力は排除されて、エジプトはイギリス一国の半植民地となっていくのである。

###### ヴィクトリア女王をインド女帝に戴冠させる

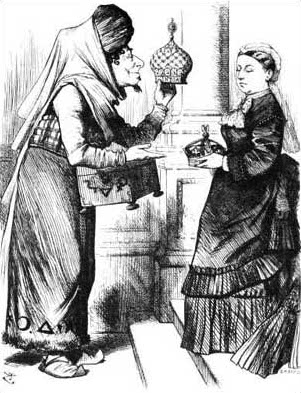
インド人の格好をしたディズレーリがヴィクトリア女王に新しい王冠を薦める漫画

ヨーロッパ大陸諸国が次々と保護貿易へ移行する中、イギリス綿業にとってインド市場の価値は高まっていった。ディズレーリ政権もインドとの連携の強化を重視した。
1876年、ヴィクトリア女王がインド女帝位を望むようになり、ディズレーリもインドとの連携強化の一環になると考え、議会との折衝にあたったが、イギリス国民は皇帝という称号を好んでいなかったので、野党自由党から批判された。フランス皇帝ナポレオン3世やメキシコ皇帝マクシミリアンなど皇帝を名乗り始めた者がろくな末路を辿っていないジンクスもあった。
この称号はインドに対してのみ用いるという条件付きで野党の反発を押し切り、4月には王室称号法によって「インド女帝」の称号をヴィクトリアに献上することができた。
インド総督が主催する大謁見式が開催され、ヴィクトリア女王とインド社会有力者との一体化が図られた。

###### 第二次アフガニスタン戦争
1860年代から1870年代にかけてロシア帝国は中央アジア諸国に次々と侵攻を行い、支配下に組み込んでいた。インドに隣接するアフガニスタン王国に触手を伸ばしてくるのも時間の問題だった。ロシアの対英強硬論者がインド侵攻を主張しはじめるようになる中、首相就任直後のディズレーリも先手を打って中央アジアとペルシア湾を抑えることを考えた時期があったといい、インド総督ノースブルック伯に対してヘラートにイギリス出先機関を置くよう命じた。しかしノースブルック伯はロシアはアフガンへの野望を見せておらず、アフガンとの関係を損なうだけであるとしてこれに反対し、ディズレーリもアフガンの件はしばらく捨て置いた。
しかし新たにインド総督に就任したリットン伯爵（ディズレーリの友人エドワード・ブルワー＝リットンの息子。リットン調査団で知られる第2代リットン伯爵の父）はロシアのアフガンへの野望を確信しており、アフガンの外交をコントロールしようとイギリス外交使節団を首都カーブルに置くようしばしばアフガン王シール・アリー・ハーンに要求を続けたが、王は丁重に断り続けた。
ところが1878年7月にはロシア軍がシール王の抗議を無視してカーブルに入城し、シール王がしぶしぶロシア軍来訪の歓迎を表明して、あげくロシア軍のアフガニスタン国内への駐屯を認める条約を締結するという事件が発生した。これに対してリットン総督はシール王にイギリス軍の駐屯も認めさせる条約を締結させて、ロシア軍をアフガニスタンから追い払おうと決意した。
ディズレーリはロシアから正式な回答が得られるまで行動を起こさないようリットンに命じたが、リットンは9月21日に独断でアフガン侵入を開始するも失敗して撤収した。これによりディズレーリはリットンの計画を強行するか、アフガンに頭を下げるしかなくなった。さらにシール王がリットンに対して強硬な返答をしたため、ディズレーリとしてはリットンを支持するしかなくなり、アフガンに対してイギリス使節団のカーブル駐在を求める最後通牒を出した。アフガンはこの最後通牒を無視したため、1878年11月に第二次アフガン戦争が開戦することとなった。イギリス軍は勇戦し、シール王をトルキスタンに追い、イギリスにとって御しやすそうな新王が擁立されて休戦協定が締結され、イギリス軍がアフガンに駐在することとなった。ロシア軍が反撃に出てくる様子はなく、ディズレーリもリットン総督の命令無視を不問に付した。
しかしディズレーリの後任グラッドストンはリットンを罷免し、アフガン王アブドゥッラフマーン・ハーンにイギリス以外のどの国とも関係を持たないこと、どこか別の国がアフガンへ侵攻してきた際にはイギリス軍がアフガンを支援することを条件としてアフガンの内政に干渉しないという条約を締結し、アブドゥッラフマーンとイギリスは良好な関係を保っていくことになる。

###### トランスヴァール併合

1885年の南アフリカ地図

当時南アフリカには英国植民地が2つ（ケープ植民地、ナタール植民地）、オランダ人植民者の子孫でイギリス支配に反発してグレート・トレックで内陸部へ移住したボーア人による国家が2つ（オレンジ自由国、トランスヴァール共和国）、計4つの白人植民者共同体があった。オレンジ自由国は比較的親英的で英国と協力関係にあったが、トランスヴァール共和国は反英的だった。そしてその周囲に白人植民者の20倍にも及ぶ数の先住民の黒人が暮らしていた。彼らには様々な部族があったが、とりわけ好戦的なズールー族（ズールー王国）が大きな勢力であった。
こうした状況の中、4つの白人共同体を南アフリカ連邦としてまとめることで、ズールー族をはじめとする黒人部族に対して優位に立とうと考えたのがディズレーリ内閣植民地相カーナーヴォン伯爵だった。彼はダービー伯爵内閣でも植民地相を務め、カナダ連邦の創設に主導的な役割を果たした人物であり、植民地に連邦制を導入することに熱心だった。しかし反英的なトランスヴァールと本国主導の連邦形成に不満があるケープ植民地が反発したため調整は難航した。
ここに来てディズレーリもカーナーヴォン伯爵もトランスヴァールを併合することを決意した。トランスヴァールは財政難であり、政治も対英穏健派の大統領トマス・フランソワ・バーガーズと対英強硬派が鋭く対立して混乱していた。そのためズールー族にいつ征服されるか分からない国情であり、またドイツやフランス、ポルトガルと手を組む恐れも考えられたからである。
1876年7月にトランスヴァールと黒人部族ペディ族の間に戦争が勃発すると、カーナーヴォン伯爵がナタール総督として現地に送り込んだサー・ガーネット・ヴォルズリー将軍と英領ナタール行政府先住民担当相サー・シオフィラス・シェプストンは、それへの介入を口実にトランスヴァールを併合することを企図した。この後トランスヴァールとペティ族の戦争が一時収束したため、介入の口実を失い、計画は一時延期されたものの、結局1877年1月にイギリス軍はトランスヴァール領へ侵入し、バーガーズ大統領やトランスヴァール議会と交渉の末に4月2日にトランスヴァール併合宣言にこぎつけた。
当時バーガーズ大統領は病気だったので弱腰だったのだが、トランスヴァール国民の多くは40年前にイギリス支配から逃れたグレート・トレック精神を忘れておらず、内心ではイギリスの併合に不満を持っていた。結局トランスヴァールは第二次グラッドストン政権下の1880年12月から1881年3月にかけて第一次ボーア戦争を起こして再独立することとなる。
またズールー族もトランスヴァールがなくなった今、イギリスに直接敵意を向けてくるようになった。

###### ズールー族との戦い

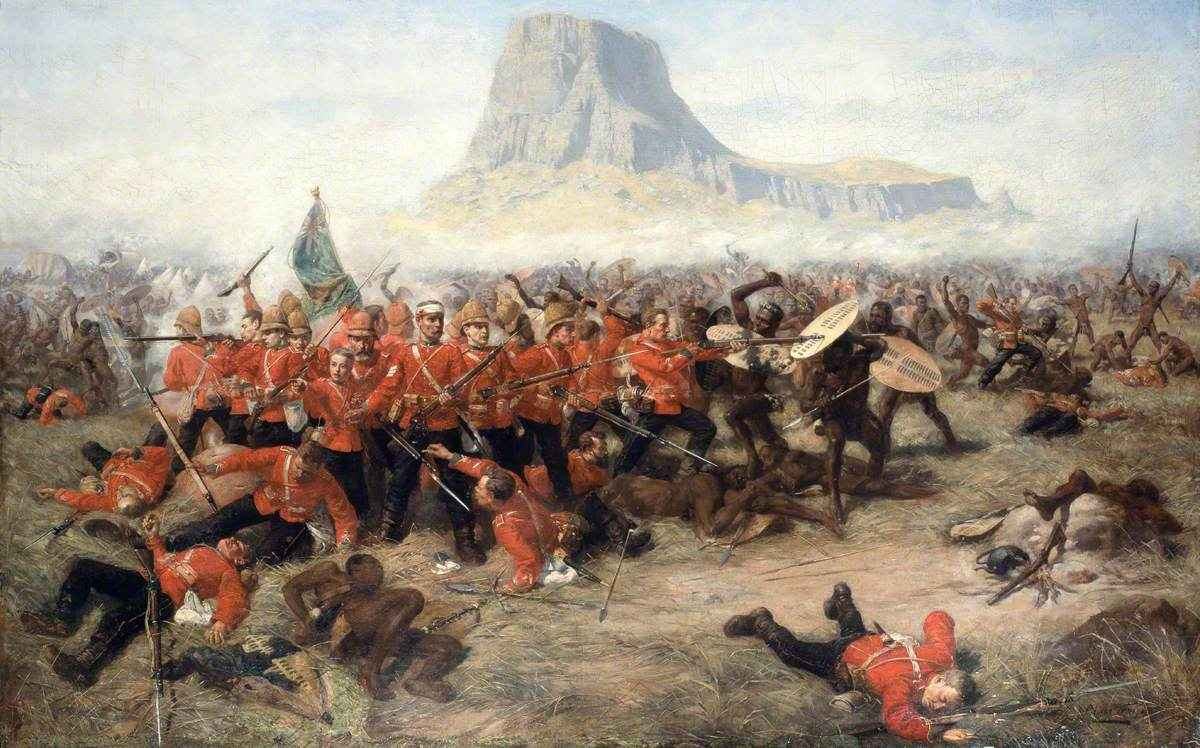
イサンドルワナの戦いで敗北するイギリス軍を描いた絵

英領ナタール行政府高等弁務官サー・ヘンリー・バートル・フレアとズールー族は対立を深めていった。1878年12月11日にフレアはズールー族の王セテワヨ・カムパンデに最後通牒を送った。完全にフレアの独断行動であり、フレアはディズレーリへの報告をわざとゆっくり行い、ディズレーリに選択の余地を与えずに彼を戦争に引きずり込んだ。
最後通牒に対するズールーからの返事はなく、1879年1月、フレアの命令を受けたチェルムズフォード男爵率いる1万6000人のイギリス軍がズールー王国へ侵攻を開始したが、イサンドルワナの戦いで敗北した。
この報告を受けたディズレーリは卒倒しかけたという。チェルムズフォード男爵が援軍を要求してきたため、やむなく許可し、2月には最新鋭兵器を持たせて応援軍を送ることとした。一方でサー・ガーネット・ヴォルズリー将軍を新司令官に任命し、チェルムズフォード男爵はその隷下とした。
援軍が到着するとチェルムズフォード男爵はヴォルズリーの命令を無視してすぐに反撃に打ってでて、7月4日にズールー王国首都ウルンディは陥落した。ズールー族を事実上イギリスの支配下に組み込むことに成功した（ズールー王国が正式に大英帝国ナタールに組み込まれたのは1897年）。
なお派遣された援軍の中に王立陸軍士官学校卒業生のナポレオン4世（ナポレオン3世の息子、普仏戦争の敗北で父母とともにイギリスに亡命）が従軍していた。ディズレーリはフランス第三共和政の反発を恐れて彼を従軍させることに慎重だったのだが、ナポレオン4世の母である元フランス皇后ウジェニーと英女王ヴィクトリアが強硬にナポレオン4世の意思を支持したため、結局ディズレーリが折れた。ディズレーリは「執拗な女性二人も相手にして私に何ができるでしょう」と嘆いている。しかし6月初め、前線の小競り合いでナポレオン4世は戦死した。ヴィクトリア女王はこれに大いに悲しみ、ヴィクトリア女王の計らいで彼の葬儀は盛大に行われ、女王自身も葬儀に出席した。女王が葬儀に出席するのは相手も君主の場合だけであり、臣民の葬儀には出席しないのが慣例である。そのような栄誉がボナパルト家の者に認められると、フランス第二帝政を廃した第三共和国の反発が予想されることからディズレーリが再び反対したが、やはり女王は聞き入れなかった。さらに葬儀を終えた女王は「土壇場になるまで植民地の軍備増強を怠った政府の責任である」としてディズレーリに叱責の電報を送った。女王の格別な寵愛によりディズレーリにだけ許されていた女王引見の際の様々な特別扱いも一時中止されたほど、この時の女王の怒りは激しかったという。

##### 叙爵、貴族院へ

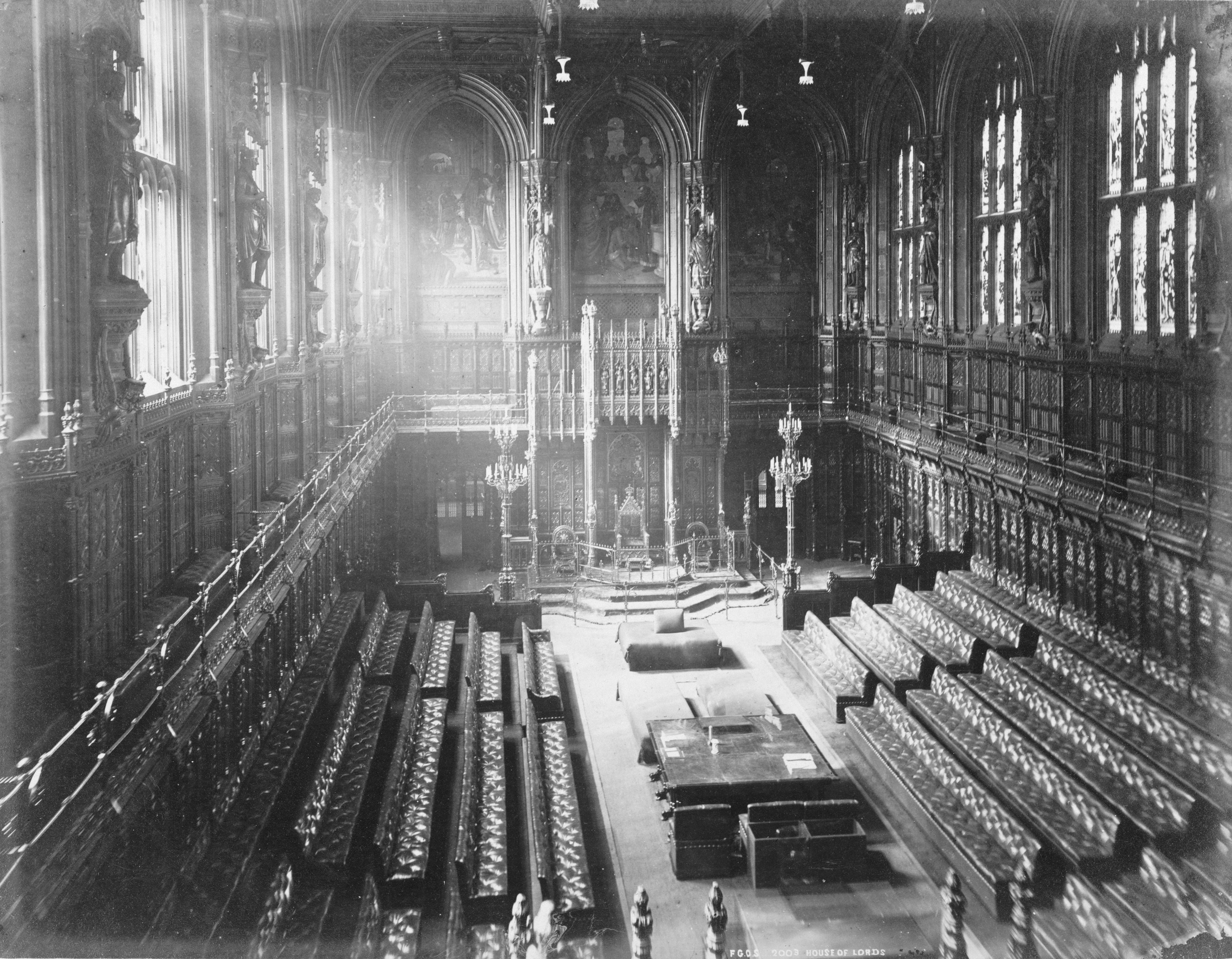
1870年から1885年頃の貴族院議場の写真

1876年8月12日、ヴィクトリア女王よりビーコンズフィールド伯爵、ヒューエンデン子爵に叙された。これにより貴族院に移ることとなったが、30年にわたって庶民院保守党議員を支配してきたディズレーリにとっては辛いことだったという。ヴィクトリアは「貴族院に移れば疲労はずっと少ないですし、そこから全てを指導することもできます」と説得したという。
毀誉褒貶はあっても、強力な個性の持ち主であるディズレーリが庶民院を去ることを庶民院議員たち（特に若手）は惜しんだ。ディズレーリにとって最後の庶民院本会議が終わると、彼は議場を見渡せる位置まで歩いて行って、自分が初めて演説した演壇、自分が長いこと座っていた野党席、ピールの肖像画が掛かっている国庫の席などを眺めて、物思いにふけっていたという。また議場から退出する時には涙を見せた。
貴族院に移ったディズレーリは直ちに貴族院院内総務となった。貴族院は保守党が半永久的に優勢ながら、保守党執行部に従わないことが多いという特殊な議会だった。ディズレーリはすぐに貴族院から受け入れられ、第14代ダービー伯爵（元首相）並みの権威を確立できた。

しかし貴族院議員ソールズベリー侯爵がイギリス貴族院を指して「この世で最も活気のない議会」と称したように、ディズレーリには物足りないものであったようだ。「貴族院の気分はどうですか」と聞かれたディズレーリは「私は死にました。極楽浄土の中で死んでいます。」と答えている。

##### 総選挙で惨敗して退任

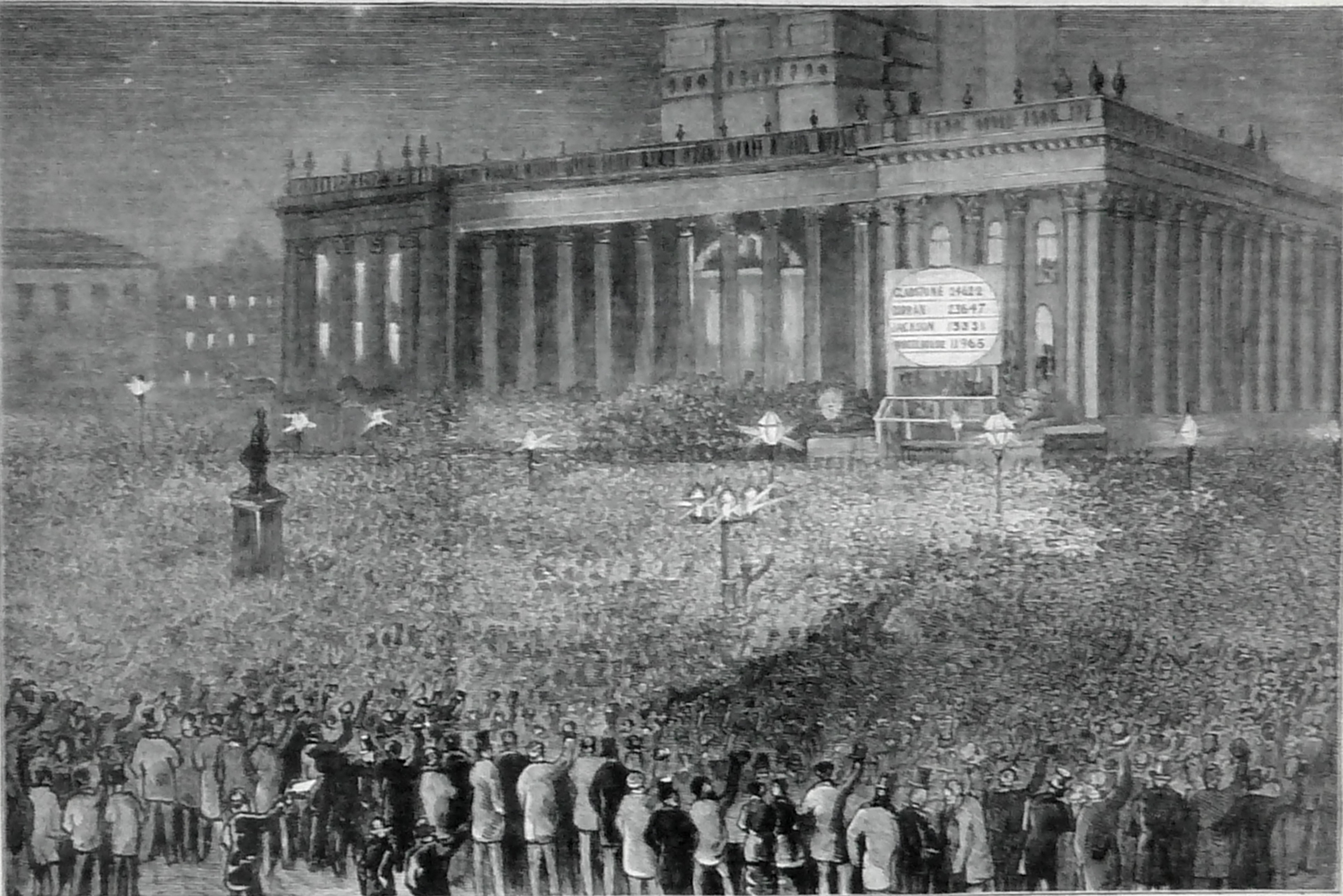
1880年4月10日、リーズ市庁前で総選挙の結果発表を見守るリーズ市民

1876年頃からイギリスにも不況の波が押し寄せてきた。1878年にはグラスゴー市銀行が経営破たんし、衝撃を与えた。失業率が急速に上昇していた（1872年には1%、1877年には4.7%、1879年には11.4%）。
一方農業も悪天候続きで収穫不足になっており、ピールの穀物法廃止以来、30年以上続いていたイギリス農業の生産率増大がこの頃に止まりはじめた。反面アメリカ農家の農業技術と運送技術の向上でアメリカからの輸入穀物はますます安くなっていた。ヨーロッパ大陸各国は次々と保護貿易へ移行し、イギリスの地主の間でも保護貿易復活を求める声が強まった。だが、農業人口よりそれ以外の人口が多いイギリスにおいてはそう簡単にはいかなかった。保護貿易を復活させれば食品価格の大幅な上昇を引き起こし都市部の労働者の反発を買うのは必至だったからである。ディズレーリが決めかねている間に保守党内の一部の地主層が保守党を離党して農民同盟を結成する事態となった。
一方自由党はもともと自由貿易主義者しかいないので、分裂することなく総選挙に邁進できた。ウィリアム・グラッドストンがスコットランドで行ったミッドロージアン・キャンペーンと呼ばれる一連のディズレーリ批判演説は大きな成功を収めた。
さらにアイルランド国民党党首チャールズ・スチュワート・パーネルが、政府との徹底対決路線をとり、何十時間にも及ぶ演説を行って、政府法案の議事を妨害するようになった（当時この手の議事妨害を阻止する議事規則がなかった）。これが原因でディズレーリ政権は末期の頃にはほとんど立法ができなくなった。これに対しては議事規則を改正して対策を立てようとしたが、野党との協議が整う前に総選挙となったのである。
1879年夏か秋に解散総選挙に打って出ていれば、保守党は敗れるにしても大敗することはなかったと言われている。だがディズレーリは解散総選挙を出来る限り先延ばしにしようとして解散時期を見誤った。1880年2月5日に議会が招集されたが、ディズレーリは女王に対して「何か予期しない問題が発生しない限りは解散はない」と述べている。ところが2月14日のリバプール補欠選挙で自由党候補が勝利するという前評判を覆して保守党候補が勝利した。この選挙結果を聞いたディズレーリは保守党に風が吹いていると判断して、3月6日に急遽庶民院解散を決定した。この突然の解散総選挙は与野党問わず、誰もが驚いた。
しかし3月から4月にかけて行われた総選挙の結果は、保守党が238議席（改選前351議席）、自由党が353議席（改選前250議席）、アイルランド国民党が61議席（改選前51議席）という保守党の惨敗に終わった。不況と農業不振でもともと現政権に不利な選挙ではあったが、ここまで負けたのは保守党の機能不全がある。党が自由貿易か保護貿易かで分裂していたし、選挙の準備もまるでしていなかった。対して自由党は準備を整えて待ち構えていた。
この選挙の報を聞いた時、ヴィクトリア女王はバーデン大公国にいたが、絶望して「私の人生はもはや倦怠と苦しみしかありません。今度の選挙は国全体にとって不幸なことになるでしょう」「私は、全てを破壊し、独裁者となるであろう半狂人の扇動者と交渉を持つぐらいなら退位を選びます」と語った。
ディズレーリが退任の挨拶にヴィクトリア女王を訪れたとき、女王は悲しげだった。女王は彼のブロンズ像を送るとともに、これからも手紙を送ってくれること、会いに来てくれることを頼んだ。そして改めて公爵位を与えたいと申し出たが、ディズレーリは選挙に惨敗した首相がそのような高位の爵位を賜るのはまずいとして固辞し、代わりに自分の秘書モンタギュー・コーリーをロートン男爵に叙してもらった。政治家の秘書に爵位が与えられるのは極めて異例のことであった。

ヴィクトリア女王のグラッドストン不信をよく知っているディズレーリは、女王に次の首相として自由党下院指導者ハーティントン侯爵を推挙した。最後っ屁の嫌がらせであった。女王はディズレーリの助言通り、ハーティントン侯爵を招いて後継首班指名を告げたが、侯爵はグラッドストン首班以外では組閣できないと拒絶し、女王は「半狂人の扇動者」を首班に指名せざるを得なかった。

#### 晩年

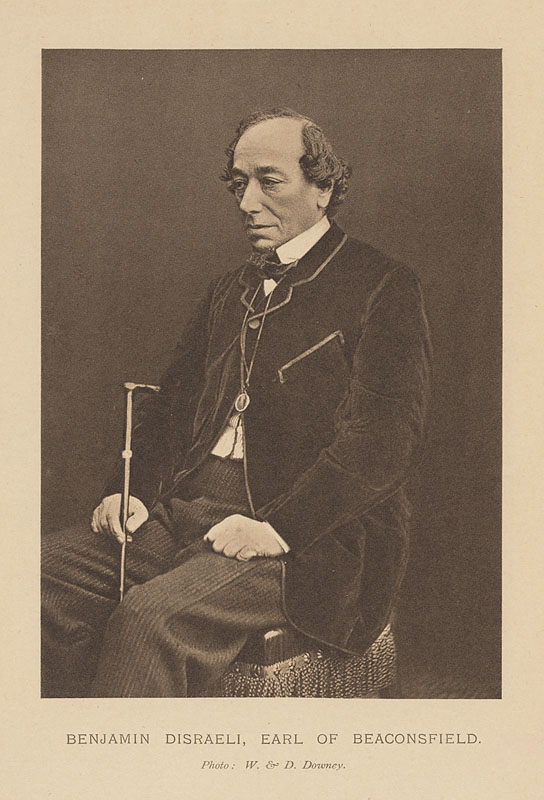
老年のディズレーリ

ダウニング街10番地を去ったディズレーリは、1880年5月1日にヒューエンデンへ帰っていった。以降、党の会合や貴族院出席以外の時はここで過ごした。またヴィクトリア女王との文通も続け、しばしばウィンザー城を訪れては女王の引見を受けた。
1880年5月19日のブリッジウォーター・ハウスで開催された保守党両院総会において、ディズレーリが引き続き党首を務めることが確認された。ディズレーリ以外に党首が務まる者はいなかったためである。ディズレーリはグレイ伯爵内閣（ホイッグ党政権）の急速な凋落の先例をあげ、敗北に悲観的に成り過ぎないよう議員たちを励ました。そして「保守党は帝国と憲政を保守する」と宣言し、議員たちから万雷の拍手を受けた。
庶民院では大敗を喫した保守党だが、貴族院は半永久的に保守党が牛耳っているので野党党首としてのディズレーリの権力は弱いものではなかった。グラッドストン政権が提出した小作料を支払うことができない小作人をアイルランド地主が追い出すのを暫定的に禁止する法案についてディズレーリは保守党の総力をあげて攻撃し、廃案に追い込んだ。
晩年にはランドルフ・チャーチル卿（ウィンストン・チャーチルの父）やアーサー・バルフォアら「第四党」と呼ばれる向う見ずな保守党若手議員たちを支援した。彼らはその行儀の悪さから保守党庶民院院内総務サー・スタッフォード・ノースコート准男爵に睨まれていたのだが、ディズレーリはチャーチルらに「私自身リスペクタブルであったことは一度もないよ」と語って励ましたという。一方で彼らが公然と党執行部に造反しないよう忠告を与えるなど、「第四党」をうまく扱った。
1881年初めにはマルクス主義団体「社会民主連盟」の指導者ヘンリー・ハインドマンの訪問を受けた。ハインドマンは格差問題を説いたディズレーリの『シビル』に深い感銘を受けており、社会政策についてディズレーリの意見を聴きに来たのだった。しかしディズレーリは、ハインドマンの民主帝国連邦構想や財産の社会化の話に冷めた様子で「ハインドマン君、この国は動かすのが全く難しい国なんだよ。全く難しい国だ、そして成功するより失敗することの方が多い国だ。しかし、君は続けようというのだね？」と答えた。この接触はハインドマンがビスマルクとラッサールの関係に倣ったものとされている。
10年前から執筆を開始していた政治小説『エンディミオン』を1880年11月に出版した。エンディミオンという青年が政治を志し、幾多の女性遍歴を経て、ついにイギリス首相となる物語である。もちろんディズレーリ自身がモデルであり、世間からはベンジャミンとエンディミオンをかけて「ベンディミオン」と呼ばれたという。他の登場人物も大体ディズレーリの接した者たちであり、一種の自叙伝であった。

さらにグラッドストンをモデルにした人物を主人公にした小説『ファルコーネ』の執筆を開始したが、これを完成させることはできなかった。

#### 死去

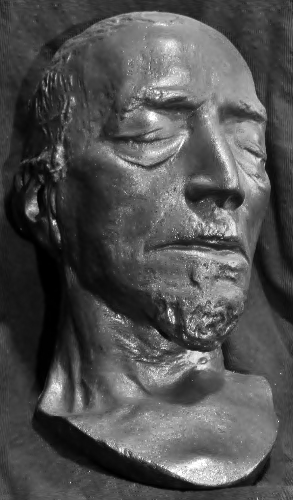
ディズレーリのデスマスク

1880年12月にディズレーリはヒューエンデンを離れてロンドンへ行き、以降死去するまでヒューエンデンに戻る事はなかった。ディズレーリは以前から喘息と痛風に苦しんでいたが、死を予期させるような病状は死の直前までなかった。1881年2月から3月にも外出して政治家たちと会合したり、皇太子アルバート・エドワード(後のエドワード7世)の晩餐に招かれたりしていた。3月1日にはウィンザー城でヴィクトリア女王から最後の引見を受けた。3月15日の貴族院では、ロシア皇帝アレクサンドル2世の暗殺を悼み、女王が弔辞を送ることに賛成する最後の演説を行った。
3月22日の帰宅途中に雨にぬれたことで風邪を引き、これが死につながることとなった。なかなか病状は回復せず、そんな中ディズレーリが無理をして書いたヴィクトリア女王への手紙は、短信だった。ヴィクトリア女王は心配になり、有名医をディズレーリの下へ派遣するよう命じた。
3月29日、女王の命を受けた胸部疾患の権威クエイン博士がやってきた。博士はディズレーリの病状を気管支炎と診断した。クエイン博士は応援を要請し、数日後に別の胸部疾患の専門医と看護婦二人がかけつけてきて24時間体制の看護が行われた。医師たちは望みがある口ぶりだったが、ディズレーリ本人は死を予感しており、「今度の病気はダメだろう。とても生きられないと自分で感じる」と述べた。また医師たちに「自分は死ぬのか」と執拗に尋ねつつ、「生きられる方がいいが、死を恐れてはいない」とどこか超然としていたという。
4月19日に入った深夜に危篤状態に陥った。同日午前4時15分過ぎ、昏睡状態だったディズレーリが突然上半身を起こそうとしたので、その場にいた者たちはみなびっくりした。彼はいつも議会で行っていた両肩を後ろに揺する身振りをした。その後再びベッドの中に倒れ、眠りに就き、午前4時30頃、安らかに息を引き取った。
ディズレーリの訃報に接したヴィクトリア女王は悲しみのあまり、しばらく口をきけなかったという。保守党本部、自由党本部、公共の建物は半旗を掲げた。グラッドストン首相は議会における演説でディズレーリの政策こそ褒めなかったが、そのユニークな人柄、属する民族への愛、妻への愛、恨み事を残さなかったことなど人格面を称える演説を行った。
ディズレーリの死は突然であったので、保守党は後任の党首をただちに決めることはできず、貴族院保守党はソールズベリー侯爵が、庶民院保守党はサー・スタッフォード・ノースコートが指導するという両院別個の二党首体制が取られることになった（貴族院が保守党の野党活動の中心となっていたのでソールズベリー侯爵の方が指導的であった）。
4月26日、ディズレーリの遺言に基づき、国葬ではなく、ヒューエンデンの聖マイケル及びオール・エンジェルズ教会で葬儀が営まれた。ヴィクトリア女王は葬儀に出席したがっていたが、当時のイギリスでは君主が臣民の葬儀に出席することは禁じられていたので断念せざるを得なかった。代わりに皇太子、コノート公爵アーサー、レオポルド王子(後のオールバニ公)ら女王の王子3人が葬儀に出席している。保守党政治家はほとんど参加し、自由党政治家も一部参加したが、首相グラッドストンは仕事を理由に欠席している。
ヴィクトリア女王は葬儀に出席できなかったが、ディズレーリの墓参りを希望し、ヒューエンデンへ赴いた。女王は、ディズレーリがヒューエンデンにいた時、最後に歩いた道を歩いてから教会へ向かった。女王は掘り返されたディズレーリの棺の上に陶器の花輪を供えた後、教会内に自分の想いを刻んだ大理石の記念碑を置かせた。
そこには「ビーコンズフィールド伯爵、ベンジャミンの敬愛すべき思い出に捧ぐ。この記念碑を捧げるは、君主にして友人、感謝に満ちる、女王にして女帝ヴィクトリア。『王は正義を語る者を愛する』箴言16-13」と刻まれている。
ディズレーリには子がなく、ビーコンズフィールド伯爵位は彼の死とともに消滅した。ヒューエンデンの家屋敷や遺産はディズレーリの遺言により、甥であるカニングスビーがディズレーリ姓を名乗ることを条件に相続した。女王はディズレーリの生前からビーコンズフィールド伯爵位の継承者がないことを心配しており、特例でカニングスビーに男爵位を与えると内諭していたが、ディズレーリはそれを拝辞していた。ちなみにカニングスビーも子供ができないまま1936年に死去しており、ヒューエンデンの家屋敷は現在ナショナル・トラストに管理されている。
- ディズレーリの墓
- ヴィクトリア女王から贈られた記念碑
- リヴァプールの聖ジョージ・ホール（英語版）にあるディズレーリ像
- ロンドン・パーラメント・スクエアにあるディズレーリ像

## 人物

### 貴族的素養・貴族意識
生誕時に貴族ではなかったこと、ユダヤ人であること、また学歴がないことの影響か、ディズレーリには成りあがり者のイメージがある。しかしディズレーリは著名な作家を父に持ち、経済的にも裕福な家庭で、文学的教養を身につけながら貴公子的に育った人物である。若いころに借金を背負っているが、借金を背負うのは貴族にも珍しくはない。ディズレーリにはもともと上流階級の素養が十分にあったのである。
加えてディズレーリは自らの血筋に誇りを持っていた。ユダヤ人は英国貴族などよりはるかに古い歴史を持つ真の貴族であり、さらに自分はそのユダヤ人の中でも「スペイン系」の「貴種」なので貴族の中の貴族だと思っていた。とりわけヒューエンデンの地主になって以降のディズレーリはその貴族意識を増大させていった。

### 君主主義・貴族主義・民衆主義
ディズレーリの伝記作家ウィリアム・フラベル・モニーペニーは伝記の中で「ディズレーリにとって政治組織は2つの実在からなっており、その一つである君主は円の中心であり、もう一つの民衆は円周である。この両者の相互関係を維持することで全ての調和が保たれると考えていた」と書いている。
ディズレーリの考えるところ、その両者の橋渡しをするのが貴族だった。貴族は特権を持って当然であり、同時に特権をもつがゆえに義務を果たさなければならず、その義務とは民衆の生活向上に尽くして、民衆が君主を尊敬するよう導くことであると考えていた。ディズレーリは「偉大な義務と特権を持った貴族がいない国は決して繁栄することはできない」と述べている。
ディズレーリは、ホイッグ党が1832年に行った第一次選挙法改正で政治権力が土地貴族から産業資本家に移されたことによって、民衆が「労働者階級」という名の「奴隷」にされたと考えていた。ディズレーリには自由主義最盛期のイギリスは「抵当に入る貴族、賭博的海外貿易、国内の激しい競争、墜落する民衆」と腐敗しきった社会にしか見えなかった。1835年から1836年にかけて書いた政治論文の中でディズレーリは、「ホイッグ主義は進歩的に見えるが、実際には王権や国教会を引きずりおろして資本家の寡頭政治を狙う反民衆思想であり、一方トーリー主義は王権や国教会の専制を擁護しているように見えるが、実際は資本家の寡頭政治から民衆の自由を守る立場」と主張している。
ホイッグ党によって引き裂かれた貧困層と富裕層という「二つの国民」を再び一つに統合できる者は、その両方の民の頂点に立つ女王のみと考えており、『シビル』の中でも「政党間の激しい争いによって君主の大権が狭められ、それによって民衆の権利も消滅する。王位は虚飾となり、民衆は再び奴隷となる。私が願うのは、イギリスが再び自主性をもった君主と、権利を与えられ繁栄した民衆を持つことである」と書いている。
こうした理想化された封建主義社会を思い描くディズレーリは、中央集権主義、官僚主義、功利主義に強く反発する地方分権的貴族主義者でもあった。地主貴族とイングランド国教会牧師が統治する地方の世界観こそが彼が最も保守したいと願うものだった。
ディズレーリはイギリス一般民衆の保守性を確信しており、1849年には「イギリスの本当の財産は物質的な豊かさではなく、民衆の国民性である」と語っている。ディズレーリが1867年の第二次選挙法改正を主導した際に選挙権拡大を恐れなかったのも民衆の保守性を信じていたからだし、社会政策を行ったのも民衆の保守性を強化するためであった。

### 帝国主義
ディズレーリはイギリスの帝国主義時代の幕を開いた政治家である。帝国主義は元々はディズレーリの外交政策を批判した反対派の用語であり、ディズレーリによって体系化され、新たな意味が付与され、保守党の理念に組み込まれた。
1872年の水晶宮演説以前のディズレーリは植民地獲得にほとんど関心を持っていなかった。というのもディズレーリはそれまで小英国主義者だったからである。小英国主義とはイギリスの自由貿易が世界中に拡大した今、植民地領有の必要性がほとんどなくなっており、むしろ行政費や防衛費など膨大な費用がかかるお荷物であるという論であり、自由主義者の中でもマンチェスター学派によって盛んに支持された考えである。ヴィクトリア朝前期にはこの小英国主義論が論壇や政治家の中で根強かった。
しかしこの時期の英国政府の外交を主導したのは「自由貿易帝国主義者」のパーマストン子爵であったため、イギリス政府の実際の動きとしては植民地放棄どころか、インド周辺地域への領土拡大を図り、それ以外の地域に対しては砲艦外交を仕掛けて非公式帝国化を推し進めていった。
保守党政治家はこのパーマストン外交との対決軸を作る意図から小英国主義的立場をとることが多かった。水晶宮演説以前のディズレーリも小英国主義的立場をとっていた。特にカナダやアフリカ西海岸は自由貿易体制の中ではほとんど価値がないのに防衛費ばかりどんどん増えていく「しょうもない植民地」の典型であるから、自分で勝手に防衛させるべきと主張していた。
ところが第二次ディズレーリ内閣時のディズレーリはこれまで主張を180度変えて植民地領有の必要性を声高に訴えるようになった。この変化の原因はまず第一に国内の政治情勢の変化である。1868年の総選挙の頃から大都市の中産階級が「安定」を求めて自由党支持から保守党支持へ移り始めたことで、保守党は「地主の利益を守る党」から「あらゆる有産者の利益を守る党」に変貌していた。ディズレーリはこの中産階級の支持を維持しつつ、労働者層にも支持を拡大していくべく、保守党が特定の階級の担い手ではなく、あらゆる階級、つまりナショナルな利益の擁護者であることを宣伝しようと帝国主義を保守党の新たな理念に打ち立てたのである。
当時労働者の世論は完全に帝国主義化していた。1860年代後期からの金融危機でイギリス国内が失業者であふれかえったため、植民地の雇用が注目されていたのである。第一次グラッドストン内閣が行ったニュージーランド駐在軍撤収など植民地放棄的な政策に対しても強い不満の声が労働者層からあがっていた。ディズレーリにとって帝国主義は労働者層の集票手段であった。
第二に国際的な事情もあった。ドイツ帝国の勃興によるイギリスの相対的な地位の低下、また実現すればイギリスに更なる地位の低下をもたらすであろうロシア帝国の地中海（バルカン半島）およびペルシャ湾（中央アジア）獲得の野心である。これに対抗するためイギリスは帝国を固めなければならない時期だった。

しかし第二次ディズレーリ内閣においてさえ、ディズレーリ当人が植民地に関心を持っていたかは疑問視する声もある。というのも彼は植民地政策のほとんどを植民地相カーナーヴォン伯爵に任せきりの状態にしていたからである。

### ユダヤ教・ユダヤ人について
ディズレーリは幼少期にキリスト教に改宗し、キリスト教会の墓で眠っている。だが生涯を通して隠れユダヤ教徒という疑惑が付きまとった（特にグラッドストンはそう思っていた）。しかしディズレーリはユダヤ教の儀式にまったく無知であり、ディズレーリの伝記作家ブレイク男爵は「そんな説は一考にも値しない」と退けている。一方ディズレーリはユダヤ人をユダヤ教徒ではなく人種(race)ととらえ、自分はユダヤ人種であること、そしてユダヤ人種の優秀性を公言していたので「一笑に付すことはできない」とする説もある。セシル・ロスは「ディズレーリは"ユダヤ民族"に情熱を持つあまり、ユダヤ教とキリスト教を対等視するのに忙しく、その差異を軽視する」としている。
ディズレーリ当人は「私は旧約聖書と新約聖書の間の白ページみたいなものだ」と冗談を飛ばしたことがあった。
ディズレーリは1844年のロバート・ピールを批判した『カニングスビー』(1844)や『シビル（女預言者）』(1845)などで、ヨーロッパの修道院や大学にはマラーノなどのユダヤ人がひしめき、ヨーロッパではユダヤ的精神が多大な影響力を行使していることを描いて、ゲルマン至上主義の逆を突いた。『カニングスビー』でディズレーリは「ユダヤ人が大きく加わっていないようなヨーロッパにおける知的な大運動はない。最初のイエズス会修道士たちはユダヤ人だった。西ヨーロッパを大いに混乱させているロシアの謎めいた外交は主にユダヤ人によって導かれている。現在ドイツにおいて準備され、イギリスではあまり知られていない強力な革命は第二のより広大な宗教改革運動になるであろうが、これは全体としてユダヤ人の賛助のもとで発展しているのである」と書いた。『タンクレッド』(1847)では「思い上がりではりきれんばかり、叩いてみて響きだけはよい革袋のような鼻のひしゃげたフランク人（ゲルマン人）」を揶揄し、セム的精神（ユダヤ精神）を称揚し、セム的精神が光明をもたらすことがなかったらゲルマン民族は共食いで滅亡していたと、いった。同時に、ディズレーリはみずからの人種を恥とみなしていたユダヤ人を批判し、ユダヤ人はコーカサス人種であると考えていた。
1847年下院での国会演説でディズレーリは、初期のキリスト教徒はユダヤ人であったし、キリスト教を普及させたのはまぎれもなくユダヤ人であったし、カントやナポレオンもユダヤ人であり、そのことを忘れて迷信に左右されているのが現在のヨーロッパとイギリスであると演説し、議会では憤怒のさざ波が行き渡った。カーライルはディズレーリの演説に憤慨し、ロバート・ノックスは、ディズレーリが挙げたユダヤ人一覧には一人もユダヤ的特徴を示している者はいないと批判した。1848年革命についてもディズレーリは、この全ヨーロッパ的暴動の指導者はユダヤ人だと述べ、その狙いは選民たるユダヤ人種がヨーロッパのあらゆる人種もどき、あらゆる下賤の民に手を差し伸べ、恩知らずのキリスト教を破壊し尽くすことであると主張した。ディズレーリは歴史の原動力について「すべては人種であり、他の真理はない」と述べるなど、ユダヤ主義に基づく人種主義者でもあった。こうしたディズレーリのユダヤ主義的な歴史観は、フランスの反ユダヤ主義者ムソーやドリュモンによってユダヤ人の秘密外交の証拠として好意的に引用された。また、ナポレオンを嫌っていた歴史学者のミシュレも、ディズレーリのナポレオンユダヤ人説に梃入れした。
「ユダヤ教徒イギリス国民」の意識を持ち、宗教的平等を求めていたライオネル・ド・ロスチャイルドら同時代のユダヤ人らと比較するとディズレーリはかなり特異な「ユダヤ人」であったといえる。宗教に関する彼の特異さは、彼の皮肉屋の性格が影響しており、それがヴィクトリア朝英国紳士らしからぬ無教養と看做されて、彼のアウトサイダー的印象を創ったとブレイク男爵はみている。
アイザイア・バーリンはディズレーリとカール・マルクスの心理状態には似通ったところがあると見て二人を比較する研究を行っている。バーリンは、「二人とも父親がユダヤ教会から離れたことによってユダヤ教社会から隔絶されたユダヤ人だった。二人の父親（アイザック・デ・イズレーリとハインリヒ・マルクス）は、中産階級社会に平和的に同化した。しかし父より情熱的だった二人にはもっと強固なアイデンティティの足場が必要だった。二人はそのような足場を生来もっていなかったので、創り出すしかなかった。二人は父の願いに反して中産階級に反逆した。ディズレーリは貴族エリート階級の指導者、マルクスは世界プロレタリアート階級の指導者になるために。二人は社交界と工場でいつでも合えるはずのその構成員たちと直接触れ合う事は大して重視せず、一般的にイメージされるその集団に自らを一体化させ、その集団を指導することにだけ関心を示した。二人はそれぞれの方法で自らの出自から逃げようとした。マルクスは自らの出自を隠し、ユダヤ人をブルジョワと同視して下から攻撃することによって、ディズレーリは場違いにユダヤ人を押し出し、ユダヤ人を裕福で奇妙な存在にすることによって。」と分析している。

一方ディズレーリの人物像を研究する上で彼がユダヤ人であることが注目され過ぎているという主張もある。ディズレーリは13歳の時にイングランド国教会に改宗しており、政治家になるうえでの法的制約はなかった。反ユダヤ主義的な中傷を受けることもあったが、イギリス上流階級の反ユダヤ主義は大陸のそれよりずっと弱かったのでユダヤ人のアイデンティティを感じる機会がどれほどあったか疑問だからである。

### プリムローズ

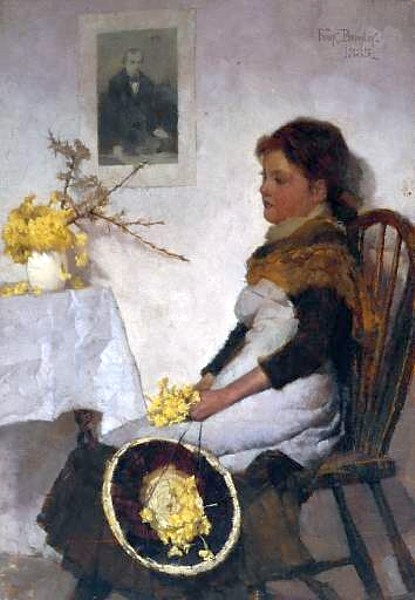
プリムローズ・デイを描いたフランク・ブラムリーの絵画

ディズレーリはプリムローズ（サクラソウ）の花を愛したといわれる。ヴィクトリア女王もディズレーリの葬儀の際にプリムローズを葬儀に送っている。
ディズレーリの二度目の命日である1883年4月19日に行われたディズレーリ像の除幕式がきっかけで、毎年4月19日にプリムローズを飾ったり、着用したりする「プリムローズ・デイ」の習慣がイギリス各地で広まった。この習慣は第一次世界大戦中にディズレーリ像へのプリムローズの飾り付けが一時中止されたことで衰退するまで国民的イベントであり続けた。
この文化を通じてディズレーリは死後、党派を超えた国民的英雄に昇華した。これについて『タイムズ』紙は「支持者だけでなく政治的敵対者からも彼が追慕されるのはわが国の政治闘争が憎悪とは無縁であることを証明している」と論評している。

1883年11月には「ディズレーリの後継者」を自任するランドルフ・チャーチル卿らによって「プリムローズ・リーグ」が結成された。これはディズレーリが目指した「宗教、国制、大英帝国の護持」を目的とする団体だった。この団体は、党派や宗派、性別を超えてメンバーを広く募集した結果、ヴィクトリア朝最大の大衆組織となり、保守党が労働者票を確保する上で大きな礎となり、世紀転換期の保守党長期政権を支えた。

### 女性に人気

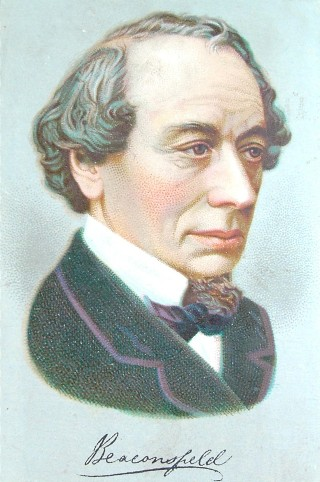
ディズレーリの絵

アンドレ・モロワの『ディズレーリ伝』によるとディズレーリは全ての階級の女性に人気であったという。同書の中で紹介される逸話によると、売春婦たちの晩餐の席上の会話で「グラッドストンとディズレーリ、どちらと結婚したい？」という話題になった時、彼女たちのほとんどがディズレーリと答えたが、一人だけグラッドストンと答えた者がいたという。他のみんながびっくりして理由を問うと、彼女は「まずグラッドストンと結婚して、その後ディズレーリと一緒になるの。グラッドストンがどんな顔をするか見たいから」と答えたという。
ブレイク男爵も「もし婦人参政権が認められたらディズレーリほど婦人票を集められる政治家はいなかっただろう」と評している。そのためディズレーリ自身も保守党の政治家ながら婦人参政権に反対ではなかったという。ただ彼は現実主義者だったので婦人参政権を議会で通すのは現状では無理と理解しており、ジョン・スチュアート・ミルが婦人参政権を求める動議を提出した時にも助力することはなかった。

### その他
- その弁論術は、劇的魅力があったという。標準英語をしゃべるが、どこか異国風のしゃべり方だったという[573]。
- ヒューエンデン邸の近くの池で釣りをすることを好んだ[592]。

## ヴィクトリア女王との関係

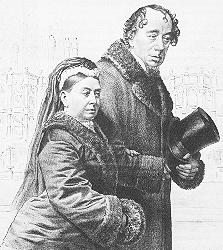
ヴィクトリア女王とディズレーリ

ディズレーリはヴィクトリア朝の長い歴史の中で数多く輩出された首相たちの中でも最もヴィクトリア女王に寵愛された首相である。
ディズレーリが初めてヴィクトリア女王の姿を見たのは、ヴィクトリアの戴冠式や結婚式においてであった。だがその時のディズレーリは一介の庶民院議員に過ぎず、ディズレーリの方は大きな印象を受けても、ヴィクトリアの方から特段注目されることはなかった。そのディズレーリがヴィクトリアから最初に注目されたのは嫌悪感によってであった。それはピール内閣の時のことである。ヴィクトリアの夫アルバートは自由貿易主義者であり、そのため女王夫妻はピール首相の自由貿易改革を支援していたが、そこに「ヤング・イングランド」のディズレーリが保護貿易主義を掲げてピールを徹底的に攻撃したからである。ディズレーリの盟友ジョージ・ベンティンク卿に至っては「ドイツ人の王室がピール派と結託してイギリスの農業利益をドイツに売り飛ばそうとしている」などと王室を侮辱する演説まで行った。そうした保護貿易運動の先頭に立っていたディズレーリに女王が嫌悪感を持つのは当然のことだった。
ヴィクトリアのディズレーリへの心証が若干良くなったのは第一次ダービー伯爵内閣の時のことである。大蔵大臣として入閣したディズレーリの報告書が小説的だったことが、ヴィクトリアの注目を惹いたのである。この内閣の時にディズレーリを晩餐にまねいたヴィクトリアは、その時の印象を「風貌は典型的なユダヤ人風、青白い顔に黒い目とまつ毛、黒い巻き毛の髪、その表情は不快感を覚えるが、話してみるとそうでもなかった」と日記に書いている。この頃には保守党の保護貿易主義も身をひそめていた。だが夫アルバートはなおも保守党やディズレーリに嫌悪感をもっていたため、ヴィクトリアの不信も完全には消えなかった。

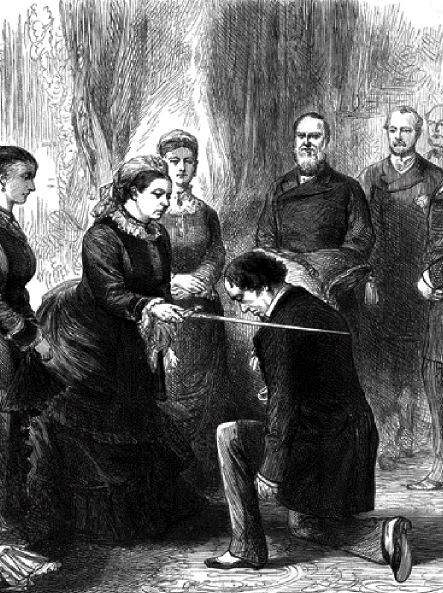
ヴィクトリア女王よりガーター勲章を授与されるディズレーリ

大きな変化が生じたのは1861年のアルバートの薨去だった。ディズレーリがアルバート顕彰の先頭に立ち、またアルバートの人格を褒め称えた演説を行ったことがヴィクトリアの心を捉えた。1866年の第三次ダービー伯爵内閣の頃にはヴィクトリアは完全にディズレーリに好感を寄せるようになっていた。ダービー伯爵の辞任でディズレーリが後任の首相になると親密さは増し、1868年春頃からヴィクトリアは自らが摘んだ花束をディズレーリへ送り、ディズレーリはお礼に自分の小説をヴィクトリアへ送るという関係になった。第二次ディズレーリ内閣で二人の親密さは頂点に達した。ディズレーリはしばしばヴィクトリア女王を「妖精」と呼ぶようになった。
二人の親密さの背景について、生後間もなく父ケント公を失ったヴィクトリアの父性コンプレックスと「母との疎外感が強く、生涯を通じて母の愛を補う女性を求めていた」（ブレイク男爵） ディズレーリの母性コンプレックスが結び付いたのではないかとする説がある。
グラッドストンの伝記を書いた神川信彦は、ディズレーリの「女はみな虚栄心をもつ。男の中には虚栄心を全く持たない者もいるが、虚栄心をもった男の虚栄心は、女の虚栄心では及びもつかないほど激しい。」という言葉を引用し、その「巨大な男の虚栄心」を持つディズレーリにとって、ヴィクトリアの「小さな女の虚栄心」など簡単に支配できたと主張している。
ヴィクトリアがナポレオン3世にも好感を寄せていたことから、リットン・ストレイチーは、ヴィクトリアはディズレーリの中にもナポレオン3世と似たもの、山師的・魔術的魅力を見たのだろうと主張している。

二人は、小さな島国を司令塔に南アフリカから極東までまたがる世界最大の大帝国に素朴な誇りを持っている点も共通していた。ヴィクトリアは、ロマンチックに仕立てるのがうまいディズレーリから帝国の状況について報告される時、自分が全能の神であることを認識できたという。

## ディズレーリとグラッドストン
グラッドストンとディズレーリはあらゆる面で対称の存在であり、終生のライバルであった。ディズレーリの現実主義者の立場は、グラッドストンの杓子定規なキリスト教主義的倫理感とは決定的に相いれないものだった。
二人の違いについて、アンドレ・モロワは「グラッドストンにとってディズレーリは、宗教と政治信念を持たない不信者だった。ディズレーリにとってグラッドストンは上辺だけ飾って辣腕を隠す偽信者だった」、「ディズレーリはグラッドストンが聖人ではないと信じていたが、グラッドストンはディズレーリが悪魔だと疑っていた」、「二人ともダンテの『神曲』を好んだが、ディズレーリは地獄篇を愛し、グラッドストンは天国篇を愛した。」、「ディズレーリはモリエールやヴォルテールから学んだが、グラッドストンはモリエールのタルチュフを三流の喜劇だと思っていた」、「グラッドストンは大金持ちなのに毎日几帳面に出納帳を付けていた。ディズレーリは借金まみれなのに勘定もせずに金を使った」、「ディズレーリの敵は彼を正直な人間ではないと言った。グラッドストンの敵は彼を最も悪い意味における紳士ぶった奴だと言った。」、「グラッドストンはディズレーリがわざと表明するシニックな信仰告白を全て真に受けていた。ディズレーリはグラッドストンが発する自らも本気で欺かれている言葉を偽善だと思っていた。」、「軽薄で通っているディズレーリが社交界では無口で、真面目で通っているグラッドストンが社交界では魅力的なおしゃべりをした」等の例えを使って表現した。

ディズレーリと同じ4回目の落選をした時からアンドレ・モロワのディズレーリの伝記の愛読者という日本の政治家田中秀征は、「ディズレーリに対するグラッドストン、彼は全てを持っていた。大金持ちで23歳で国会議員になっていた。ディズレーリは60すぎてやっとグラッドストンに追いつく。僕には分かる。ディズレーリが屈折した人生の果てに得た物を」と語っている。

## 小説

小説『ロゼアー』

ディズレーリの伝記作家ブレイク男爵は、「ディズレーリの小説は強引さと好き嫌いの激しさ、誇張、滑稽な筋立てが多くみられる。人々は彼を19世紀の小説家の最上位には置かないだろうが、しかし二流に置く事もないだろう。オックスフォード大学のある試験官は、非常に優れたところがある一方でそれに不釣り合いな馬鹿げた答えが書いてある答案に対してアルファ/ガンマと記入するというが、ディズレーリはヴィクトリア朝の小説家の中では、そのアルファ/ガンマであった」と評価している。
首相になる以前のディズレーリはベストセラー作家になったことはなく、どれも売り上げはわずかであるか、ほどほどという程度である。ベストセラーになって金銭的に成功したのは首相退任後に著した『ロゼアー』と『エンディミオン』だけである。
ブレイク男爵が評価する小説は、『ロゼアー』と『カニングスビー』である。彼は『ロゼアー』に描かれる華やかな貴族社会の描写は「貴族は政治力をなくしつつあるが、社会的地位と財産は保持しており、義務感を喪失しそうな状況だが、自らが無用な階級だと思って墜落しないことがそれを防ぐ手段である」という思想が貫かれていると評価する。『カニングスビー』については「英国政治小説の先駆」と評価し、「政治小説という分野自体がディズレーリによって開拓された」としている。
日本では明治時代前期に『カニングスビー』が『政党余談 春鴬囀』(明治18年)、『ヘンリエッタ・テンプル』が『双鸞春話』(明治20年)、『コンタリーニ・フレミング』が『昆太利物語』(明治23年)として邦訳されている。日本で最初に翻訳された西洋小説は、ディズレーリの友人であるエドワード・ブルワー＝リットンが著した恋愛小説『アーネスト・マルトラヴァーズ(Ernest Maltravers)』とその続編『アリス(Alice)』を、北白川宮能久親王随行員として渡欧し英国で学んだ丹羽淳一郎の訳による『欧州奇事 花柳春話』(明治11年)である。これが日本で大ヒットした結果、同時代英国の小説家ディズレーリの小説も翻訳されるようになったという経緯である。本書や『政党余談 春鴬囀』は日本でも政治小説が流行するきっかけとなった。

### 作品
- 『ヴィヴィアン・グレイ』（Vivian Grey）（1826年[618]）
- 『ポパニラ』（Popanilla） (1828年[619])
- 『若き公爵』（The Young Duke）(1831年)
- 『コンタリーニ・フレミング』（Contarini Fleming）(1832年)
- 『アルロイ』（The Wondrous Tales of Alroy）(1833年)
- 『地獄の結婚』（The Infernal Marriage）（1834年）
- 『天国のイクシオン』（Ixion in Heaven）（1834年）
- 『イスカンダーの興隆』（The Rise of Iskander）（1834年[620]）
- 『ヘンリエッタ・テンプル』（Henrietta Temple）（1837年）
- 『ヴェネツィア』（Venetia）(1837年[621]）
- 『アラコス伯爵の悲劇』（The Tragedy of Count Alarcos）（1840年[622]）
- 『カニングスビー』（Coningsby）（1844年[623]）
- 『シビル』（Sybil）（1845年[624]）
- 『タンクレッド』（Tancred）（1847年[625]）
- 『ロゼアー』（Lothair）（1870年[626]）
- 『エンディミオン』（Endymion）（1880年[627]）
- 『ファルコーネ』（Falconet） (未完成 1881年)

## 栄典
爵位
- 初代ビーコンズフィールド伯爵（連合王国貴族爵位）（1876年）[628]
- 初代ヒューエンデン子爵（連合王国貴族爵位）（1876年）[628]

勲章
- ガーター勲章士（KG）（1878年）[628]

その他
- 枢密顧問官（PC）（1852年）[628]
- 王立協会フェロー（FRS）（1876年）[628]
- 法学博士号（エジンバラ大学名誉学位）（1867年）[628]
- 法学博士号（グラスゴー大学名誉学位）（1873年）[628]
- 法学博士号（オックスフォード大学名誉学位）（1873年）[628]

## ディズレーリを演じた俳優

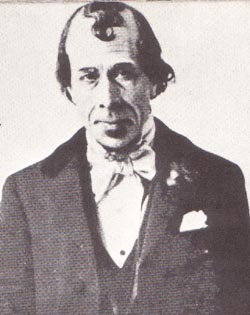
ディズレーリに扮するジョージ・アーリス

- アントニー・シャー（英語版）（1997年映画『Queen Victoria 至上の恋』）[629]
- アレック・ギネス（1950年映画『The Mudlark』）[629]
- エイブラハム・ソフィア（英語版）（1947年映画『The Ghosts of Berkeley Square』）[629]
- ジョン・ギールグッド（1941年映画『The Prime Minister』）[629]
- デリック・デ・マーニー（英語版）（1938年映画『Sixty Glorious Years』）[629]
- マイルズ・マンダー（英語版）（1938年映画『スエズ』）[629]
- ヒュー・ミラー（英語版）(老年期)、デリック・デ・マーニー（英語版）(青年期)（1937年映画『ヴィクトリア女王（英語版）』）[629]
- ジョージ・アーリス（1911年舞台『ディズレーリ』、1921年映画『平民宰相』、1929年映画『ディズレーリ』）[629]